# Obóz zagłady w Sobiborze
Obóz zagłady w Sobiborze (oficjalnie SS-Sonderkommando Sobibor) – niemiecki nazistowski obóz zagłady istniejący od maja 1942 roku do grudnia 1943 roku przy stacji kolejowej Sobibór na linii Chełm – Włodawa.
Obóz został utworzony w ramach akcji „Reinhardt”; prowadzono w nim eksterminację ludności żydowskiej. Niemcy kierowali do niego transporty z gett i obozów pracy w okupowanej Polsce, przede wszystkim z dystryktu lubelskiego. Ponadto w Sobiborze byli mordowani Żydzi z Austrii, Protektoratu Czech i Moraw, Francji, Holandii, Niemiec, Słowacji i ZSRR. Ofiary zabijano w stacjonarnych komorach gazowych przy użyciu gazów spalinowych.
Z transportów wyłączano niewielką liczbę Żydów, przede wszystkim fachowców oraz młodych mężczyzn i kobiety, których następnie zatrudniano w komandach pracujących na terenie obozu lub w jego sąsiedztwie. Więźniowie – docelowo również skazani na śmierć – byli narażeni na głód, choroby oraz bestialstwo strażników. Z czasem w Sobiborze zawiązała się obozowa konspiracja. 14 października 1943 roku w obozie wybuchło powstanie, w którego trakcie zbiegło około 300 więźniów. Liczbę tych, którym udało się przeżyć wojnę, historycy szacują na około 40–70 osób. Po październikowym powstaniu w obozie nie prowadzono już masowej eksterminacji. Niemcy zdecydowali o jego likwidacji, która trwała do przełomu listopada i grudnia tegoż roku.
W literaturze przedmiotu liczbę Żydów zamordowanych w Sobiborze szacuje się w przedziale od 130 tys. do 300 tys. osób. W publicznej świadomości utrwaliła się zwłaszcza liczba 250 tys. ofiar, którą przyjęto w czasie pierwszego powojennego śledztwa. Badania przeprowadzone przez Roberta Kuwałka, których wyniki opublikowano w 2014 roku, wskazują jednak, że liczba ofiar Sobiboru wyniosła w rzeczywistości około 170–180 tys. osób.

## Geneza

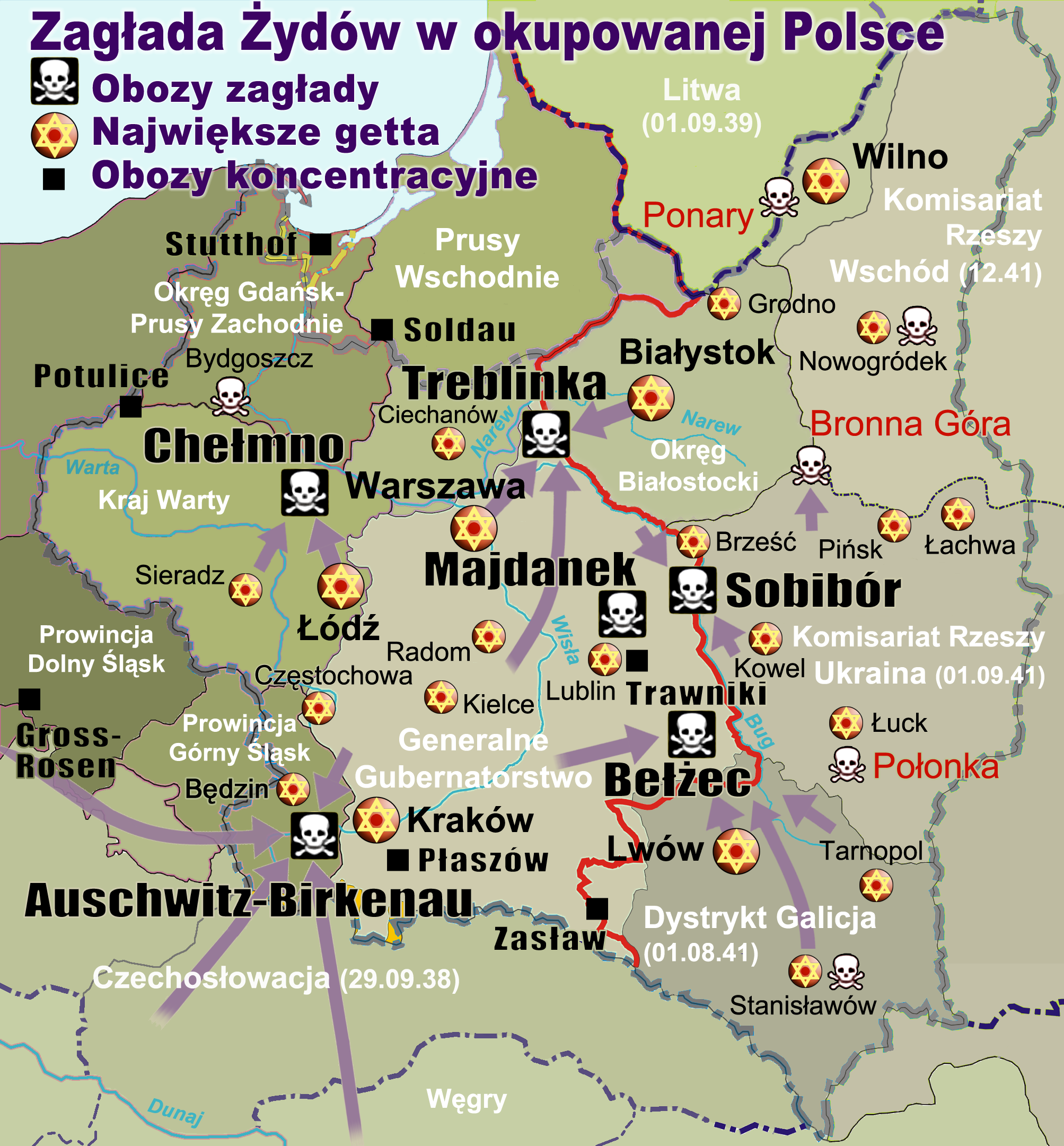
Obozy zagłady zlokalizowane w okupowanej Polsce

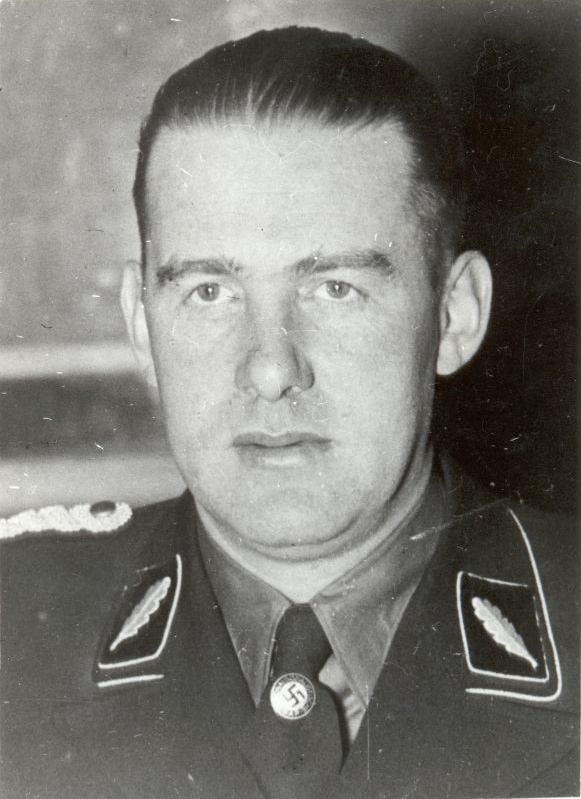
SS-Brigadeführer Odilo Globocnik, kierownik Einsatz Reinhardt

Prawdopodobnie jesienią 1941 roku na najwyższych szczeblach hitlerowskiego reżimu zaczęła krystalizować się koncepcja „ostatecznego rozwiązania kwestii żydowskiej” poprzez fizyczną eksterminację. W szczególności niemiecka administracja w okupowanej Polsce oczekiwała pilnego usunięcia Żydów z Generalnego Gubernatorstwa, licząc, że rozwiązanych zostanie w ten sposób szereg problemów natury ekonomicznej i sanitarnej. Istnieją przesłanki wskazujące, że kluczową rolę w procesie decyzyjnym prowadzącym do Zagłady odgrywał dowódca SS i Policji na dystrykt lubelski, SS-Brigadeführer Odilo Globocnik. 13 października 1941 roku Globocnik spotkał się w Kętrzynie z Reichsführerem-SS Heinrichem Himmlerem i SS-Obergruppenführerem Friedrichem Wilhelmem Krügerem. Niedługo później, pod koniec października, rozpoczęto budowę obozu zagłady w Bełżcu.
Jesienią 1941 roku zapadła decyzja o wybudowaniu w dystrykcie lubelskim jeszcze jednego ośrodka zagłady. Niewykluczone, że podjęto ją już podczas wspomnianego spotkania Globocnika z Himmlerem i Krügerem. Peter Longerich przypuszczał natomiast, że decyzja zapadła po rozmowach Himmlera z delegacją rządu marionetkowej Słowacji w ostatnich dniach października 1941 roku i miała związek z planowanymi deportacjami Żydów słowackich do dystryktu lubelskiego. Drugi obóz miał w założeniu pełnić funkcję pomocniczą względem obozu w Bełżcu. Jako miejsce jego lokalizacji wybrano okolice Sobiboru. Przemawiało za tym kilka przesłanek. Przede wszystkim stacja kolejowa Sobibór, przy której zbudowano ośrodek zagłady, umożliwiała sprawne przyjmowanie transportów oraz zapewniała dogodne połączenia z miejscowościami Lubelszczyzny, w których znajdowały się żydowskie getta. Wokół rozciągały się tereny zalesione i słabo zaludnione, co ułatwiało utrzymanie ludobójstwa w tajemnicy. Bliskość byłej granicy niemiecko-sowieckiej z lat 1939–1941 pomagała natomiast uśpić czujność ofiar, uwiarygodniając niemieckie zapewnienia, że Sobibór jest jedynie obozem przejściowym, z którego Żydzi będą kontynuować podróż do „pracy na Wschodzie”.
Historycy nie są zgodni, czy przeznaczeniem obozów w Bełżcu i Sobiborze od samego początku była eksterminacja wszystkich Żydów z Generalnego Gubernatorstwa, czy też pierwotnie planowano je wykorzystać wyłącznie do wymordowania Żydów z dystryktu lubelskiego. Pewnym jest natomiast, że podczas konferencji w Wannsee w styczniu 1942 roku przedstawiciele Generalnego Gubernatorstwa uzyskali zgodę, aby „ostatecznym rozwiązaniem” objąć w pierwszej kolejności tamtejszą ludność żydowską. Kierowanie eksterminacją polskich Żydów, której nadano kryptonim akcja „Reinhardt” (Einsatz Reinhardt), Himmler powierzył Globocnikowi. Za początek akcji uznawany jest 17 marca 1942 roku, kiedy to z gett w Lublinie i we Lwowie skierowano pierwsze transporty do ośrodka zagłady w Bełżcu.

## Budowa obozu

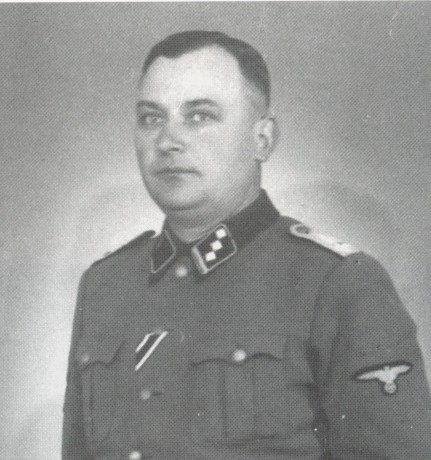
SS-Obersturmführer Richard Thomalla, który wczesną wiosną 1942 kierował budową obozu zagłady w Sobiborze

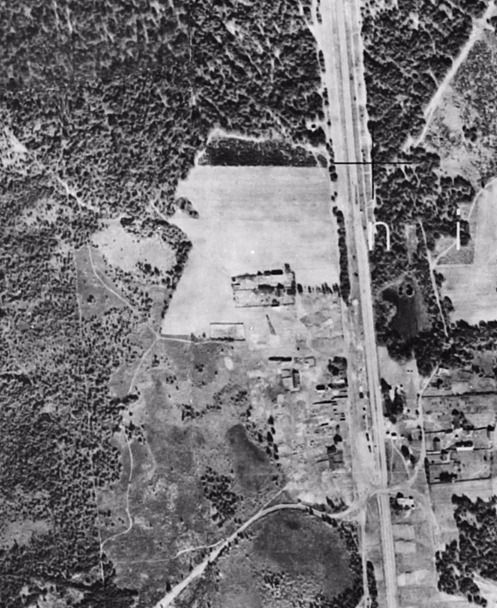
Zdjęcie lotnicze z 1941 roku przedstawiające teren przyszłego obozu

Przygotowania do budowy obozu ruszyły jesienią 1941 roku, najprawdopodobniej na przełomie października i listopada. Okolice stacji Sobibór były wtedy trzykrotnie wizytowane przez ekipy SS, które dokonały pomiarów terenu. W listopadzie Globocnik wezwał do siebie dowódcę żandarmerii w dystrykcie lubelskim Ferdinanda Hahnzoga i rozkazał mu udzielić wsparcia ekipie odpowiedzialnej za organizację obozu, a także zapoznał go z młodym oficerem SS, któremu zlecono nadzór nad pracami budowlanymi.
Pierwsze transporty z materiałami budowlanymi dotarły do Sobiboru na przełomie 1941 i 1942 roku. Dostawy pochodziły z Chełma oraz z obozu pracy w Krychowie, a zapewniło je przedsiębiorstwo Deutsch Horst. W czasie robót wykorzystywano także drewno budowlane uzyskane dzięki wycince drzew w lasach wokół Sobiboru. W późniejszym okresie wykorzystywano również materiały z rozbiórki domów w okolicznych gettach. W styczniu lub w lutym 1942 roku do Sobiboru przywieziono grupę żydowskich robotników, których zakwaterowano w baraku wybudowanym na skraju lasu. Według jednego ze świadków pochodzili oni z Chełma i było ich około stu dwudziestu. Strzegło ich kilku esesmanów z załogi obozu pracy w Osowej, dowodzonych przez niejakiego Strumpfa. Za przebieg wstępnych prac budowlanych odpowiedzialny był inspektor Moser z Zarządu Budowlanego SS w Chełmie. Pod jego nadzorem wytyczono granice obozu, wykarczowano drzewa porastające teren przyszłej strefy eksterminacji, oraz wykopano studnie głębinowe.
Właściwe prace budowlane ruszyły w marcu 1942 roku. Od tego momentu za organizację obozu odpowiedzialny był SS-Obersturmführer Richard Thomalla. Na okres jego pobytu w Sobiborze przypadło rozpoczęcie budowy komór gazowych oraz innych budynków i obiektów obozowych. W tym czasie wzniesiono również ogrodzenie, przystąpiono do kopania masowych grobów, a do obozu doprowadzono bocznicę kolejową. Wszystkie prace były wykonywane przez polskich robotników, których zwerbowano w okolicznych miejscowościach, oraz przez żydowskich robotników przymusowych, których przywieziono z pobliskich gett. Ci ostatni byli nieustannie bici i maltretowani przez strażników, dochodziło także do morderstw. Po zakończeniu prac Żydów zagazowano.
Pod kierownictwem Thomalli prace budowlane postępowały bardzo szybko, niemniej Globocnik nie był zadowolony z ich tempa. Pod koniec kwietnia 1942 roku powierzył stanowisko komendanta Sobiboru przybyłemu z Niemiec weteranowi akcji T4, SS-Obersturmführerowi Franzowi Stanglowi. Nowy komendant odbył w Lublinie wstępną rozmowę z Globocnikiem, po czym udał się do nieukończonego obozu. W wywiadzie, który udzielił Gitcie Sereny w 1971 roku, utrzymywał, że w tym czasie nie był mu jeszcze znany prawdziwy charakter „pracy”, którą miał wykonywać w okupowanej Polsce. Rzekomo dopiero po spędzeniu co najmniej kilku dni w Sobiborze miał udać się do Bełżca, gdzie tamtejszy komendant, a zarazem przyszły inspektor ośrodków zagłady akcji „Reinhardt”, Christian Wirth, objaśnił mu prawdziwe przeznaczenie obozu.
Jeszcze przed zakończeniem prac budowlanych zgładzono w Sobiborze co najmniej jeden transport z dystryktu lubelskiego. Przeprowadzono także kilka eksperymentalnych prób gazowania ludzi. Według Jicchaka Arada ich ofiarą padło około 250 Żydów przywiezionych z obozu pracy w Krychowie. Pierwsza próba prawdopodobnie miała miejsce na początku kwietnia. Najważniejszy i być może ostatni „eksperyment” odbył się natomiast na przełomie kwietnia i maja; jego przebieg obserwowali Stangl i Wirth. Mniej więcej w tym samym czasie budowa ośrodka zagłady została ostatecznie zakończona. Masowa i systematyczna eksterminacja Żydów rozpoczęła się w Sobiborze w pierwszych dniach maja. Dieter Pohl wskazuje, że uruchomienie obozu oznaczało wejście akcji „Reinhardt” w zupełnie nową fazę, gdyż dopiero wówczas Niemcy rozpoczęli „wysiedlenia” obejmujące swym zasięgiem całe powiaty.

## Lokalizacja i topografia

### Informacje ogólne

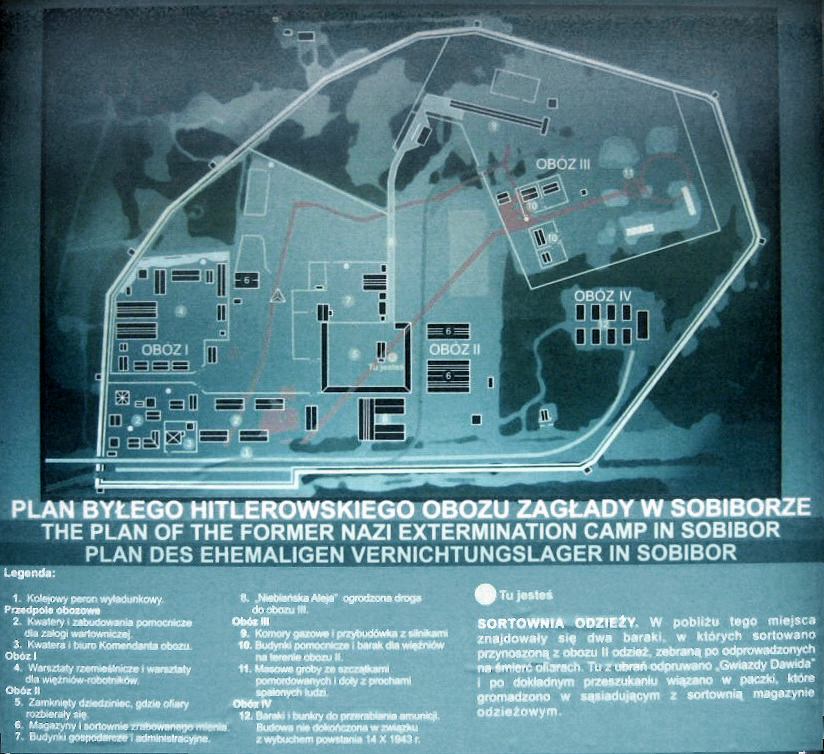
Plan obozu. Muzeum Byłego Obozu Zagłady w Sobiborze

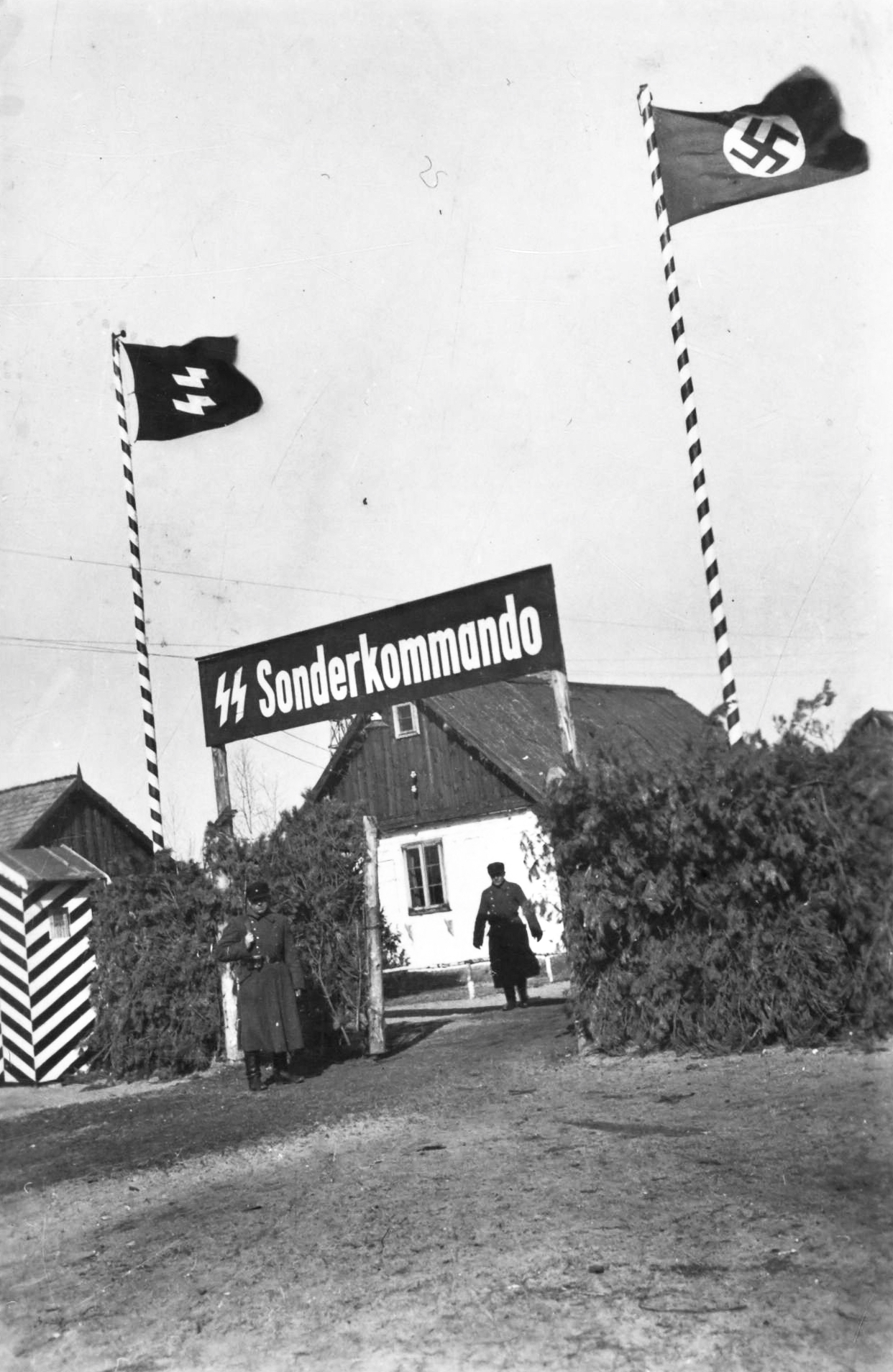
Brama dla pojazdów kołowych i personelu

Ośrodek zagłady zbudowano przy linii kolejowej Chełm – Włodawa, nieco na zachód od stacji Sobibór. Była to okolica słabo zaludniona. Najbliższe osiedla ludzkie, wsie Żłobek i Sobibór, leżały w odległości odpowiednio 2,5 kilometra oraz 4 kilometrów. Ośrodek zagłady był skutecznie zabezpieczany przez ukształtowanie terenu. Z trzech stron otaczał go bowiem rzadki sosnowy las, który częściowo porastał również jego północną i zachodnią część. W odległości około 3–4 km na wschód płynął Bug, a podejścia od północy i zachodu były zabezpieczane przez szeroki pas bagien. Otwarty teren rozciągał się jedynie na południe od obozu.
Przy budowie obozu Niemcy wykorzystali istniejącą infrastrukturę. Jeden z torów załadunkowych stacji Sobibór został przedłużony w taki sposób, aby sięgał w głąb obozu i umożliwiał przyjmowanie transportów bez zakłócania normalnego funkcjonowania stacji. Na potrzeby obozu zaadaptowano ponadto: budynek mieszczący biura Nadleśnictwa Sobibór i agencję pocztową, gospodarstwo rolne leśniczego, tartak, kapliczkę.
Wyniki badań archeologicznych przeprowadzonych w latach 2001 i 2004, wskazują, że całkowita powierzchnia obozu wynosiła 31,27 ha. Sobibór był tym samym największym obszarowo ośrodkiem zagłady akcji „Reinhardt”. Granice obozu miały nieregularny kształt. Wyznaczało je potrójne ogrodzenie z drutu kolczastego o wysokości około trzech metrów. Pomiędzy druty gęsto wplatano gałęzie drzew, uniemożliwiając w ten sposób obserwację wnętrza obozu. Pomiędzy płotem zewnętrznym a dwoma pozostałymi rzędami ogrodzenia znajdował się wąski korytarz, wzdłuż którego patrolowali wartownicy. Przy ogrodzeniu i w jego narożnikach stały wieżyczki strażnicze. Thomas Blatt podaje, że było ich jedenaście. W południowo-wschodniej części ogrodzenia znajdowały się dwie bramy: jedna służyła przede wszystkim członkom personelu oraz stanowiła wjazd dla pojazdów kołowych, przez drugą wtaczano wagony z ofiarami. Na przełomie czerwca i lipca 1943 roku, po udanej ucieczce dwóch więźniów, po zewnętrznej stronie ogrodzenia rozłożono miny przeciwpiechotne. Przy polu minowym ustawiono tablice ostrzegawcze, jedna z nich została odnaleziona w czasie powojennego śledztwa.
Wzorem ośrodka w Bełżcu obóz sobiborski podzielono na trzy obszary/strefy: strefę administracyjno-mieszkalną, strefę przyjęć i obszar zagłady. Każdą otaczało ogrodzenie z drutu kolczastego, które izolowało ją od reszty obozu. Pod koniec lipca 1943 roku rozpoczęto budowę tzw. obozu IV, docelowo mającego służyć jako miejsce magazynowania zdobycznej broni sowieckiej. W ostatnim okresie istnienia ośrodka zagłady, po zewnętrznej stronie zachodniego odcinka ogrodzenia, powstał ponadto obiekt, który świadkowie określali mianem kwater „ukraińskiego komanda”.
Prawdopodobnie w czerwcu 1942 roku na terenie obozu wybudowano tor kolejki wąskotorowej. Była ona wykorzystywana do przewożenia Żydów niezdolnych do poruszania się o własnych siłach, a także do transportowania zwłok osób zmarłych w czasie podróży do Sobiboru. Tor o długości około 300–400 metrów wiódł od rampy w „obozie przednim” aż do masowych grobów w obozie III. Z zeznań Huberta Gomerskiego wynika, że kursowało po nim 5–6 wagoników ciągniętych przez niewielką lokomotywę Diesla. Osobny tor wybudowano także w obozie III – między komorami gazowymi a grobami i rusztami spaleniskowymi.

### „Obóz przedni” i Obóz I

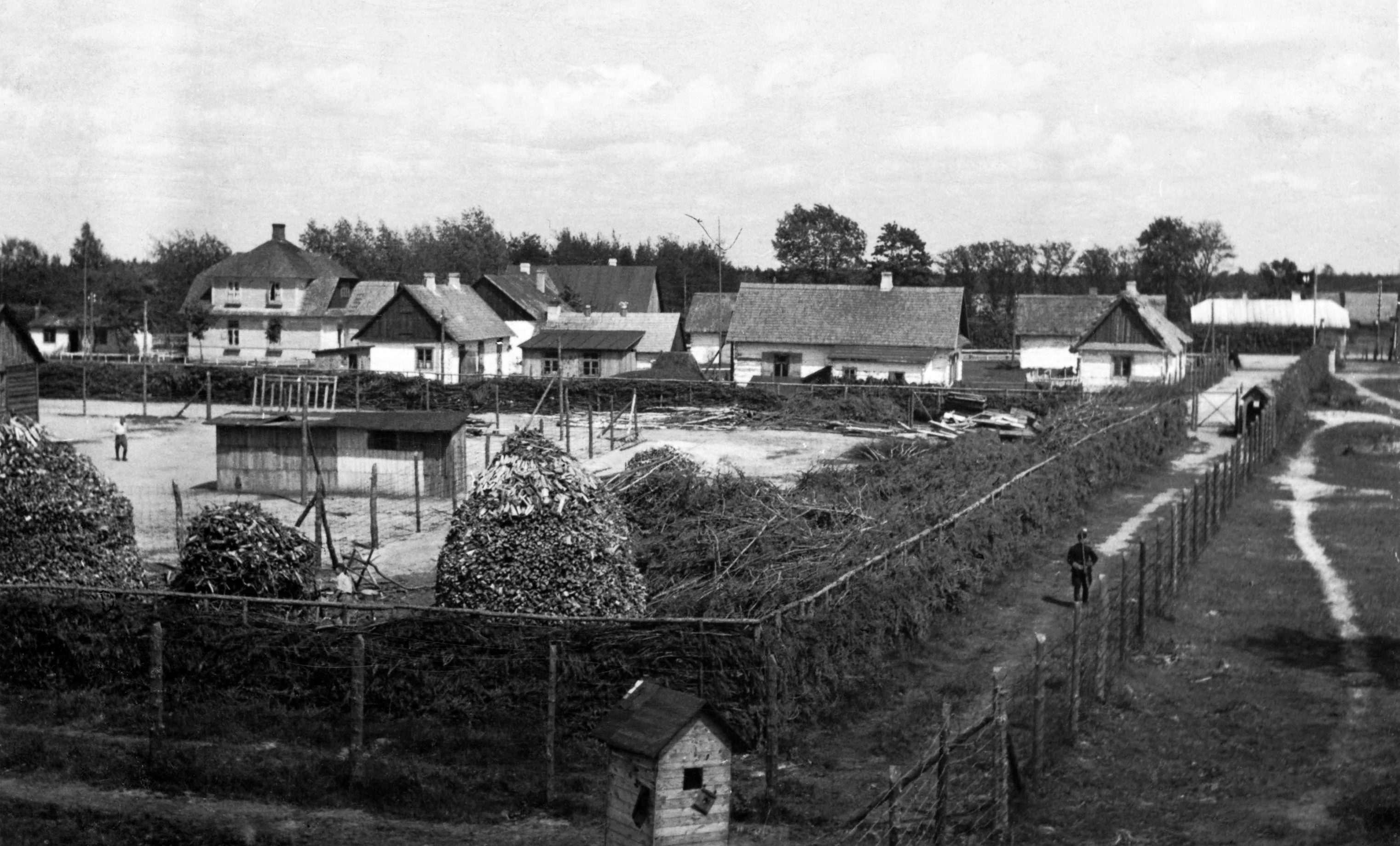
Obóz latem 1943 roku. Na pierwszym planie widoczny fragment obozu I, w tle budynki Vorlagru

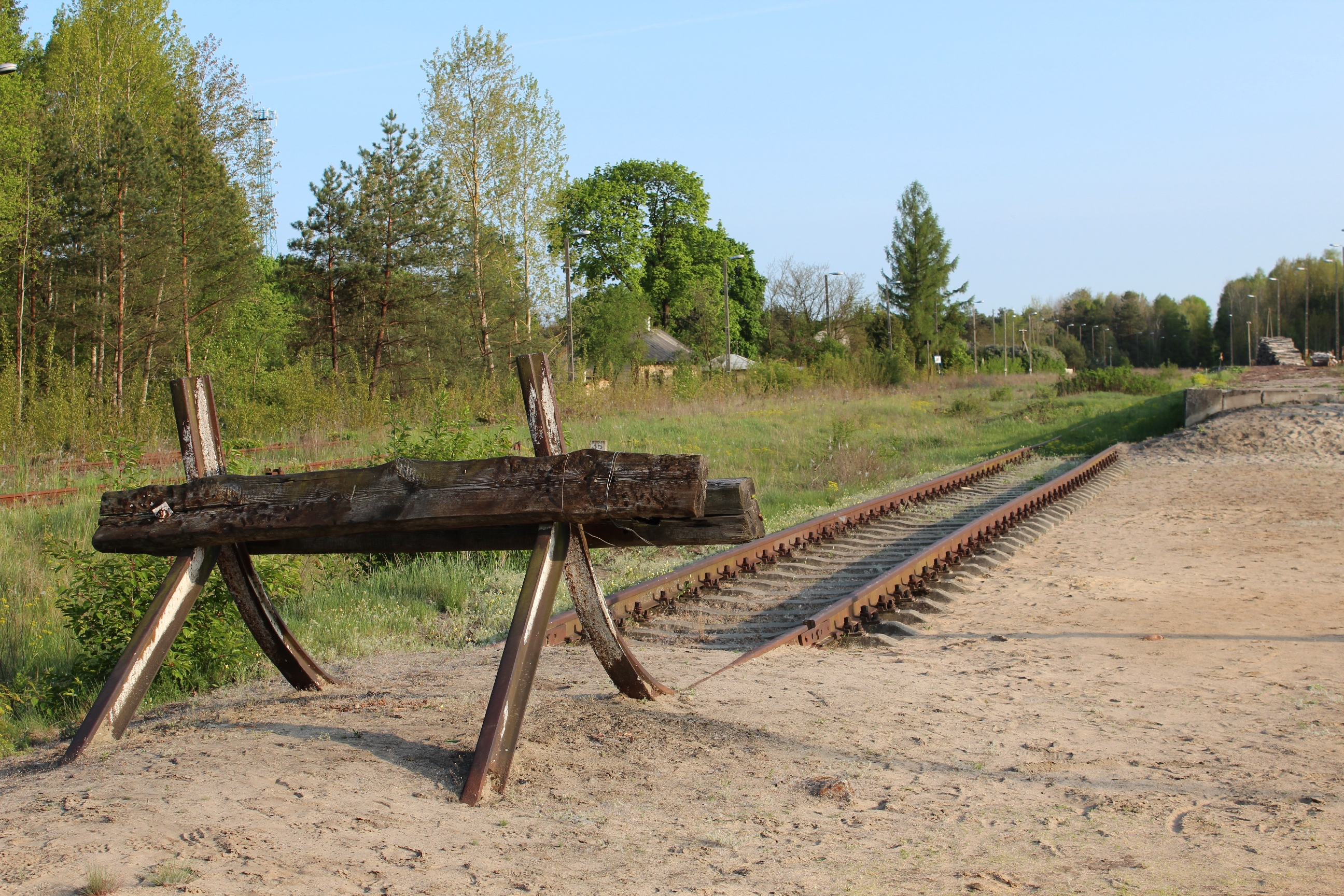
Kozioł oporowy na końcu obozowej bocznicy

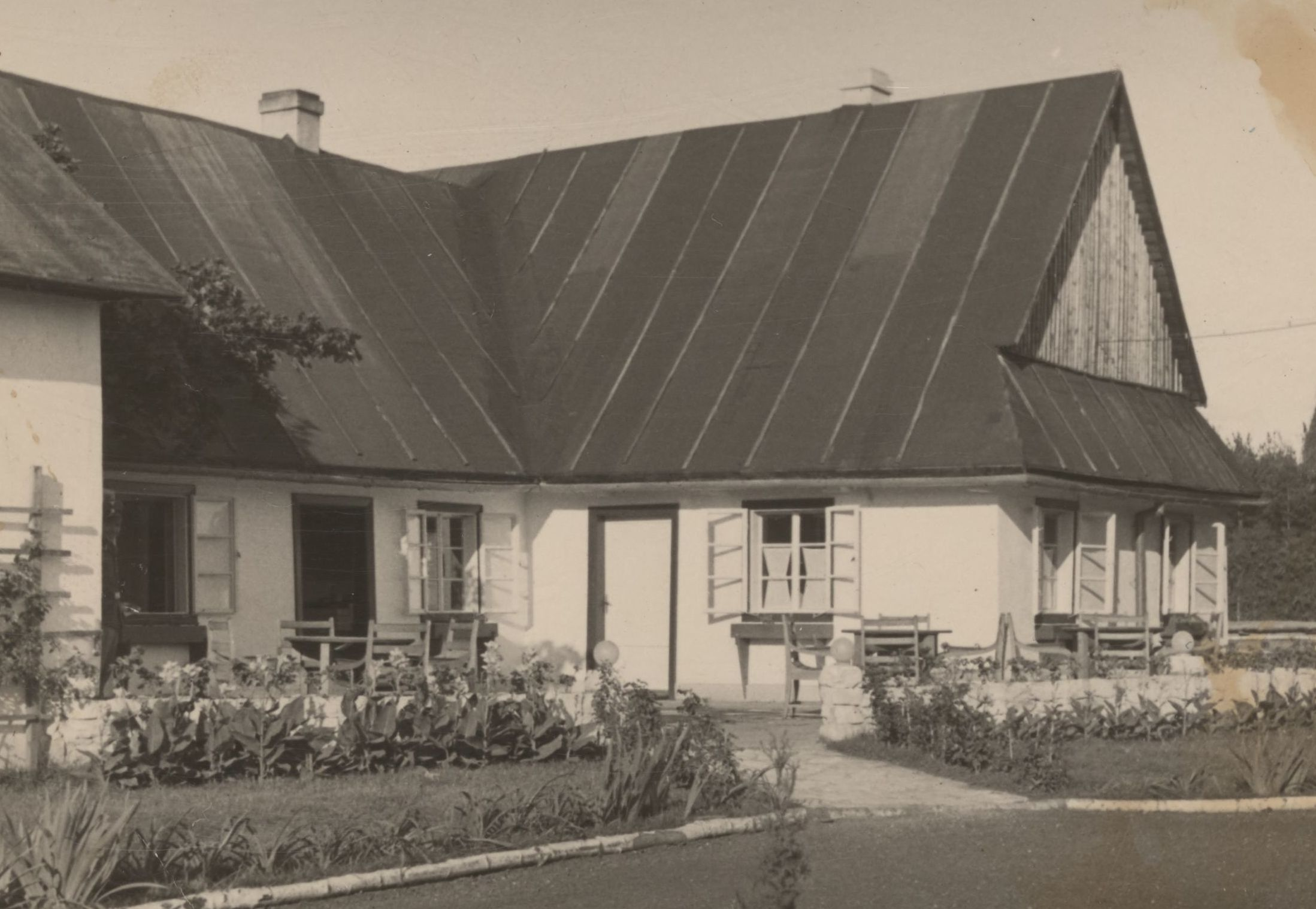
Kasyno „Pod wesołą pchełką” w Vorlagrze

Strefa administracyjno-mieszkalna obejmowała południowo-wschodnią część obozu i była podzielona na dwie mniejsze strefy: „obóz przedni” i obóz I.
„Obóz przedni”, zwany również przedpolem (Vorlager), był położony w pobliżu stacji kolejowej i stanowił miejsce rozładunku transportów. Znajdowała się tam bocznica kolejowa o długości około 155 metrów, stanowiąca przedłużenie toru załadunkowego stacji Sobibór. Wagony wtaczano na teren obozu przez drewnianą bramę, którą po przejeździe ostatniego wagonu natychmiast zamykano. Na końcu ślepego toru stał „kozioł” oporowy (zachował się do czasów współczesnych). Przy bocznicy zbudowano rampę o długości około 120 metrów, przy której mogła się zatrzymać lokomotywa oraz jedenaście wagonów towarowych. Droga, która uprzednio biegła wzdłuż północnego ogrodzenia posesji nadleśnictwa w kierunku gospodarstwa leśniczego, stanowiła odtąd trasę, którą Żydzi byli prowadzeni z rampy do obozu II. Na całej jej długości rozstawiono znaki kierujące ofiary do rzekomych „pryszniców”.
„Obóz przedni” pełnił także funkcję strefy mieszkalnej dla załogi. W pobliżu bramy głównej znajdowały się budynki załogi niemieckiej. Kwatery mieszkalne esesmanów mieściły się w trzech budynkach. Jeden z nich – willa zwana Schwalbennest („Jaskółcze gniazdo”) – służył także jako siedziba komendantury. W drugiej willi – o nazwie Zum lustigen Floh („Pod wesołą pchełką”) – znajdowało się kasyno oficerskie. Nieco na północ od budynków załogi niemieckiej znajdowały się baraki, w których mieszkali wachmani. Dla Niemców i strażników przeznaczone były osobne kuchnie i kantyny, osobne pralnie oraz osobne gabinety fryzjerskie. W Vorlagrze znajdowały się ponadto: gabinet lekarsko-dentystyczny, garaż, magazyn, areszt dla wachmanów i wartownia. W pobliżu ogrodzenia odgradzającego „obóz przedni” od obozu I zbudowano piekarnię. W magazynie mundurowym urządzono szwalnię i dziewiarnię, w których pracowały żydowskie więźniarki.
Obóz I leżał na zachód od Vorlagru i pełnił funkcję strefy mieszkalnej dla żydowskich więźniów (Arbeitsjuden). Otaczało go ogrodzenie z drutu kolczastego, w którym znajdowała się tylko jedna brama, prowadząca do Vorlagru. W baraku nr 1 mieszkali krawcy, szewcy i stolarze, natomiast barak nr 2 był przeznaczony dla złotników, kucharzy, murarzy, sprzątaczy i piekarzy. W baraku nr 3 mieszkały wyłącznie kobiety. Na terenie obozu I znajdowały się również obiekty gospodarcze: kuchnia dla żydowskich więźniów, dwa warsztaty szewskie i dwa warsztaty krawieckie (osobne dla Niemców i wachmanów), warsztat mechaniczny, pracownia stolarska i pracownia malarska. Ponadto Niemcy urządzili tam swoją kręgielnię. Na przełomie czerwca i lipca 1943 roku, po udanej ucieczce dwóch więźniów, między obozem I a zewnętrznym ogrodzeniem wykopano fosę wypełnioną wodą.

### Obóz II

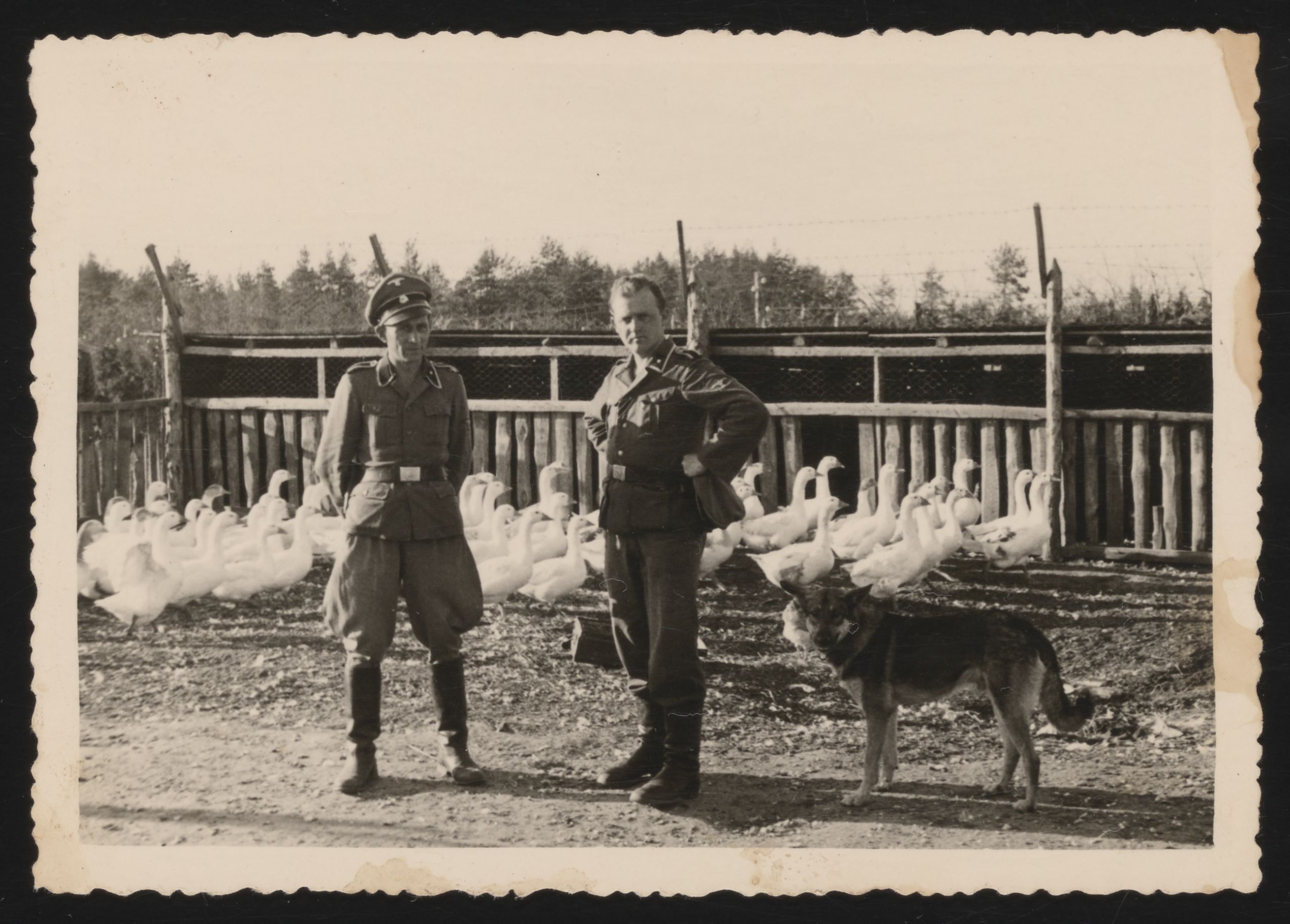
Esesmani pozujący do zdjęcia w obozie II

Obóz II zajmował obszar, na którym wcześniej znajdowało się gospodarstwo leśniczego. Dawny dom mieszkalny przekształcono w biuro obozowej administracji. Ulokowano w nim także magazyn na zrabowane pieniądze i kosztowności oraz magazyn medyczny, w którym przechowywano zrabowane lekarstwa i kosmetyki. Stodoła służyła jako magazyn zrabowanego obuwia, a chlew, stajnia i kurnik nadal pełniły swą pierwotną funkcję. W pobliżu obozu II znajdował się ogród warzywny, którego plony były przeznaczone dla członków załogi. Rosnące tam kwiaty i słoneczniki stanowiły dodatkowy element maskujący, pomagający ukryć prawdziwe przeznaczenie obozu.
Na terenie obozu II wzniesiono również nowe budynki. W jednym z baraków zainstalowano silnik Diesla, który produkował energię elektryczną dla całego obozu. Na pustym placu między obozem II i obozem III, nieco na północ od płotu otaczającego plac-rozbieralnię, wzniesiono dwa budynki, z których jeden służył jako sortownia, a drugi jako magazyn na przedmioty posortowane i gotowe do transportu. Nieopodal zbudowano niewielką szopę, w której wnętrzu znajdował się piec służący do palenia dokumentów i fotografii odnalezionych w ubraniach i bagażach ofiar.
Właściwą strefę przyjęć stanowił plac otoczony wysokim płotem z desek. Było to miejsce, w którym Żydzi rozbierali się przed udaniem się do komór gazowych. Ofiary były wprowadzane na plac od strony rampy kolejowej, tj. od wschodu. Wejście prowadziło przez duży budynek, który służył jako magazyn bagażu przywiezionego przez Żydów. Przylegały do niego  prostopadle trzy baraki-sortownie. Na wewnętrznych ścianach płotu, m.in. pod przylegającymi doń wiatami, zawieszone były fałszywe „rozkłady jazdy pociągów” oraz plakaty wzywające do utrzymania porządku. Na placu wybudowano niewielki barak służący jako magazyn na żywność odebraną ofiarom.
Plac-rozbieralnię łączył z obszarem zagłady specjalny korytarz wykonany z ogrodzenia z drutu kolczastego, który nazywano „wężem” (Schlauch) lub „drogą wniebowstąpienia” (Himmelfahrtstraße). Był szeroki na około 3–4 metry, a jego długość wynosiła około 150 metrów. Pomiędzy druty gęsto wplatano gałęzie drzew, uniemożliwiając w ten sposób jakąkolwiek obserwację zarówno z zewnątrz, jak i wewnątrz. Wlot „węża” znajdował się przy północno-zachodnim narożniku płotu, który otaczał plac-rozbieralnię, podczas gdy wylot znajdował się przy budynku z komorami gazowymi. Przy wlocie stała niewielka szopa z szyldem „kasa”, w której rezydował esesman odbierający Żydom pieniądze, złoto i kosztowności. Prawdopodobnie „wąż” biegł wzdłuż dawnej drogi, która prowadziła z gospodarstwa leśniczego w głąb lasu. Przy jego końcowym odcinku stały trzy połączone ze sobą baraki. W jednym z nich obcinano włosy kobietom. Z czasem baraki zaczęły także pełnić funkcję rozbieralni dla kobiet i dzieci.

### Obóz III

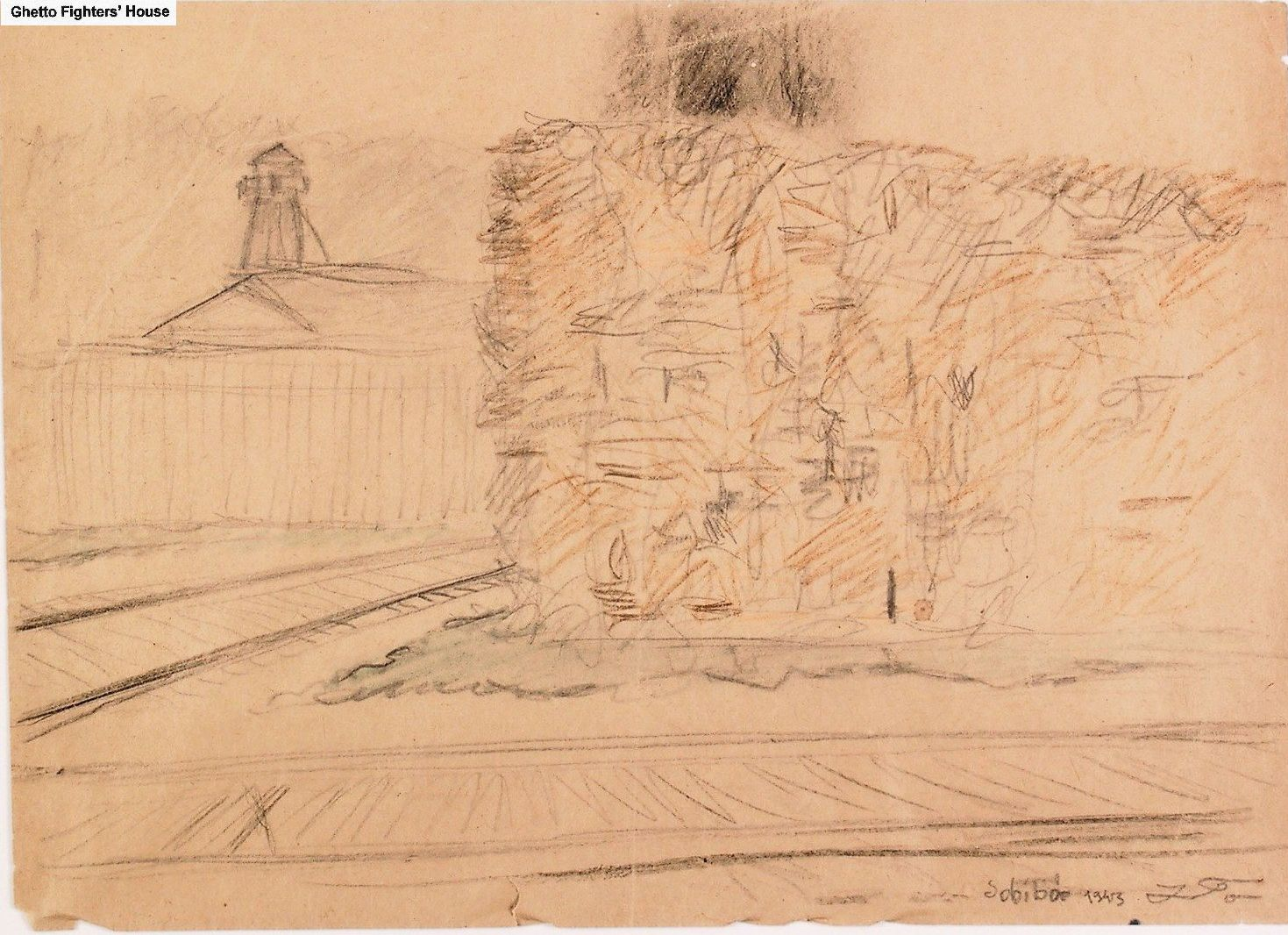
Rysunek ze zbiorów Muzeum Bojowników Getta, przedstawiający obóz zagłady w Sobiborze. Na pierwszym planie ogrodzenie przetykane gałęziami, które zasłania komory gazowe

Obóz III był strefą eksterminacji. Znajdował się w północno-zachodniej części ośrodka zagłady. Otaczało go podwójne ogrodzenie z drutu kolczastego. Był ściśle strzeżony i do tego stopnia odizolowany, że w początkowym okresie funkcjonowania obozu Żydzi, których skierowano do pracy w komandach roboczych dopiero po upływie kilku dni lub nawet tygodni dowiadywali się, że ich bliscy zostali tam zgładzeni. Nie ocalał żaden z żydowskich więźniów pracujących w obozie III. Z tego powodu informacje na jego temat są bardzo fragmentaryczne, a ich źródłem są przede wszystkim zeznania złożone przez członków załogi oraz relacje przypadkowych świadków.
Początkowo w obozie III funkcjonowały trzy komory gazowe. Były ulokowane w ceglanym budynku, postawionym prawdopodobnie na drewnianych belkach podwalinowych. Obiekt ten znajdował się w południowej części obozu III, nieopodal wylotu Schlauchu. Ofiary wprowadzano najpierw na przylegającą do budynku werandę. Stamtąd do każdej komory prowadziły osobne drzwi. W ścianie przeciwległej do drzwi wejściowych zainstalowano dodatkowe drzwi, służące wyłącznie do wyciągania zwłok. Każda z komór miała podłogę o wymiarach 4 × 4 metry i mogła pomieścić około 200 ofiar. Podłogi były nachylone w kierunku tylnych drzwi, co ułatwiało wyciąganie zwłok. Pomieszczenia były upozorowane na łaźnie kąpielowe; na sufitach zainstalowano dysze prysznicowe, do których podłączono przewody doprowadzające spaliny. Te ostatnie były wytwarzane przez silnik benzynowy, który zainstalowano w szopie przylegającej do budynku. Chcąc uniemożliwić niemieckim pilotom obserwowanie budynku, na dachu umieszczano gałęzie sosnowe i jodłowe, a później rozwieszono siatkę maskującą.
Doświadczenia z pierwszych miesięcy działalności obozu pokazały, że komory gazowe nie są wystarczająco wydajne. W szczególności drzwi służące do wyciągania zwłok okazały się zbyt małe, co spowalniało proces eksterminacji. Jesienią 1942 roku „stary” budynek został zburzony lub gruntownie przebudowany, a w jego miejscu wzniesiono nowy obiekt. Jego budowę nadzorowali dwaj specjaliści budowlani akcji „Reinhardt”: Lorenz Hackenholt i Erwin Lambert. W nowym budynku znajdowało się sześć komór gazowych, przy czym nie jest pewne, czy były one ustawione w jednym rzędzie, czy też po obu stronach korytarza biegnącego przez środek budynku. Komory miały podłogi o wymiarach 4 × 4 metry, a ich wysokość sięgała 2,20 metra. Podobnie jak w starym budynku miały dwoje drzwi – jedne służące wprowadzaniu ofiar, drugie wyciąganiu zwłok (te ostatnie były drzwiami wahadłowymi). Jicchak Arad podaje, że w „nowych” komorach Niemcy byli w stanie jednorazowo zgładzić do 1300 osób (inne źródła podają liczbę 480 osób).
Na terenie obozu III wykopano masowe groby o ogromnych rozmiarach. Cztery mogiły, których pozostałości udało się odnaleźć po zakończeniu wojny, miały objętość ok. 15 tys. m³ i mogły pomieścić około 120 tys. zwłok. Boczne ściany grobów – nachylone i wzmocnione drewnianymi deskami – tworzyły swoistą pochylnię, która ułatwiała zrzucanie zwłok na dół. W obrębie strefy zagłady znajdowały się ponadto: barak żydowskich więźniów, osobny barak mieszczący ich kuchnię, a także gabinet dentystyczny oraz wartownia. W centralnej części obozu III wzniesiono wieżyczkę strażniczą.

### Obóz IV
5 lipca 1943 roku, w związku ze zbliżającym się zakończeniem akcji „Reinhardt”, Reichsführer-SS Heinrich Himmler podjął decyzję o przekształceniu Sobiboru w zwykły obóz koncentracyjny, podległy Głównemu Urzędowi Gospodarczo-Administracyjnemu SS (SS-WVHA). Postanowił także urządzić w obozie miejsce magazynowania i naprawy zdobycznej broni sowieckiej. Globocnik oraz szef SS-WVHA, SS-Obergruppenführer Oswald Pohl, przyjęli jednak ten projekt bez entuzjazmu. Pod wpływem ich argumentacji Himmler zgodził się nie zmieniać dotychczasowego statusu obozu i pozostawić go pod kontrolą Globocnika. Niemniej plan przekształcenia Sobiboru w miejsce składowania zdobycznej broni nie został porzucony.
Konsekwencją tych decyzji było rozpoczęcie pod koniec lipca budowy nowej strefy obozowej, nazywanej obozem IV lub „obozem północnym”. Docelowo w północno-wschodniej części obozu miały powstać podziemne magazyny broni. Miały one jednocześnie pełnić funkcję warsztatów, w których prowadzona byłaby jej naprawa i demontaż. Planowano także doprowadzić tam drogę oraz tor kolejki wąskotorowej. Pierwsze transporty zdobycznej broni dotarły do obozu IV pod koniec lata 1943 roku. Jego budowa nie została jednak zakończona, gdyż wszystkie prace przerwano po buncie więźniów w październiku 1943 roku.

## Personel

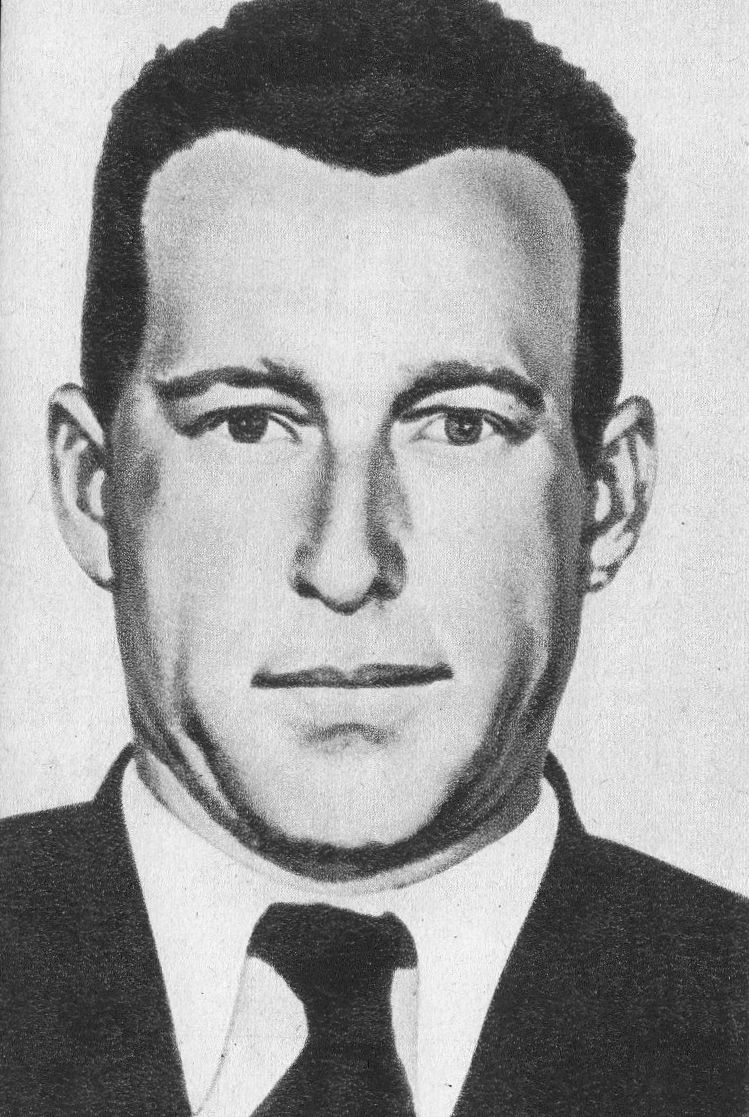
SS-Obersturmführer Franz Stangl, komendant obozu od kwietnia do końca sierpnia 1942 roku

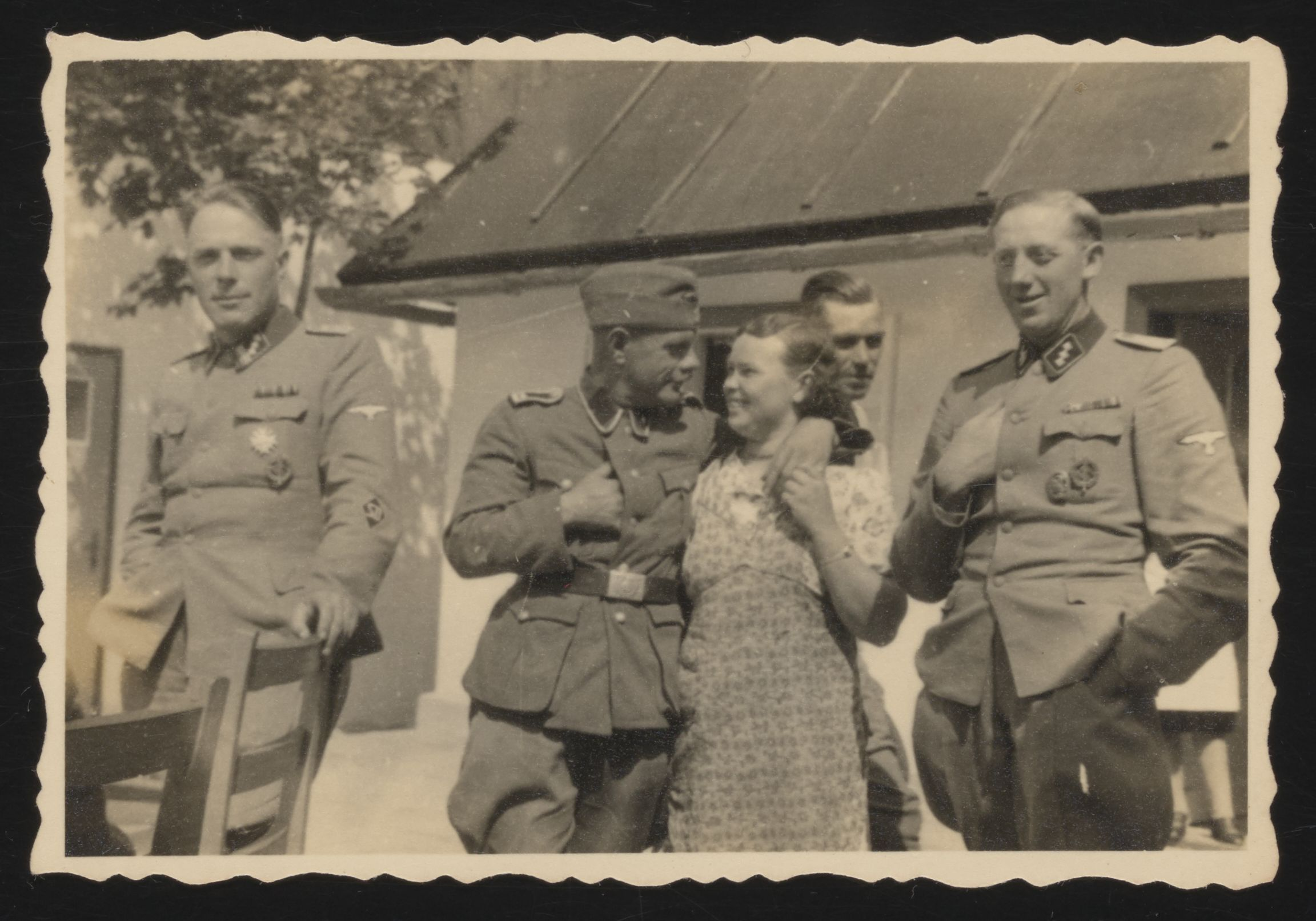
Członkowie załogi w obozowym kasynie. Na zdjęciu widoczni: Franz Reichleitner – komendant obozu od września 1942 roku (z lewej), Erich Bauer – operator komory gazowej (w środku), Johann Niemann – zastępca komendanta (z prawej)

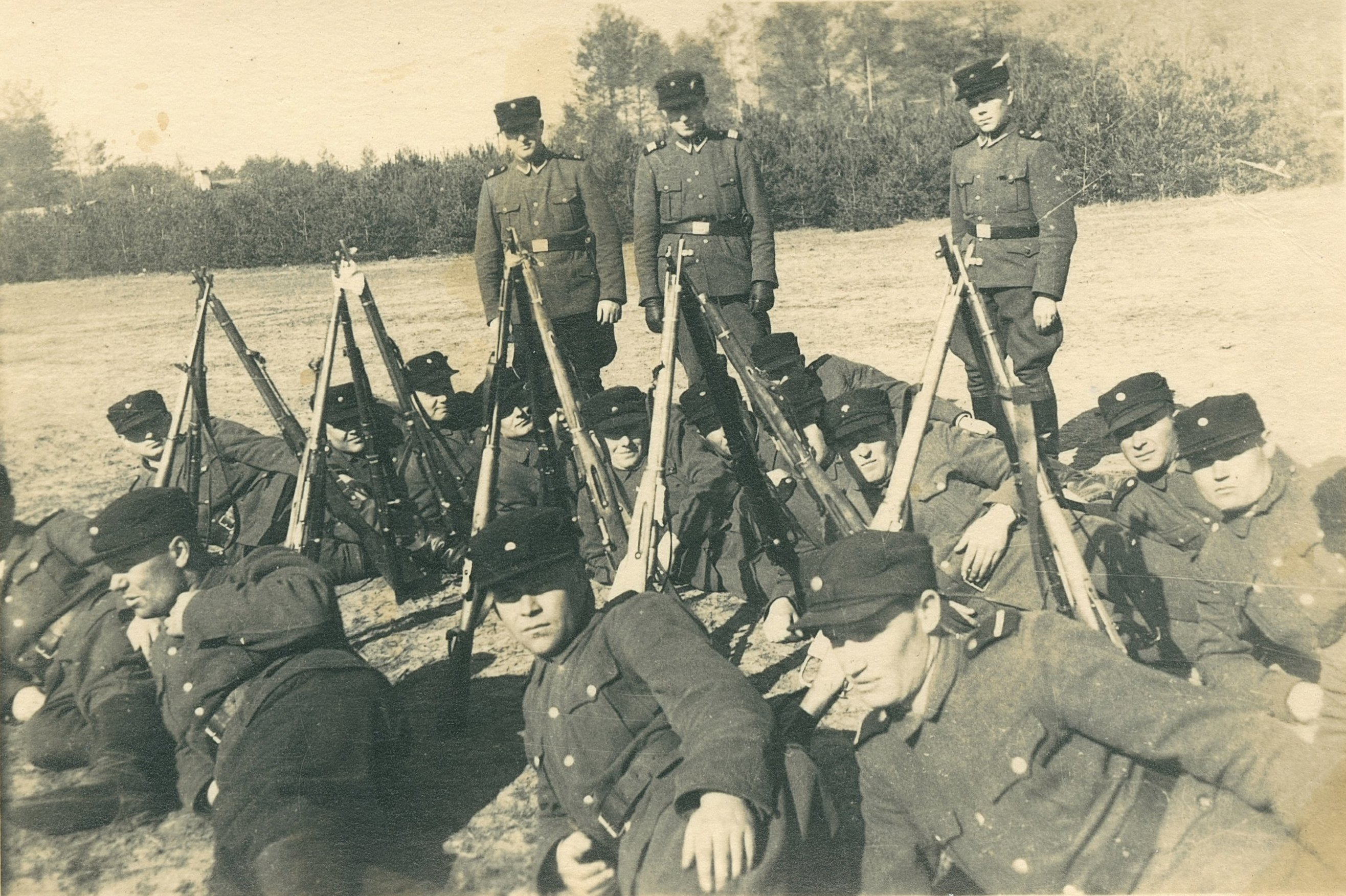
Grupa wachmanów z załogi Sobiboru

W skład obozowej załogi wchodziło przeciętnie około 25–30 Niemców i Austriaków. Niemiecki personel podlegał częstej rotacji; łącznie przez Sobibór przewinęło się około stu esesmanów. Zdecydowaną większość stanowili wśród nich pracownicy Kancelarii Führera – weterani akcji T4 – którym w związku ze skierowaniem do służby w obozach zagłady przyznano oficerskie lub podoficerskie stopnie SS. W szeregach sobiborskiej załogi znalazło się w szczególności wielu byłych pracowników ośrodka „eutanazji” na zamku Hartheim.
Funkcję komendanta obozu pełnili kolejno:
- SS-Obersturmführer Franz Stangl – kierował obozem od końca kwietnia do końca sierpnia 1942 roku, kiedy to został przeniesiony na stanowisko komendanta ośrodka zagłady w Treblince[108].
- SS-Obersturmführer Franz Reichleitner – zastąpił Stangla we wrześniu 1942 roku i kierował obozem do momentu jego ostatecznej likwidacji[109]. W czasie, gdy pełnił funkcję komendanta Sobiboru, został awansowany do stopnia SS-Hauptsturmführera[110].

Latem 1942 roku w obozach zagłady akcji „Reinhardt” utworzono stanowisko zastępcy komendanta. Źródła wskazują różnych oficerów, którzy jakoby sprawowali tę funkcję w Sobiborze. Jicchak Arad podaje, że zastępcami komendanta byli kolejno SS-Oberscharführer Hermann Michel, SS-Oberscharführer Gustav Wagner i SS-Untersturmführer Johann Niemann, podczas gdy zdaniem Chrisa Webba stanowisko to piastowali kolejno: SS-Untersturmführer Paul Rost, SS-Oberscharführer Herbert Floß i wspomniany Niemann.
Kierownikiem obozu I, nadzorującym jednocześnie „komando dworcowe” odpowiedzialne za przyjmowanie transportów, był SS-Scharführer Bruno Weiss. Po pewnym czasie zastąpił go SS-Oberscharführer Karl Frenzel. Pierwszym kierownikiem obozu III był SS-Oberscharführer Kurt Bolender. Za funkcjonowanie komór gazowych był odpowiedzialny SS-Oberscharführer Erich Bauer, którego z tego powodu ochrzczono przydomkami Bademeister („mistrz kąpieli”) i Gasmeister („mistrz gazu”). Jesienią 1942 roku zastąpił on Bolendera na stanowisku kierownika obozu III. Sortownie i obiekty gospodarcze w obozie II nadzorował SS-Oberscharführer Rudolf Beckmann. Szefem obozowej administracji był SS-Oberscharführer Alfred Ittner, który po pewnym czasie został jednak przeniesiony do obozu III. Na stanowisku kierownika administracyjnego, odpowiedzialnego m.in. za odbieranie Żydom pieniędzy i kosztowności, zastąpił go SS-Scharführer Hans-Heinz Schütt. Nadzorcą komanda sortującego odzież był SS-Scharführer Karl Steubl. W skład niemieckiego personelu wchodzili także: SS-Oberscharführer Paul Bredow (kat w „lazarecie”), SS-Oberscharführer Anton Getzinger (obóz III), SS-Oberscharführer Hubert Gomerski (obóz III, później nadzorca „komanda leśnego” i kierownik obozu IV), SS-Scharführer Ferdinand Gromer (obóz III), SS-Unterscharführer Paul Groth (obóz II), SS-Unterscharführer Franz Hödl (obóz III), bracia Josef i Franz Wolfowie (obaj w obozie II) i inni.
Niemiecki personel wspomagała około 120-osobowa kompania strażników (wachmanów). Rekrutowali się oni spośród tzw. Trawniki-Männer, czyli wschodnioeuropejskich kolaborantów przeszkolonych w obozie SS w Trawnikach. W większości byli to sowieccy jeńcy wojenni, którzy przeszli na służbę niemiecką. Często są oni określani mianem „Ukraińców”. W rzeczywistości Niemcy starali się rekrutować do oddziałów z Trawnik przede wszystkim sowieckich volksdeutschów, a obok Ukraińców także przedstawicieli innych nierosyjskich narodów ZSRR. Z powodu braku rekruta często zdarzało się, że do oddziałów z Trawnik rekrutowano rodowitych Rosjan. Podobnie jak w przypadku personelu niemieckiego, skład kompanii wartowniczej podlegał częstej rotacji. Marek Bem przypuszcza, że w różnych odstępach czasu w Sobiborze służyło około czterystu wachmanów. Pełnili straż w obozie i na jego obrzeżach, nadzorowali żydowskich więźniów – w tym na rozkaz Niemców wykonywali wyroki śmierci lub wymierzali kary fizyczne, uczestniczyli w przyjmowaniu transportów i pędzeniu Żydów do komór gazowych, wykonywali niektóre prace fizyczne. Pierwszym dowódcą sobiborskich wachmanów był SS-Scharführer Erich Lachmann. We wrześniu 1942 roku zastąpił go SS-Oberscharführer Siegfried Graetschus.

## Eksterminacja

### Chronologia akcji eksterminacyjnej

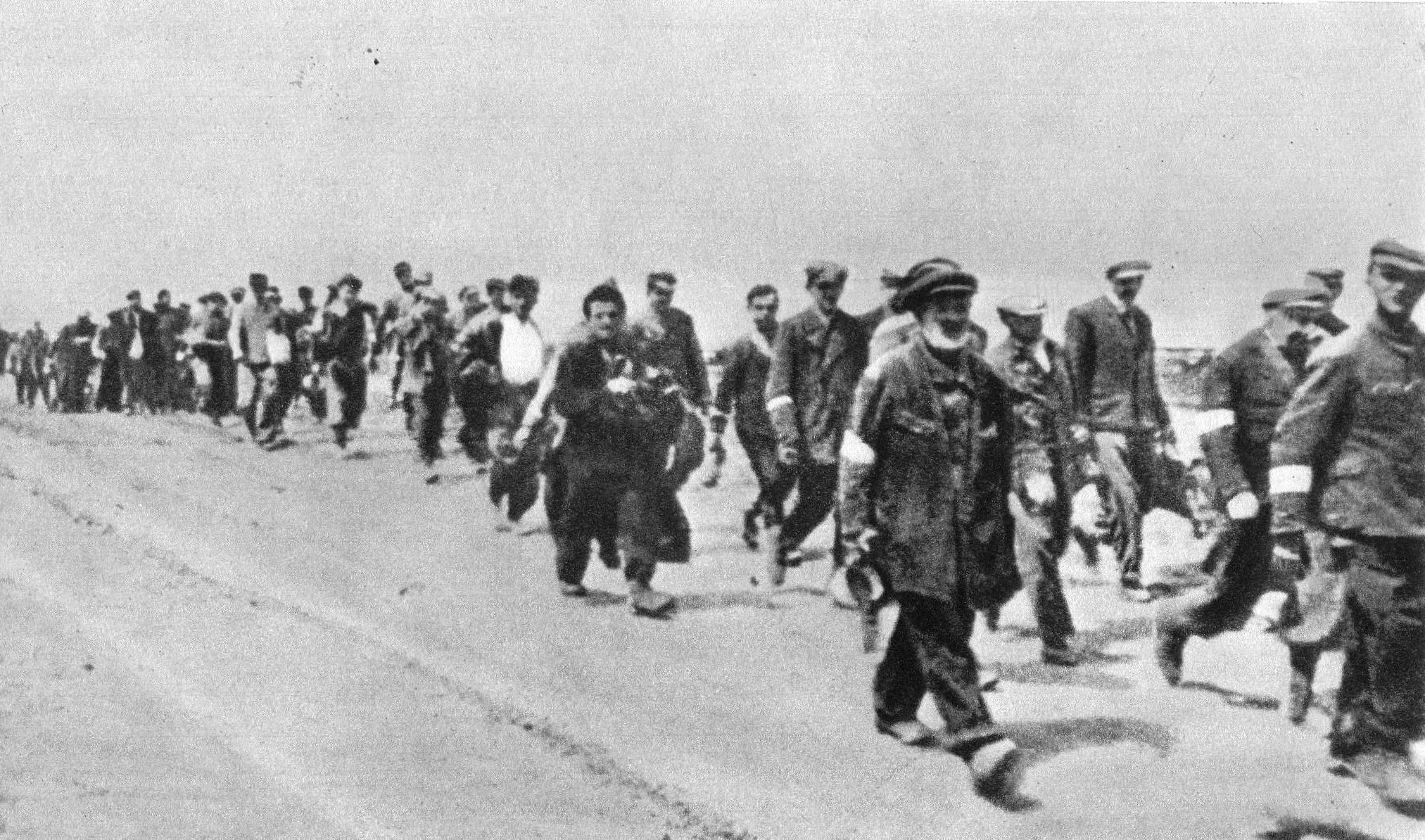
Kolumna Żydów pędzona pieszo do obozu zagłady

Na podstawie zeznań świadków polscy śledczy ustalili, że pierwsze transporty dotarły do Sobiboru na początku maja 1942 roku. W innych źródłach także można znaleźć informację, iż właśnie wtedy rozpoczęto w obozie masową i systematyczną eksterminację Żydów. Pewne przesłanki wskazują jednak, że już na przełomie marca i kwietnia w Sobiborze mogło zostać zamordowanych ponad 2 tys. Żydów z gett w Kazimierzu Dolnym i Wąwolnicy. Ponadto na początku kwietnia w nieukończonym jeszcze obozie miało zostać zgładzonych około 2,4 tys. Żydów z getta w Rejowcu.
Największe natężenie akcji eksterminacyjnej przypadło na maj i czerwiec 1942 roku. Według Roberta Kuwałka były to „dwa najbardziej mordercze miesiące” w historii obozu. Z jego obliczeń wynika, że w Sobiborze zgładzono wtedy blisko 65 tys. Żydów. W tym okresie transporty przybywały zarówno z gett w dystrykcie lubelskim, jak też ze Słowacji, z III Rzeszy oraz z Protektoratu Czech i Moraw.
Na początku lipca 1942 roku transporty do Sobiboru zostały niemal całkowicie wstrzymane. Na linii kolejowej między Chełmem a Włodawą część torów zapadła się bowiem w podmokłym gruncie; podobne problemy wystąpiły również na odcinku między Chełmem a Lublinem. Na czas prac remontowych linia została wyłączona z eksploatacji. Przerwa w akcji eksterminacyjnej była ponadto wymuszona rozpoczęciem szeroko zakrojonych prac budowlanych i modernizacyjnych w obozie, obejmujących m.in. przebudowę komór gazowych. Innym powodem mogło być rozpoczęcie ekshumacji i kremacji tysięcy zwłok pogrzebanych w masowych mogiłach. W ciągu kolejnych trzech miesięcy w Sobiborze zgładzono kilka tysięcy Żydów, których przygnano pieszo lub dowieziono samochodami i furmankami, zazwyczaj z Włodawy i pobliskich obozów pracy. Zakrojone na szeroką skalę deportacje zostały wznowione w październiku. Podczas tej fazy działalności obozu ofiary były przywożone wyłącznie z gett i obozów w dystrykcie lubelskim.
W połowie grudnia 1942 roku transporty ponownie wstrzymano, tym razem w związku z krytyczną sytuacją wojsk niemieckich na froncie wschodnim. Akcja eksterminacyjna została wznowiona po upływie kilku tygodni. Począwszy od stycznia 1943 roku, w związku z zamknięciem obozu w Bełżcu, zaczęto deportować do Sobiboru mieszkańców gett w dystrykcie Galicja. W obozie sobiborskim nadal eksterminowano również transporty z gett i obozów Lubelszczyzny, aczkolwiek przybywały one o wiele rzadziej oraz znacznie mniejsza była ich liczebność. Począwszy od marca 1943 roku przyjmowano transporty z Francji i Holandii. W sierpniu do Sobiboru dotarł jeden transport z Białegostoku, a we wrześniu – kilka transportów z Komisariatu Rzeszy Wschód (z Mińska, Lidy i Wilna). Transporty wileńskie, które zgładzono po 23 września, były najprawdopodobniej ostatnimi, które przybyły do Sobiboru.

### Transporty do Sobiboru

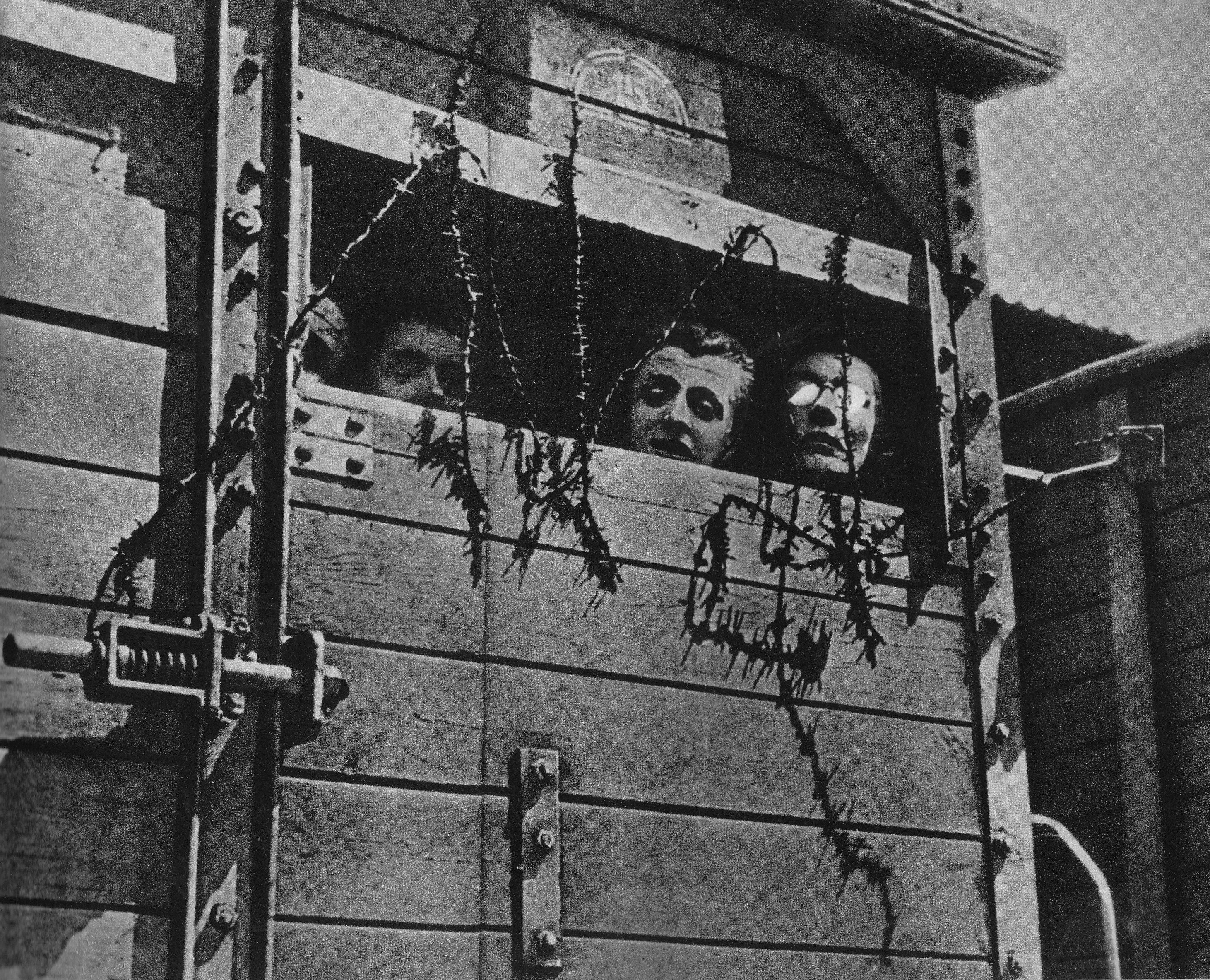
Żydzi w wagonie towarowym w drodze do obozu zagłady

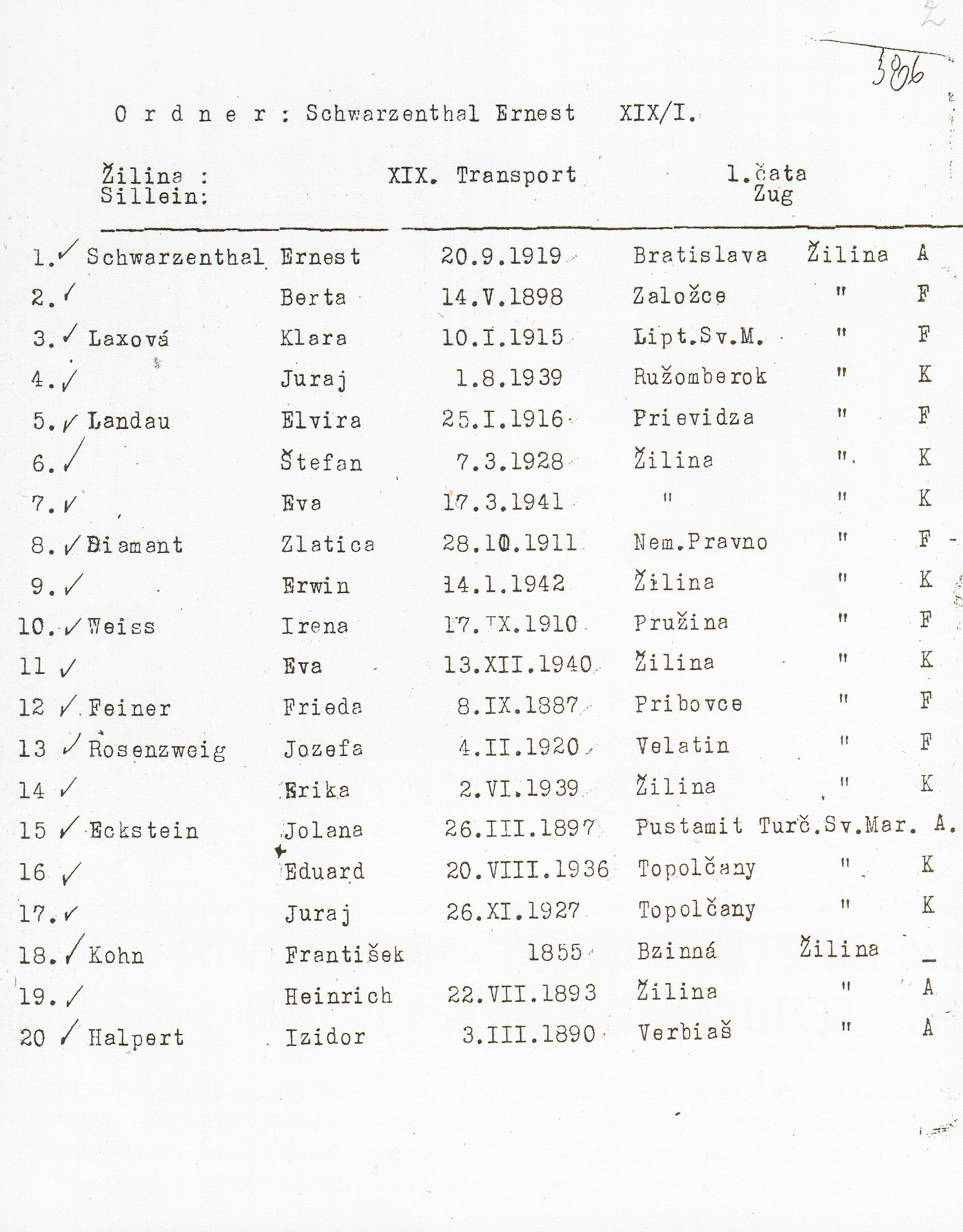
Fragment listy transportowej Żydów słowackich deportowanych do Sobiboru. Transport wyjechał z Żyliny 14 czerwca 1942; w pociągu znajdowało się 700 osób ze zbiorczego obozu w tym mieście i 301 z obozu w Novakach

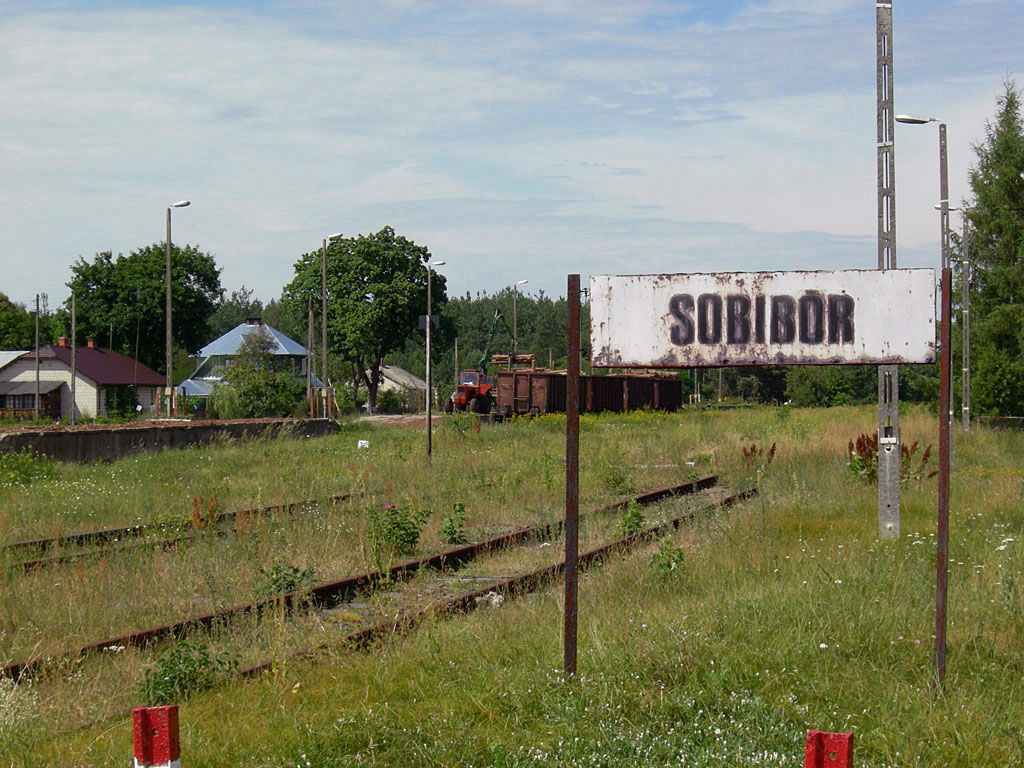
Stacja kolejowa Sobibór, zdjęcie z 2007 roku

Liczba i liczebność transportów kierowanych do Sobiboru była mniejsza niż w przypadku pozostałych obozów zagłady akcji „Reinhard”, tj. Bełżca i Treblinki. Było to spowodowane przede wszystkim jego niewystarczającą dostępnością komunikacyjną. Z powodu zniszczeń wojennych linia kolejowa, przy której leżał obóz, kończyła się bowiem na stacji w Orchówku koło Włodawy. Tym samym transporty mogły napływać wyłącznie z kierunku południowego, tj. od strony Lublina i Chełma. Jicchak Arad twierdził, że obóz sobiborski zazwyczaj przyjmował jeden transport dziennie; wielokrotnie zdarzały się także przerwy w akcji eksterminacyjnej. Według innych źródeł najwięcej transportów przybyło w pierwszym okresie działalności obozu. Jeden z polskich kolejarzy pracujących na stacji Sobibór oszacował ich liczbę na 2–3 dziennie.
Większość ofiar Sobiboru stanowili polscy Żydzi. Największą ich grupę przywieziono z gett i obozów pracy w dystrykcie lubelskim. Podczas pierwszej fazy deportacji, tj. w maju i czerwcu 1942 roku, Niemcy wywozili do Sobiboru ludność żydowską z powiatów chełmskiego, hrubieszowskiego, krasnostawskiego, puławskiego i zamojskiego. W tym okresie przybył również jeden transport z Białej Podlaskiej. Latem 1942 roku, czyli w okresie, gdy wstrzymano ruch pociągów między Lublinem a Włodawą, w obozie sobiborskim zgładzono do 2 tys. Żydów doprowadzonych z pobliskich obozów pracy oraz około 1,5 tys. Żydów z getta we Włodawie. W tej ostatniej grupie znalazły się liczne dzieci, które ujęto 7 sierpnia podczas tzw. akcji dziecięcej. Kolejna faza deportacji rozpoczęła się w październiku, a zakończyła w połowie grudnia 1942 roku. W tym okresie do Sobiboru kierowano transporty z powiatów chełmskiego, hrubieszowskiego, krasnostawskiego oraz lubelskiego. Część ofiar przeszła wcześniej przez tzw. getta tranzytowe w Izbicy, Piaskach i Rejowcu. Nadal przywożono także żydowskich więźniów z pobliskich obozów pracy (m.in. z Krychowa i Stawu). Ostatnie transporty z dystryktu lubelskiego dotarły do obozu w 1943 roku. W styczniu i marcu w dwóch transportach przywieziono Żydów z obozów pracy w Chełmie. W lutym dla wizytującego obóz Himmlera urządzono „pokazowe” gazowanie, którego ofiarą padło około 200 Żydówek, specjalnie przywiezionych w tym celu z obozu pracy na „starym lotnisku” w Lublinie. Z kolei pod koniec kwietnia do Sobiboru deportowano Żydów z „gett szczątkowych” w Izbicy i Włodawie oraz z obozu pracy w Łęcznej. Z obliczeń Roberta Kuwałka wynika, że w latach 1942–1943 zgładzono w Sobiborze co najmniej 71,2 tys. Żydów z dystryktu lubelskiego.
Drugą pod względem wielkości grupę wśród polskich Żydów – ofiar Sobiboru – stanowili mieszkańcy dystryktu Galicja. Pierwsze transporty, odprawione we Lwowie i w Lubaczowie, dotarły do obozu w styczniu 1943 roku. Kolejne przybyły w ostatniej dekadzie maja; w Sobiborze zgładzono wówczas kilka tysięcy Żydów z Brodów, Drohobycza, Sambora i Stryja. Ostatnie „galicyjskie” transporty, w których znalazło się około 5–6 tys. osób, przyjechały ze Lwowa na przełomie maja i czerwca. Z obliczeń Kuwałka wynika, że w Sobiborze zgładzono od 13 tys. do 15,4 tys. Żydów z dystryktu Galicja.
Niezwykle rzadko do Sobiboru deportowano Żydów z innych dystryktów Generalnego Gubernatorstwa. Jedyny transport z dystryktu radomskiego wysłano 21 lipca 1942 roku, znalazło się w nim 69 Żydów z Ryczywołu. Z kolei 15 stycznia 1943 roku transport z około 1300 ofiarami został wysłany z obozu pracy w Zasławiu w dystrykcie krakowskim. Prawdopodobnie w Sobiborze zgładzono jeszcze jedną dużą grupę Żydów z okolic Krakowa, brak jednak bliższych informacji na temat tego transportu.
Do obozu sporadycznie przybywały transporty z innych regionów okupowanej Polski. Gdy w drugiej połowie sierpnia 1943 roku Niemcy przystąpili do ostatecznej likwidacji getta w Białymstoku, co najmniej jeden transport został skierowany do Sobiboru. Znalazło się w nim prawdopodobnie około tysiąca Żydów. Około 20–21 września 1943 roku do Sobiboru dotarł pociąg z blisko 1400 mieszkańcami getta w Lidzie. Po 23 września przybyły natomiast transporty z getta w Wilnie, w których znalazło się od 4,3 tys. do 5 tys. Żydów.

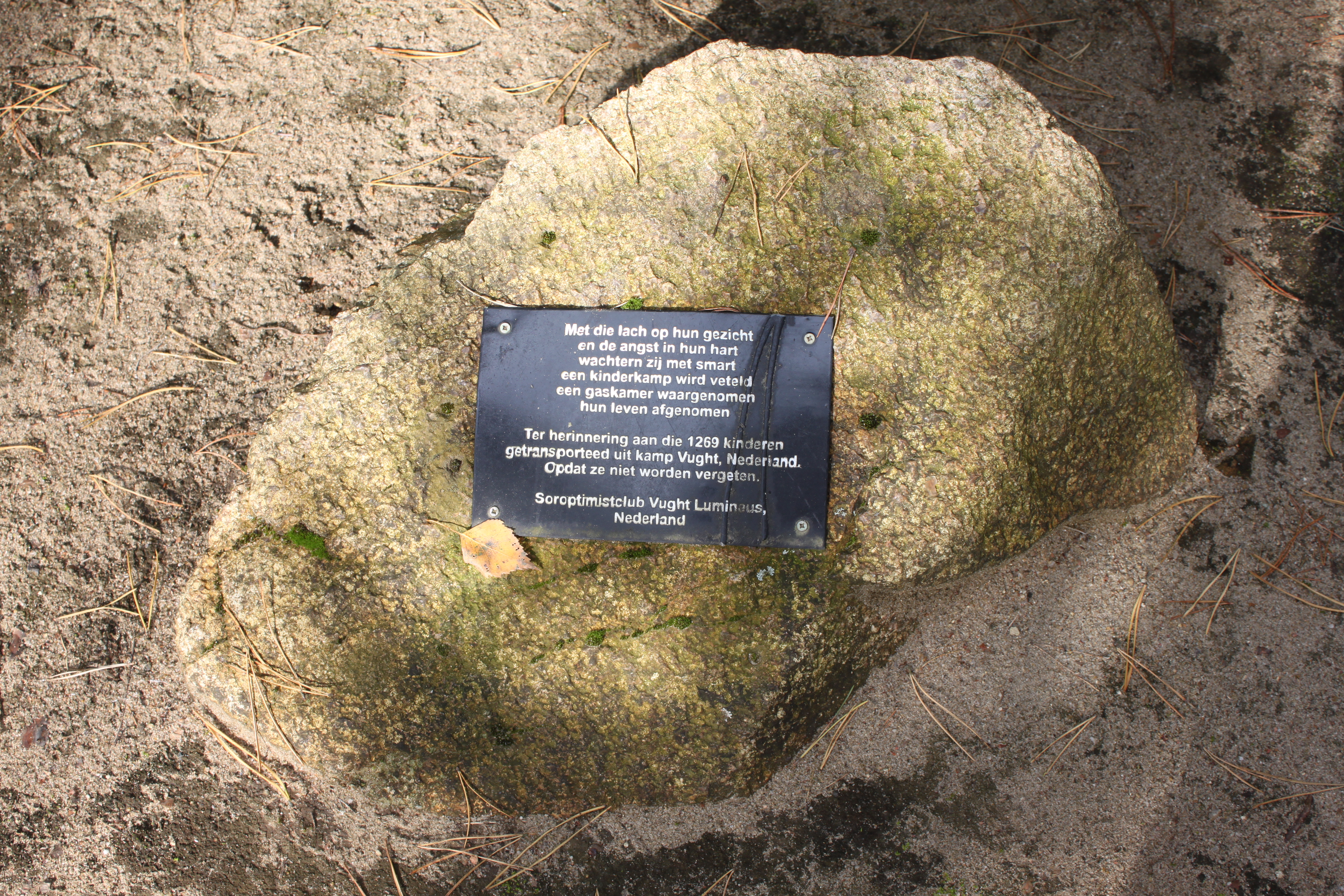
Kamień przy Alei Pamięci na terenie byłego obozu upamiętniający dzieci przywiezione z obozu przejściowego w Vught w Holandii

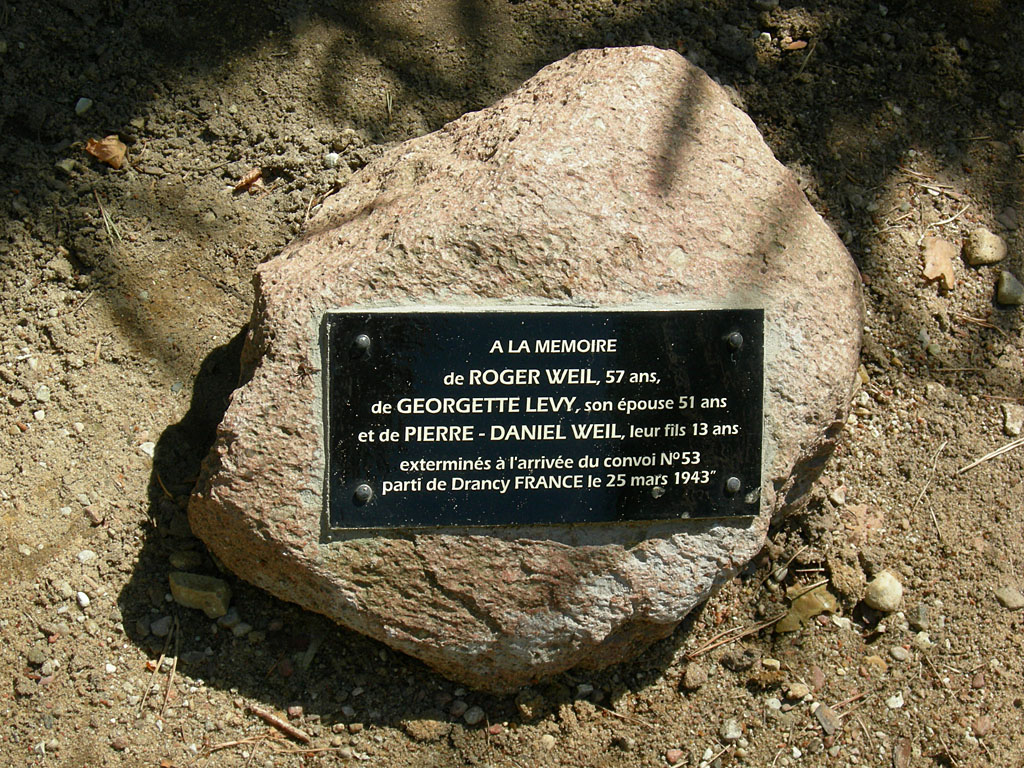
Kamień upamiętniający jedną z rodzin przywiezionych z obozu w Drancy pod Paryżem

Tym, co wyróżniało Sobibór na tle pozostałych obozów zagłady Einsatz Reinhardt, był fakt, że o wiele częściej kierowano do niego transporty z innych państw Europy. W gronie zagranicznych ofiar Sobiboru znalazło się:
- około 34 tys. Żydów holenderskich, których między 2 marca a 20 lipca 1943 roku w dziewiętnastu transportach deportowano z obozów przejściowych w Westerbork i Vught[e]. Z tej grupy po uprzedniej selekcji w Sobiborze trudną do ustalenia liczbę osób skierowano do obozu koncentracyjnego na Majdanku lub do różnych obozów pracy na Lubelszczyźnie[163]. Spośród Żydów deportowanych w transportach holenderskich ocalało tylko 17 osób, w tym zaledwie dwie więźniarki osadzone w samym Sobiborze[164].

- około 24 tys. Żydów z marionetkowego państwa słowackiego[150]. Z tej grupy około 8–9 tys. osób deportowano bezpośrednio ze Słowacji do Sobiboru w dziesięciu transportach odprawionych między 1 a 14 czerwca 1942 roku[165]. Pozostałymi ofiarami byli Żydzi, których między końcem marca a końcem maja 1942 roku wysiedlono do dystryktu lubelskiego, a następnie deportowano do Sobiboru podczas likwidacji tamtejszych gett i obozów pracy[166].
- około 7,5 tys. Żydów deportowanych z obszaru III Rzeszy[150]. W gronie tym znalazło się 1,8 tys. Żydów austriackich, których deportowano bezpośrednio do Sobiboru w dwóch transportach z Wiednia (5 i 14 czerwca 1942) oraz 1,7 tys. Żydów niemieckich, których deportowano bezpośrednio do Sobiboru w dwóch transportach z Hesji (26 maja i 1 czerwca)[134]. Pozostałymi ofiarami byli Żydzi niemieccy i austriaccy, których między marcem a czerwcem 1942 roku wysiedlono do dystryktu lubelskiego, a następnie deportowano do Sobiboru podczas likwidacji tamtejszych gett i obozów pracy[167].
- około 6,6 tys. Żydów z Protektoratu Czech i Moraw[150]. Z tej grupy około 2,6 tys. osób deportowano bezpośrednio do Sobiboru w trzech transportach z getta Theresienstadt (25 maja, 12 i 14 czerwca 1942)[134]. Pozostałymi ofiarami byli Żydzi, których między marcem a czerwcem 1942 roku wysiedlono do dystryktu lubelskiego, a następnie deportowano do Sobiboru podczas likwidacji tamtejszych gett i obozów pracy[168].
- około 4 tys. Żydów francuskich, których między 4 a 25 marca 1943 roku w czterech transportach deportowano z obozu w Drancy pod Paryżem[e]. Dużą grupę stanowili wśród nich Żydzi marsylscy, których zatrzymano pod koniec stycznia 1943 roku w ramach operacji „Tiger”. Wszystkie francuskie transporty przeszły selekcje w Lublinie, w wyniku których niewielką liczbę osób (przeważnie mężczyzn) osadzono na Majdanku lub w obozie przy ul. Chełmskiej[169]. Spośród Żydów deportowanych w transportach francuskich ocalało tylko 11 osób, w tym zaledwie dwóch więźniów osadzonych w Sobiborze[170].

- od 2,5 tys. do 5 tys. Żydów sowieckich, których w co najmniej trzech transportach deportowano z Mińska w drugiej połowie września 1943 roku. W pierwszym transporcie znaleźli się m.in. żołnierze Armii Czerwonej narodowości żydowskiej, których przywieziono z mińskiego obozu jenieckiego przy ul. Szerokiej[171].

Sobibór stał się także miejscem kaźni żydowskich więźniów przywiezionych ze zlikwidowanych ośrodków zagłady akcji „Reinhardt”. W czerwcu lub na początku lipca 1943 roku na sobiborskiej rampie zastrzelono ostatnich 300–500 więźniów obozu w Bełżcu. Z kolei późną jesienią tegoż roku, po zakończeniu głównych prac związanych z likwidacją obozu, rozstrzelano w Sobiborze około 200 Żydów, których przywieziono z obozu zagłady w Treblince.
Niektórzy świadkowie twierdzili, że w Sobiborze mordowano również Romów. Ich relacje nie pozwalają jednak określić liczby ofiar, zidentyfikować miejsc, z których ich przywożono, a nawet jednoznacznie potwierdzić samego faktu zbrodni. Prawdopodobnie w październiku lub listopadzie 1942 roku w obozie zgładzono grupę Romów przywiezionych wraz z Żydami z getta w Chełmie. Jeden z polskich kolejarzy zeznał, że do Sobiboru trafiali „chrześcijanie”, których jakoby przywożono w transportach wraz z Żydami (zapewne byli to jednak konwertyci). Inny zeznał natomiast, że do obozu wysyłano Polaków i Ukraińców przyłapanych na ukrywaniu Żydów. Robert Kuwałek wskazuje jednak, że żaden ze świadków nie miał bezpośredniego kontaktu z ofiarami nieżydowskimi, a wszystkie informacje na ich temat pochodziły od osób trzecich. W latach powojennych w publicznym obiegu pojawiła się informacja o tysiącu Polaków rzekomo zabitych w Sobiborze. Liczba ta widnieje również na tablicach informacyjnych zainstalowanych w 1993 roku przy wejściu na teren poobozowy. Kuwałek podkreśla jednak, że informacja o tysiącu Polaków zamordowanych w Sobiborze nie znajduje potwierdzenia w ustaleniach z powojennego śledztwa, a jej zaistnienie w publicznym dyskursie wiąże z tendencją władz Polski Ludowej do „polonizacji” miejsc zagłady Żydów.

### Modus operandi

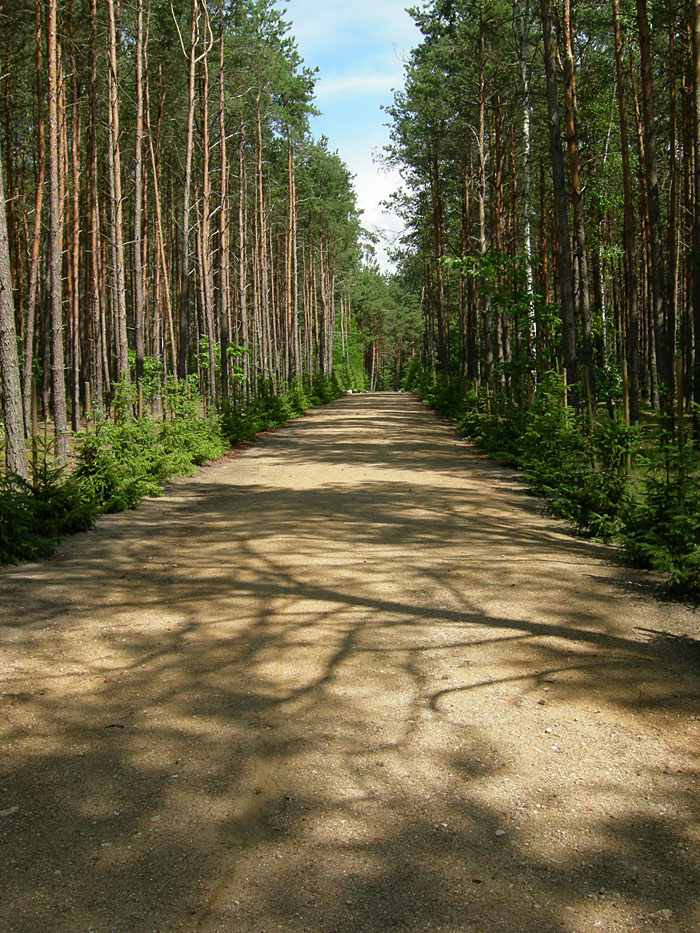
Droga prowadząca do komór gazowych

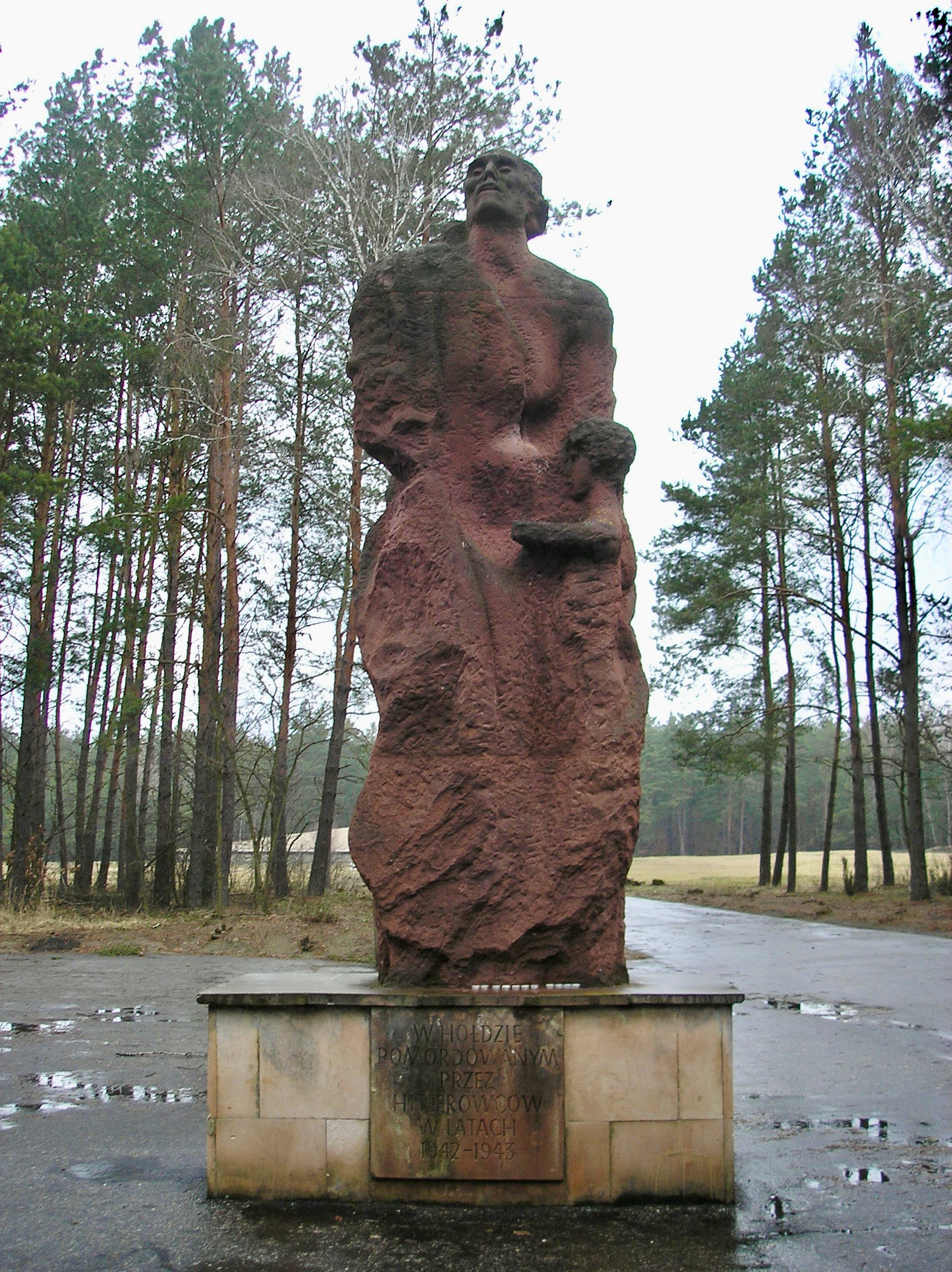
Rzeźba przedstawiająca matkę z dzieckiem, stojąca w miejscu, gdzie prawdopodobnie znajdowały się komory gazowe

Zazwyczaj Żydów przywożono do Sobiboru koleją. Według Jicchaka Arada pociągi z deportowanymi liczyły zwykle do 20 wagonów i przewoziły około 2–2,5 tys. osób. Inni autorzy podają natomiast, że typowe transporty z Polski i ZSRR liczyły około 50 wagonów i przewoziły około 5 tys. osób, podczas gdy transporty zachodnioeuropejskie liczyły zazwyczaj około 30–40 wagonów i przewoziły około tysiąca osób. Czasami do przewożenia ofiar Niemcy wykorzystywali także furmanki lub samochody ciężarowe. Ponadto zdarzało się, że Żydów z najbliższych miejscowości i obozów pracy pędzono pieszo do ośrodka zagłady.
W szczególnie ciężkich warunkach deportowano polskich Żydów. Zdarzało się, że mieszkańców mniejszych gett pędzono przez wiele kilometrów do najbliższej stacji kolejowej, gdzie oczekiwały podstawione pociągi towarowe. Do wagonów, które zdolne były pomieścić 60–70 ludzi, Niemcy wpychali nawet do 150 osób. Czas podróży potrafił się przedłużyć nawet do dwóch dni, a zamknięci w wagonach Żydzi masowo umierali z powodu pragnienia, wyczerpania i braku powietrza. Zimą 1942/43 zdarzało się również, że ofiary zamarzały w nieogrzewanych wagonach. Miały miejsce wypadki, gdy przyjmowano transporty, w których znaczna część pasażerów zmarła jeszcze przed dotarciem do Sobiboru. Ze względu na tajemnicę, jaką owiany był obóz, tylko nieliczni Żydzi próbowali uciekać z wagonów. Zazwyczaj ginęli wtedy od kul eskorty. Nie wiadomo, czy którykolwiek z Żydów, którzy zdołali uciec z transportów do Sobiboru, przeżył wojnę, gdyż brak na ten temat jakichkolwiek informacji z pierwszej ręki.
W nieco lepszych warunkach przewożono Żydów zachodnioeuropejskich. Kilka pierwszych transportów holenderskich przybyło w pociągach pasażerskich, pozostałe w wagonach towarowych, które przebudowano, aby w minimalnym stopniu spełniały funkcję wagonów pasażerskich. Żydom holenderskim pozwalano także zaopatrzyć się w wodę podczas postojów na stacjach pośrednich. Niemniej wobec faktu, że czas podróży przekraczał trzy dni, a do przewozu ofiar wykorzystywano nieogrzewane, duszne i przeładowane wagony, w transportach holenderskich również zdarzały się przypadki śmierci pasażerów. Żydzi-obcokrajowcy zazwyczaj zupełnie nie byli świadomi oczekującego ich losu. Wiadomo jednak, że doszło do próby ucieczki z jednego z transportów francuskich. Zdarzało się, że przed przybyciem do Sobiboru transporty zagraniczne zatrzymywały się w obozie pracy na tzw. starym lotnisku w Lublinie (Flugplatz). Na tamtejszej rampie kolejowej przeprowadzano selekcję, podczas której wybierano niewielką liczbę zdolnych do pracy mężczyzn, których następnie pozostawiano na Flugplatzu, bądź wysyłano do pobliskiego obozu koncentracyjnego na Majdanku.
„Pociągi specjalne” kończyły bieg na stacji kolejowej Sobibór. W okresie działalności obozu pozostawała ona otwarta dla normalnego ruchu pasażerskiego. Jeżeli transport liczył więcej wagonów, niż mogło się pomieścić przy rampie w „obozie przednim”, to wówczas dzielono go na części. Przy pomocy parowozu wtaczano odpowiednią liczbę wagonów na rampę, a po opróżnieniu odwożono je z powrotem na stację, po czym parowóz wtaczał kolejną część składu. Parowóz obsługiwali specjalnie wyznaczeni niemieccy kolejarze; eskorta transportu i polscy kolejarze nie mieli wstępu na teren obozu. Co do zasady transporty przyjmowano w świetle dziennym, aczkolwiek zdarzały się przypadki, gdy przyjmowano je późną nocą. Zazwyczaj komendant był informowany o przybyciu transportu z około półgodzinnym wyprzedzeniem. Wszyscy członkowie niemieckiego personelu porzucali wtedy swoje normalne obowiązki i uczestniczyli w jego likwidacji. Niewykluczone, iż zasadę tę wprowadził Franz Stangl, który przykładał dużą wagę do tego, aby każdy esesman z obozowej załogi był bezpośrednio zaangażowany w proces eksterminacji.
Likwidację transportu przeprowadzano według schematu wypracowanego na bazie doświadczeń z działalności obozu zagłady w Bełżcu. Gdy tylko wagony zatrzymały się przy rampie, więźniowie z „komanda dworcowego” otwierali drzwi i rozkazywali pasażerom wyjść na zewnątrz. Pomagali im jednocześnie przy wysiadaniu i wynoszeniu bagaży. Następnie Niemcy i wachmani brutalnie rozdzielali kobiety i dzieci od mężczyzn. Osobno gromadzono osoby niezdolne do poruszania się o własnych siłach: starców, inwalidów, rannych i chorych, małe dzieci bez opiekunów. Zdarzało się, że transport przyjmowano przy dźwiękach muzyki puszczanej z głośników lub granej przez obozową orkiestrę. Czasami przeprowadzano selekcję, podczas której z tłumu wybierano fachowców lub osoby młode i silne, które pracować miały w obozowych komandach roboczych.
Wokół ośrodka zagłady w Sobiborze funkcjonowało kilka niewielkich obozów pracy dla Żydów. Największym z nich był obóz w Krychowie, pozostałe znajdowały się w Adampolu, Nowosiółkach, Osowej, Sajczycach i Sawinie. Zdarzało się, że Żydów wyselekcjonowanych na rampie w Sobiborze – zazwyczaj młodych mężczyzn z transportów zagranicznych – kierowano do pracy w tych obozach. Gdy jesienią 1942 roku obozy pracy były likwidowane, wielu więźniów ponownie wysłano do Sobiboru – tym razem na śmierć. W 1943 roku więźniów wyselekcjonowanych na rampie w Sobiborze wysyłano natomiast do obozu koncentracyjnego na Majdanku lub do obozów pracy w Dorohuczy, Lublinie lub Trawnikach.
Żydów zdolnych do poruszania się o własnych siłach prowadzono najpierw do dużego baraku w obozie II, gdzie za pomocą perswazji lub przemocy zmuszano ich do pozostawienia bagażu. Następnie ofiary wprowadzano na plac-rozbieralnię. Oczekiwał tam jeden z esesmanów z obozowej załogi. Zazwyczaj był to SS-Oberscharführer Hermann Michel, który na tę okoliczność zakładał biały fartuch, upodabniający go do lekarza. Uprzejmym tonem przemawiał do Żydów, przepraszając za niewygody w podróży i zapewniając, że po kąpieli i dezynfekcji będą mogli odpocząć w swoich nowych kwaterach. Niekiedy twierdził, że Sobibór jest jedynie obozem przejściowym, a Żydzi po niezbędnej kąpieli otrzymają z powrotem swoje ubrania i bagaże, po czym będą mogli kontynuować podróż na Wschód w celu podjęcia tam „produktywnej pracy”. Świadkowie wspominali, że potrafił być do tego stopnia przekonujący, że Żydzi nagradzali jego wystąpienie spontanicznym aplauzem, a nawet tańczyli i śpiewali z radości. Czasami ofiary zachęcano, aby napisały do swoich bliskich pocztówki z zapewnieniami, iż dojechały bezpiecznie i cieszą się dobrym zdrowiem. Niemcy chcieli w ten sposób uśmierzyć obawy tych Żydów, którzy nie zostali dotąd deportowani do obozów zagłady, a zarazem zdobyć ich adresy. Nie zawsze procedura likwidacji transportu przebiegała jednak spokojnie. Zdarzało się, że całą trasę od rampy do komór gazowych Żydzi musieli pokonać w ogromnym pośpiechu, bici i szczuci psami przez Niemców i wachmanów. W tak brutalny sposób traktowano najczęściej polskich Żydów, którzy w większym stopniu niż obywatele innych państw zdawali sobie sprawę z oczekującego ich losu.
Co do zasady likwidację transportu przeprowadzano tylko w świetle dziennym. Jeżeli przybył po zachodzie słońca, Żydzi musieli pod strażą oczekiwać do świtu na terenie obozu II. Przed udaniem się do komór gazowych ofiary musiały oddać wszystkie wartościowe przedmioty oraz rozebrać się do naga. Złoto, pieniądze i kosztowności oddawano esesmanowi urzędującemu w szopie przy wlocie Schlauchu. Ten ostatni podawał numer, który ofiara miała zapamiętać, aby po rzekomej „dezynfekcji” odzyskać swoją własność; jednocześnie groził surowymi karami w przypadku prób ukrycia złota lub pieniędzy. Początkowo wszyscy Żydzi – zarówno mężczyźni, jak i kobiety i dzieci – rozbierali się jednocześnie na placu-rozbieralni. Za osłonę przed wiatrem i deszczem służyły im co najwyżej przylegające do płotu wiaty. Po kilku miesiącach procedura uległa zmianie. O ile mężczyźni nadal rozbierali się na placu, o tyle kobiety i dzieci prowadzono do krytej rozbieralni. Funkcję tę pełniły trzy złączone ze sobą baraki, stojące przy końcowym odcinku „węża”, nieopodal wejścia do obozu III. W jednym z tych baraków pracowali „fryzjerzy”, którzy ścinali włosy kobietom, zanim te udały się do komór gazowych.
Rozebrane do naga ofiary Niemcy i wachmani prowadzili „wężem” do obozu III. Tam wszystkich wpędzano do komór gazowych. Czasami przed wejściem do pomieszczenia ofiarom wydawano kawałki mydła. Opornych bito pałkami lub biczami. Po zamknięciu drzwi esesman Erich Bauer lub wachman Emil Kostenkow uruchamiali silnik. Gazowanie trwało zazwyczaj nie więcej jak 30 minut. Gdy oprawcy upewnili się, że wszystkie ofiary są martwe, do pracy przystępowali żydowscy więźniowie, którzy wyciągali zwłoki oraz czyścili komory ze śladów krwi, wymiocin i odchodów. Osoby, które przeżyły gazowanie dobijano strzałem z pistoletu. Na placu przed budynkiem z komorami gazowymi specjalnie wyznaczeni więźniowie wyrywali ofiarom złote zęby i mostki dentystyczne, a także sprawdzali naturalne otwory ciała w poszukiwaniu ukrytych kosztowności. Po zakończeniu oględzin zwłoki przenoszono na wagoniki kolejki wąskotorowej, które następnie przepychano nad masowe groby. Na koniec ciała zrzucano na dno mogił, gdzie specjalnie wyznaczeni więźniowie układali je w równe rzędy.
Inaczej postępowano z osobami, które nie były w stanie dojść o własnych siłach do komór gazowych. Oczekiwały one na rampie do momentu, gdy osoby „chodzące” odprowadzono do obozu II. W międzyczasie dawano im do zrozumienia, że zostaną zabrane do „lazaretu”, gdzie otrzymają pomoc lekarską. W rzeczywistości wszystkich czekała śmierć przez rozstrzelanie. W pierwszych tygodniach działalności obozu egzekucje przeprowadzano nad dołem wykopanym nieopodal kapliczki, która leżała na skraju lasu, w odległości około 120 metrów na północ od rampy. Ofiary zawożono tam furmankami ciągniętymi przez żydowskich więźniów. Później, po wbudowaniu torów kolejki wąskotorowej, ofiary były transportowane w wagonikach do obozu III i rozstrzeliwane bezpośrednio nad masowymi grobami. Nie jest przy tym wykluczone, że przynajmniej w niektórych okresach działalności obozu Żydów „niechodzących” mordowano także w innych miejscach. W rzekomym „lazarecie” rozstrzeliwano ponadto więźniów niezdolnych do pracy lub skazanych na śmierć za rozmaite przewinienia, a także Żydów z niewielkich, kilkudziesięcioosobowych transportów, dla których nie opłacało się uruchamiać komór gazowych. Egzekucje przeprowadzał SS-Unterscharführer Paul Bredow oraz podlegli mu wachmani.
Sobibór był pierwszym obozem zagłady akcji „Reinhardt”, w którym grzebanie zwłok zastąpiono kremacją. Decyzja ta wynikła z lokalnych uwarunkowań. Latem 1942 roku masowe groby uległy przepełnieniu. W rezultacie w okolicy zaczął rozchodzić się fetor rozkładających się zwłok, a obozowym studniom zagroziło zatrucie. Jesienią do obozu III sprowadzono koparkę, przy pomocy której wykopano dół spaleniskowy, nad którym wzniesiono specjalny ruszt zbudowany z szyn kolejowych. Przy użyciu tej samej koparki otwarto także masowe groby. Następnie żydowscy więźniowie wydobyli dziesiątki tysięcy rozkładających się zwłok, po czym spalili je na ruszcie. Operacją tą kierował najprawdopodobniej SS-Oberscharführer Herbert Floß, ekspert akcji „Reinhardt” do spraw kremacji ludzkich zwłok. Od tego momentu palone były również zwłoki ofiar z nowych transportów. Pozostałe po kremacji kości były kruszone na drobne cząsteczki i grzebane wraz z popiołami. Podczas powojennych badań archeologicznych odkryto czternaście dołów przeznaczonych do tego celu.

### Liczba ofiar

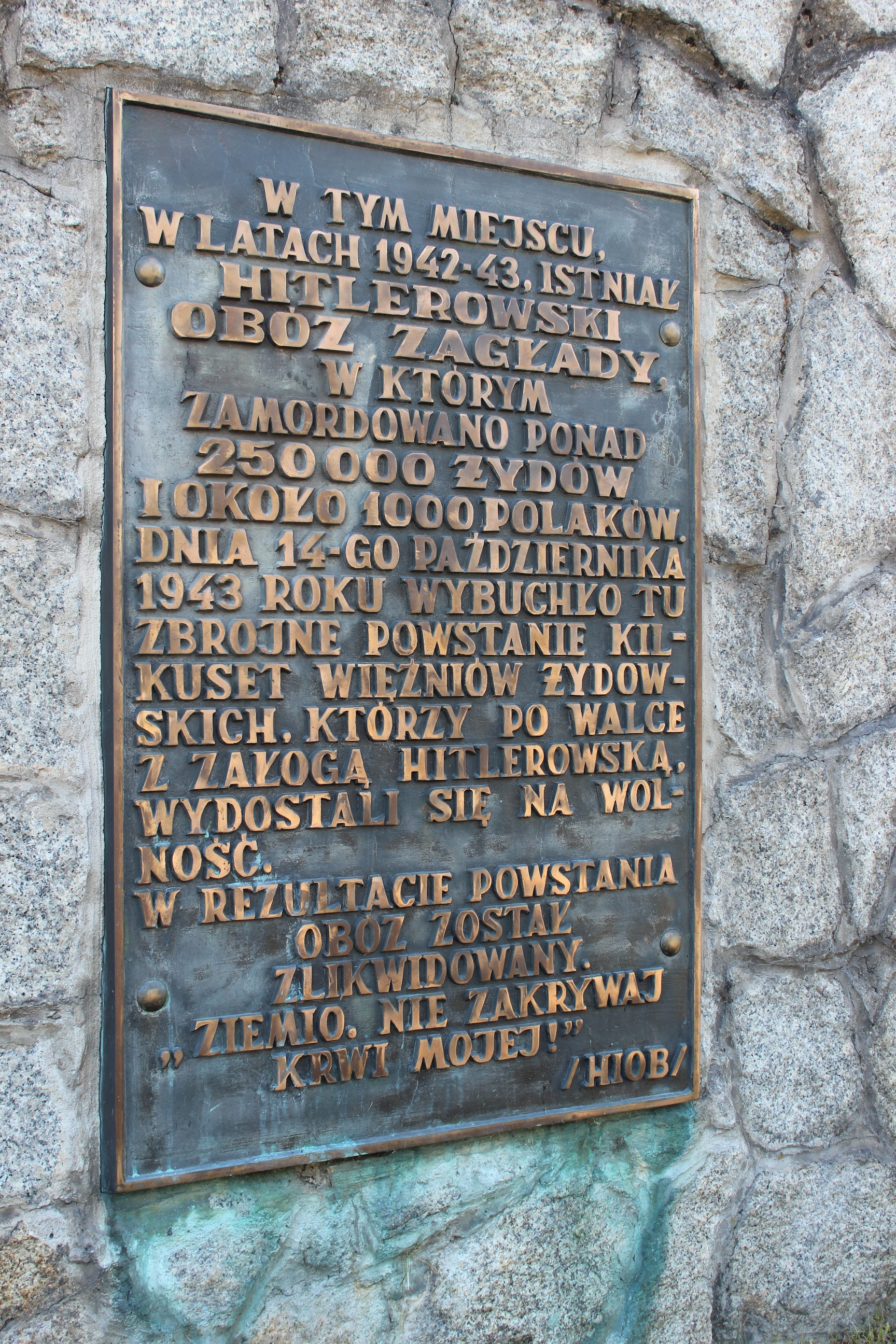
Tablica informacyjna na terenie byłego obozu, informująca o 250 tys. żydowskich ofiar i rzekomym tysiącu ofiar polskich

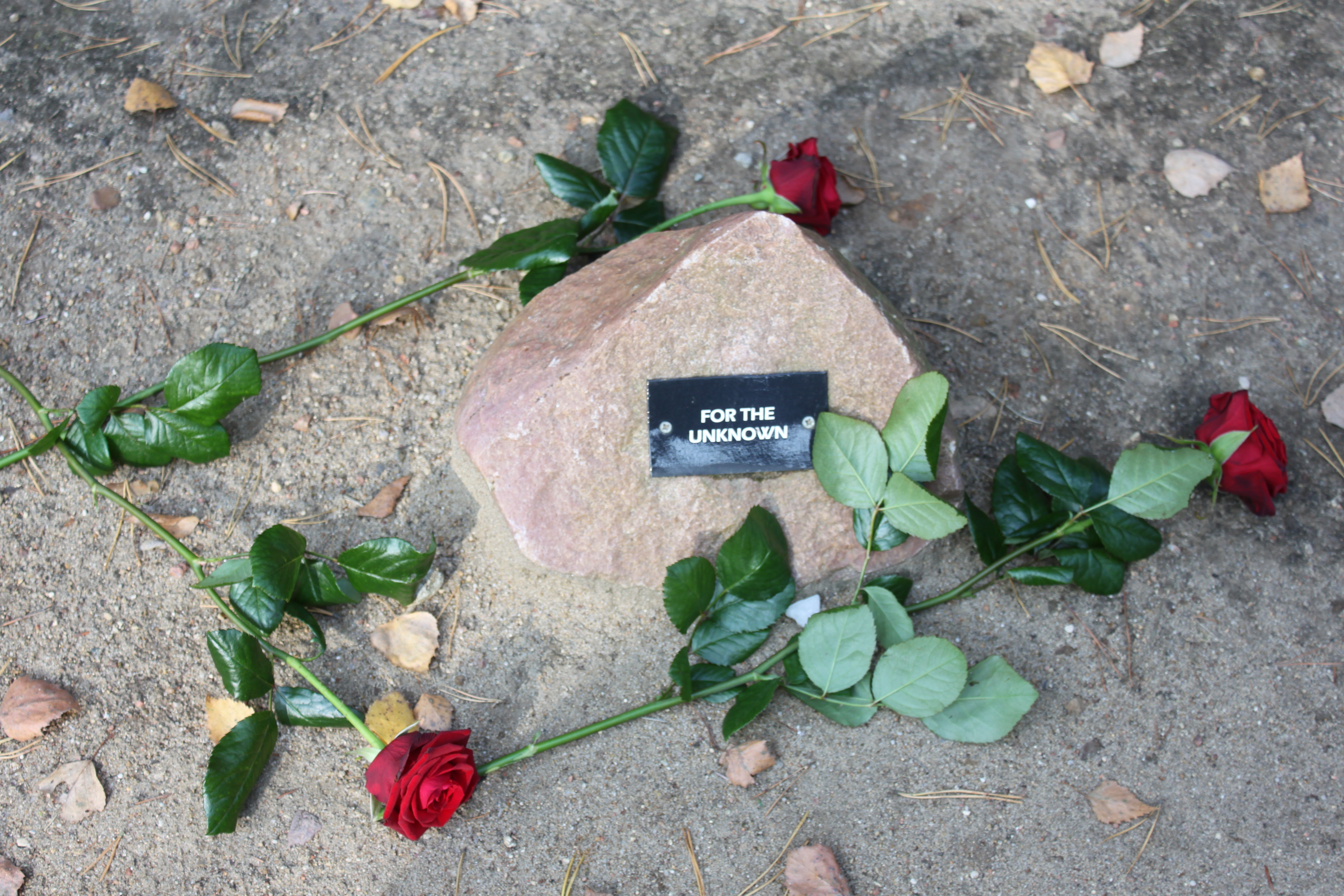
Kamień przy Alei Pamięci upamiętniający nieznane ofiary Sobiboru

W literaturze przedmiotu można znaleźć rozbieżne informacje na temat liczby ofiar Sobiboru. Trudności sprawia zwłaszcza ustalenie liczby zamordowanych tam polskich Żydów, gdyż w odniesieniu do transportów zagranicznych zachowała się bogata dokumentacja, w tym niemal kompletne listy transportowe.
W 1947 roku sędzia Zdzisław Łukaszkiewicz opublikował na łamach „Biuletynu Głównej Komisji Badania Zbrodni Niemieckich w Polsce” artykuł podsumowujący wyniki śledztwa, które przeprowadzono w sprawie zbrodni popełnionych w Sobiborze. Liczbę ofiar oszacował na co najmniej 250 tys. osób. Ustalenia z polskiego śledztwa były przywoływane w wielu późniejszych pracach na temat Sobiboru i utrwaliły się w powszechnej świadomości. O „ponad 250 tys.” ofiar informują m.in. tablice informacyjno-pamiątkowe znajdujące się przy wejściu na teren poobozowy.
Wolfgang Scheffler, który występował w roli biegłego w czasie śledztwa i procesu przeciwko członkom załogi Sobiboru w Hagen (1965–1966), oszacował liczbę zamordowanych na co najmniej 151 tys. Z kolei Adam Rutkowski w informacji dla wiceprokuratora wojewódzkiego w Lublinie podał liczbę 350 tys. ofiar. Józef Marszałek w swej nieopublikowanej monografii na temat obozu sobiborskiego oszacował liczbę zamordowanych na 190 tys. W późniejszych publikacjach obniżył jednak te szacunki – najpierw do 150 tys., a ostatecznie do 130 tys. Raul Hilberg szacował liczbę zamordowanych na 200 tys. Jules Schelvis, autor pierwszej monografii Sobiboru, początkowo oszacował ją na 237–257 tys., by później obniżyć ją do 170 tys. W literaturze przedmiotu znaleźć można również wyższe szacunki. Thomas Blatt – ocalały więzień Sobiboru – był przekonany, że liczba zamordowanych przekroczyła 250 tys. Marek Bem uważał natomiast, że wyniosła co najmniej 300 tys.

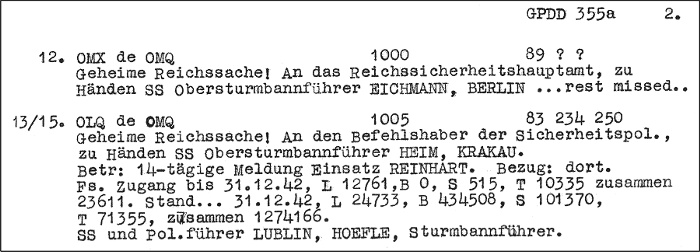
Telegram Hermanna Höflego ze stycznia 1943 z liczbą Żydów zamordowanych na Majdanku, Bełżcu, Sobiborze i w Treblince

Nowe światło na sprawę liczby ofiar Sobiboru rzuciło odkrycie tzw. telegramu Höflego. Dokument, którego autorem był zastępca kierownika akcji „Reinhardt”, SS-Sturmbannführer Hermann Höfle, zawiera szczegółowe dane na temat liczby Żydów, których do 31 grudnia 1942 roku zamordowano w ośrodkach zagłady w Bełżcu, Sobiborze i Treblince oraz w obozie koncentracyjnym na Majdanku. Został rozszyfrowany przez alianckich kryptologów, jednakże ujawniono go dopiero w 2000 roku. Z telegramu wynika, że w okresie sprawozdawczym zgładzono w Sobiborze 101 370 osób. Brakuje jednakże analogicznych statystyk w odniesieniu do liczby Żydów zamordowanych w 1943 roku.
W 2014 roku Robert Kuwałek zaprezentował na łamach „Zeszytów Majdanka” wyniki swoich badań na temat liczby ofiar Sobiboru. Na podstawie gruntownej analizy dokumentów archiwalnych doszedł do wniosku, że „najbliższa prawdy” jest liczba 170–180 tys. zamordowanych. Z jego szacunków wynika również, że blisko 93 tys. ofiar, tj. ponad połowę, stanowili polscy Żydzi.

### Grabież mienia ofiar

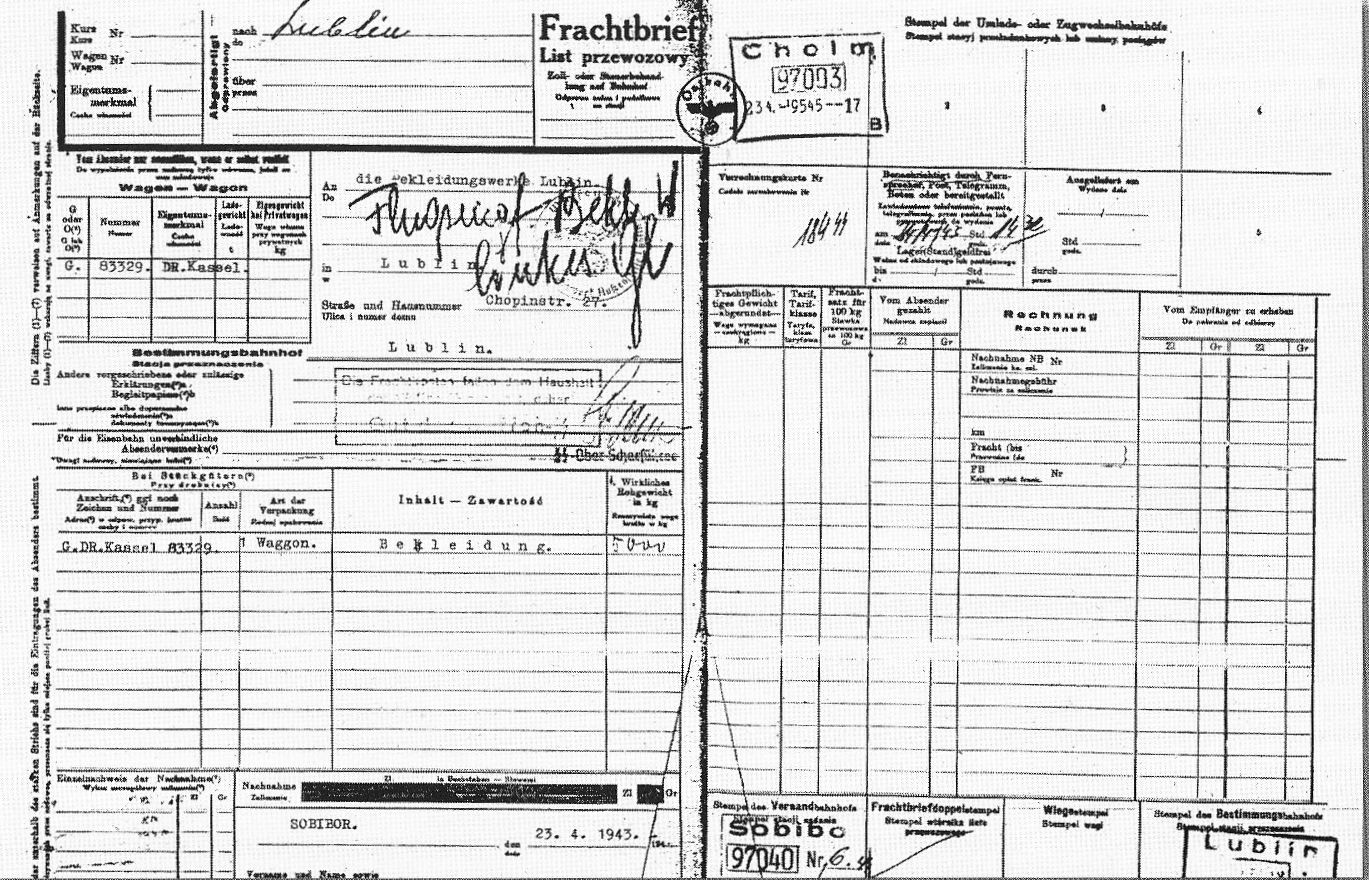
List przewozowy z 23 kwietnia 1943 transportu odzieży po zamordowanych Żydach z Sobiboru do Lublina

Początkowo mienie odebrane zamordowanym Żydom traktowano dość niedbale. Często zdarzało się, że znaczna część bagażu była palona lub zakopywana. Dopiero po upływie pewnego czasu wzniesiono baraki-sortownie, a spośród więźniów zorganizowano „komando sortownicze”. Zrabowane mienie wywożono koleją. Jan Piwoński, polski kolejarz pracujący na stacji Sobibór, zeznał, że złoto i kosztowności wywożono z obozu średnio dwa razy w tygodniu, natomiast transporty z odzieżą i innymi przedmiotami były odprawiane dwa razy w miesiącu.
Wszystkie transporty z odzieżą trafiały do obozu pracy na tzw. starym lotnisku w Lublinie. Stamtąd po uprzedniej dezynfekcji, sortowaniu i naprawie były wysyłane do różnych miejsc przeznaczenia. Gotówkę w markach niemieckich i złotych polskich oraz waluty obce w banknotach i złocie przekazywano do Banku Rzeszy w Berlinie, a biżuterię, klejnoty, złote zegarki i inne cenne przedmioty – do Głównego Urzędu Gospodarczego i Administracyjnego SS. Przedmioty wykonane z metali zwykłych oddawano wojsku, materiały włókiennicze wysyłano do fabryk wskazanych przez Ministerstwo Gospodarki Rzeszy, sprzęty domowe będące w dobrym stanie przekazywano osadnikom niemieckim w Generalnym Gubernatorstwie, a przedmioty gorszej jakości przekazywano miejscowej ludności lub niszczono. Włosy ścięte ofiarom wiązano w bele, wysyłano do Lublina, a stamtąd do firmy Paula Reimanna w dolnośląskim Friedlandzie (ob. Mieroszów).
Z pieniędzy odebranych Żydom finansowano wydatki ponoszone podczas akcji „Reinhardt”, w tym koszty transportu ofiar pociągami do obozów zagłady oraz koszty rozbudowy i modernizacji infrastruktury obozowej. Na rozkaz komendanta Stangla pożydowskimi pieniędzmi opłacano także zakup dodatkowej żywności dla załogi. Pieniądze, złoto, kosztowności i inne przedmioty odebrane ofiarom były ponadto nagminnie defraudowane przez Niemców i wachmanów.

## Więźniowie

### Komanda robocze
Niemcy od samego początku zakładali, że wszystkie prace fizyczne w obozach zagłady – także bezpośrednio związane z procesem eksterminacji – będą wykonywali Arbeitsjuden, czyli żydowscy więźniowie, którym oszczędzono natychmiastowej śmierci w komorach gazowych. Z transportów wyłączano więc fachowców, których umiejętności były przydatne w obozie oraz osoby zdolne do ciężkiej pracy fizycznej. W Sobiborze przeciętna liczba więźniów wynosiła około 600–650 osób.
Początkowo rotacja wśród Arbeitsjuden była bardzo duża. Każdego dnia rozstrzeliwano lub gazowano grupy więźniów, zastępując ich osobami wyselekcjonowanymi z nowych transportów. Wkrótce Niemcy zorientowali się jednak, że nieustanna rotacja odbija się negatywnie na wydajności pracy więźniów. W rezultacie już na przełomie maja i czerwca 1942 roku zorganizowano stałe komanda robocze. Sobibór był pierwszym obozem zagłady akcji „Reinhardt”, w którym zastosowano takie rozwiązanie. Komendant Franz Stangl wprowadził je również w Treblince, gdy został tam przeniesiony we wrześniu 1942 roku.
Wśród więźniów znajdowały się kobiety. Sobibór był pierwszym obozem akcji „Reinhardt”, w którym zaczęto wyłączać je z transportów i zatrudniać w komandach roboczych. Więźniarki pracowały zazwyczaj w kuchniach, pralniach, sortowniach, ogrodzie warzywnym, a także jako sprzątaczki w barakach esesmanów. Kilkudziesięcioosobową grupę zatrudniono w pracowni szwalniczo-dziewiarskiej. W ostatnim okresie działalności obozu kobiety zatrudniano nawet do prac budowlanych oraz w warsztatach zbrojeniowych w obozie IV. Liczba więźniarek systematycznie rosła, w ostatnich miesiącach działalności obozu sięgnęła 150 kobiet i dziewcząt.
Arbeitsjuden na co dzień nosili zwykłe cywilne ubrania. Byli podzieleni na zespoły robocze, które wykonywały odrębne i ściśle określone zadania. Komandami kierowali żydowscy kapo, którzy nosili specjalne czapki i opaski oraz byli uzbrojeni w pejcze. Mniejszymi zespołami dowodzili Unterkapo (grupowi). Najwyżej w więźniarskiej hierarchii stał natomiast Oberkapo. Od czerwca 1942 roku do lata 1943 roku funkcję tę pełnił Mosze Sturm, zwany „generalnym gubernatorem” lub „obłąkanym Mosze”. Jego zastępcami byli Benjamin Katz („Bunio”) i Herbert Siegel („Rajwitzer”). Latem 1943 roku całą trójkę rozstrzelano w związku z podejrzeniami o przygotowywanie ucieczki. Wydał ich Herbert Naftaniel, niemiecki Żyd o przydomku „Berliner”, którego w nagrodę mianowano nowym Oberkapo. Ze względu na donosicielstwo i brutalność „Berliner” szybko stał się obiektem powszechnej nienawiści. Zginął na przełomie września i października 1943 roku. Wśród więźniów krążyły różne wersje dotyczące okoliczności jego śmierci; najbardziej rozpowszechniona głosi, że obozowa konspiracja wykorzystała chwilową niełaskę Naftaniela w oczach Niemców, aby go zlikwidować. Ostatnim Oberkapo był austriacki Żyd, Siegfried Spitz.
Kilkuset więźniów i więźniarek mieszkało w obozie I. Byli oni podzieleni na komanda robocze. Ze względu na zadania wyróżniano:
- „komando dworcowe” (Bahnhofkommando), którego członkowie pracowali na rampie kolejowej. Liczyło około 15–25 więźniów[274]. Ich zadaniem było pomaganie ofiarom w wysiadaniu z wagonów, usuwanie zwłok osób zmarłych w czasie podróży, czyszczenie wagonów. Do ich obowiązków należało również przenoszenie osób „niechodzących” oraz znalezionych w wagonach zwłok na furmanki lub wagoniki kolejki wąskotorowej[275]. Członkowie komanda byli ubrani w niebieskie kombinezony oraz charakterystyczne czapki, przypominające furażerki niemieckich strzelców górskich[276].
- „komando sortownicze” (Sortierkommando), którego członkowie pracowali w sortowniach oraz w rejonie placu w obozie II. Było to najliczniejsze komando w Sobiborze, liczące około 80–120 robotników (mężczyzn i kobiety). Dzieliło się na kilka mniejszych zespołów roboczych[78]. Zadaniem jego członków było sortowanie odzieży i innych przedmiotów pod względem rodzaju i jakości oraz usuwanie wszystkich znaków świadczących, że zrabowane mienie należało wcześniej do osób pochodzenia żydowskiego (odpruwanie opasek z Gwiazdą Dawida, usuwanie dokumentów i przedmiotów osobistych)[277].
- „komando pakujące” (Pakietenkommando), które przygotowywało do transportu posortowaną odzież i przedmioty[278].
- „komando fryzjerskie” (Friseurkommando), które pracowało w jednym z baraków przy końcowym odcinku Schlauchu[82]. Zadaniem jego członków było obcinanie włosów kobietom prowadzonym do komór gazowych[279]. Fryzjerów było zazwyczaj kilkunastu. Komando nie miało jednak stałego składu osobowego – przydzielano doń wolnych w danym momencie więźniów[250].
- „komando leśne” (Waldkommando), które pozyskiwało drewno budowlane i opałowe w lasach wokół obozu. Początkowo liczyło około 20–30 więźniów[280]. Powiększono je w drugiej połowie 1942 roku w związku ze zwiększonym zapotrzebowaniem na drewno opałowe, spowodowanym rozpoczęciem akcji palenia zwłok[278]. W związku z charakterem wykonywanej pracy skład komanda podlegał częstej rotacji. Z czasem zaczęto dołączać doń kobiety, których zadaniem było zbieranie gałęzi służących do maskowania płotu oraz wewnętrznych ogrodzeń[280].
- „komando budowlane” (Baumkommando), w którego skład wchodzili murarze, cieśle, malarze i mechanicy. Liczyło około 20 osób[278].
- komando rzemieślników pracujących na terenie obozów I i II. Zaliczano doń krawców, szewców, złotników, szwaczki, praczki, kucharzy, sanitariuszy, ogrodników, robotników zatrudnionych w zagrodach zwierzęcych, obsługę magazynu leków i kosmetyków, palaczy niszczących dokumenty i zbędne przedmioty[278].
- Putzer – grupę kobiet i młodych chłopców sprzątających kwatery i budynki wykorzystywane przez obozową załogę[278].

Około 150–300 Żydów pracowało w obozie III. Ich zadaniem było opróżnianie i czyszczenie komór gazowych, wyrywanie ofiarom złotych zębów i mostków dentystycznych, grzebanie zwłok w masowych grobach, a później ich palenie na rusztach spaleniskowych. Prawdopodobnie wśród więźniów obozu III znajdowali się wyłącznie mężczyźni. Byli oni ściśle izolowani od pozostałych więźniów. Każdy Żyd, który przypadkiem zobaczył wnętrze obozu III lub nawiązał kontakt z jego więźniami, mógł zostać tam osadzony lub zabity. Dopiero po upływie wielu tygodni od uruchomienia obozu więźniom mieszkającym w obozie I udało się nawiązać kontakt z kolegami z obozu III (za pomocą grypsów przemyconych w kotłach z żywnością). Wojny nie przeżył żaden z więźniów zatrudnionych w obozie III, stąd zachowało się niewiele informacji na temat tego miejsca i panujących w nim warunków.
Latem 1943 roku do powstającego obozu IV skierowano około 60 mężczyzn i 50 kobiet. Ich zadaniem była naprawa, czyszczenie i sortowanie zdobycznej broni sowieckiej.

### Obozowa codzienność
Dla Arbeitsjuden niewolnicza praca była jedynie tymczasowym odroczeniem wyroku śmierci. Tylko nielicznym więźniom udawało się przetrwać dłużej niż kilka miesięcy. W najgorszym położeniu znajdowali się Żydzi pracujący w obozie III. W tej strefie średnia długość życia więźnia nie przekraczała kilku tygodni.
Typowy dzień roboczy rozpoczynał się o godzinie 5:00 rano. Sygnałem trąbki ogłaszano pobudkę, po czym więźniowie myli się i spożywali śniadanie. Następnie odbywał się poranny apel, w którego trakcie liczono robotników i przydzielano zadania. Wymarsz do pracy następował o 7:00. W dni robocze więźniowie pracowali do 17:00, przy czym o 12:00 rozpoczynała się godzinna przerwa, w której trakcie więźniom wydawano obiad oraz ponownie sprawdzano ich stan liczebny. Po zakończeniu pracy więźniowie wracali do baraków, gdzie wydawano im kolację. Wieczorny apel rozpoczynał się o 18:00. Odbywała się wówczas musztra, a wybranym więźniom publicznie wymierzano kary dyscyplinarne. Wieczorem więźniów zamykano w barakach. Światła gaszono o 22:00. W niedzielę najważniejsze prace kończyły się już w połowie dnia, a popołudnie było poświęcone na sprzątanie baraków.
W ramach oficjalnych racji żywnościowych więźniowie otrzymywali: na śniadanie – kawę zbożową lub zupę, na obiad – pół miski kaszy (niekiedy z niewielkim kawałkiem koniny), na kolację – 200 gramów chleba i kawę. Racje były dalece niewystarczające i w konsekwencji większość więźniów cierpiała głód. W najlepszej sytuacji znajdowali się członkowie Bahnhofkommanda, którzy jako pierwsi mieli dostęp do bagaży ofiar i mogli zaopatrzyć się w znalezioną tam żywność. Więźniowie pracujący w sortowniach również mieli możliwość znalezienia żywności wśród bagaży i odzieży pozostałych po ofiarach. Mogli także, choć wiązało się to z dużym ryzykiem, w tajemnicy przed Niemcami handlować z wachmanami i kupować od nich żywność oraz alkohol. Za produkty te płacono pieniędzmi lub kosztownościami odnalezionymi w rzeczach pozostawionych przez ofiary.
Więźniowie przez długi czas mieli ograniczone możliwości umycia się i uprania odzieży. Rozpowszechniona była wszawica, problemem były również pluskwy. Zdarzały się także przypadki tyfusu.
Więźniowie musieli wykonywać pracę w nieustannym pośpiechu. Esesmani z obozowej załogi traktowali ich z wielką brutalnością. Każdy Żyd, który pracował zbyt wolno lub naraził się czymś nadzorcy, ryzykował pobicie, tortury, ukaranie głodówką lub rozkazem wykonania szczególnie ciężkiej pracy, wysłaniem do obozu III, co w oczach więźniów było równoznaczne z wyrokiem śmierci. Najczęściej osobom winnym naruszenia obozowego regulaminu wymierzano od 10 do 30 batów. Inną formą „dyscyplinowania” więźniów były karne gimnastyki urządzane w czasie wieczornych apeli. W 1943 roku utworzono specjalne „komando karne” (Strafkommando), którego członków poddawano nieustannemu maltretowaniu i torturom. Komando istniało przez krótki okres, niemniej nie przeżył żaden z przydzielonych do niego więźniów. Bardzo często esesmani z własnej inicjatywy upokarzali, torturowali i mordowali Żydów. Więźniarki narażone były na przemoc seksualną.
W Sobiborze, podobnie jak w innych obozach akcji „Reinhardt”, panowała wprowadzona przez Christiana Wirtha zasada: „kto nie daje rady, odpada”. Więźniowie niezdolni do pracy z powodu ran, chorób lub wyczerpania byli zabierani do obozu III i rozstrzeliwani. Dopiero pod koniec 1942 roku – w związku ze zmniejszeniem liczby transportów, a tym samym ograniczeniem możliwości zastępowania zabitych robotników – Niemcy przyznali chorym więźniom prawo do trzydniowego odpoczynku.
Zdarzały się wypadki, gdy Żydzi nie wytrzymując panujących w obozie warunków popełniali samobójstwo. Na krok ten decydowali się często nowi więźniowie, zwłaszcza pochodzący z Holandii lub innych państw zachodnioeuropejskich. Z drugiej strony w Sobiborze tworzyły się namiastki życia społecznego, a w czasie wolnym Arbeitsjuden dysponowali nieco większą swobodą i możliwościami relaksu, niż więźniowie obozów w Bełżcu i Treblince. Wieczorami mogli odwiedzać się w barakach, grać w karty oraz w szachy, a kobiety i mężczyźni łączyli się w pary. Z inicjatywy kapo lub niemieckich esesmanów urządzano także przymusowe „zabawy” i potańcówki. Pewnego razu urządzić miano nawet mecz piłkarski pomiędzy polskimi Żydami a Żydami z innych krajów. Rozluźnienie dyscypliny było charakterystyczne zwłaszcza dla ostatniego okresu działalności Sobiboru, kiedy to Niemcy starali się odwrócić uwagę więźniów od zbliżającej się likwidacji obozu. W tym czasie Żydom umożliwiano m.in. uczestnictwo w praktykach religijnych. W październiku 1943 roku Niemcy zezwolili nawet, aby więźniowie zgromadzili się na modlitwę z okazji święta Jom Kipur.
Niemal od pierwszych dni działalności obozu istniała złożona z więźniów orkiestra, której zadaniem było m.in. witanie nowo przybyłych transportów. Z czasem spośród więźniów Niemcy zorganizowali również chór.

## Próby ucieczek i oporu
Dezinformacja w połączeniu z brutalną siłą zazwyczaj pozwalały Niemcom zagwarantować bierność ofiar. Zdarzało się jednak, że prowadzeni na śmierć Żydzi stawiali czynny opór. Gdy 30 kwietnia 1943 roku do obozu przybył jeden z ostatnich transportów z getta we Włodawie, część Żydów zaatakowała oprawców i podjęła próbę ucieczki. Wszyscy zostali zabici. Z kolei w czerwcu lub na początku lipca 1943 roku do Sobiboru przywieziono około 300–500 więźniów ze zlikwidowanego obozu w Bełżcu. Zdając sobie sprawę z oczekującego ich losu, już na rampie stawili czynny opór i w rezultacie zostali natychmiast zastrzeleni. Inny przypadek oporu odnotowano pod koniec września 1943 roku, kiedy to żydowskie kobiety przywiezione w transporcie z Wilna po otwarciu wagonów obrzuciły oprawców szklanymi butelkami. Jedna z relacji wspomina również o kobietach, które już po zdjęciu odzieży miały gołymi rękami zaatakować strażników (koniec 1942 roku).
Więźniowie Sobiboru zapamiętali starego Żyda, który po przyjeździe do obozu oświadczył, że nie wierzy w niemieckie zapewnienia o „lekkiej pracy i dobrych warunkach życia”, po czym nabrał w obie dłonie po garści piachu i zwrócił się do SS-Oberscharführera Karla Frenzla ze słowami: „Widzisz jak rozrzucam ten piasek, powoli, ziarenko po ziarenku, a wiatr je rozwiewa? To was właśnie czeka. Cała wasza wielka Rzesza zniknie, jak unoszący się kurz albo ulotny dym!”. Następnie starzec odszedł wraz z tłumem recytując modlitwę Szema Jisrael, po czym w pewnym momencie odwrócił się i przy słowach „Jeden jest Pan” spoliczkował Frenzla. Komendant Franz Reichleitner, który był świadkiem tego zdarzenia, odprowadził Żyda na bok i zastrzelił go na oczach całego transportu.
W Sobiborze od samego początku panowała surowa dyscyplina i stosowane były silne środki bezpieczeństwa. Z tego powodu więźniowie stosunkowo rzadko podejmowali próby ucieczki. Wiadomo, że w kwietniu 1942 roku, tj. jeszcze przed zakończeniem budowy obozu, dwóch żydowskich robotników uciekło z Sobiboru i przedostało się do getta we Włodawie. Kolejnym uciekinierem był młody Żyd, któremu w czerwcu 1942 roku, a według innych źródeł na przełomie 1942/43 roku, udało się ukryć w wagonie, w którym wywożono zrabowaną odzież. W grudniu 1942 roku, w drugi dzień świąt Bożego Narodzenia, troje żydowskich więźniów, wśród nich jedna kobieta, uciekło z Sobiboru w towarzystwie dwóch ukraińskich wachmanów. Żydówka i obaj Ukraińcy ukryli się we wsi Kozia Góra, gdzie jednak po kilku dniach zostali zadenuncjowani i w konsekwencji zabici przez „granatową policję”. W odwecie za tę ucieczkę rozstrzelano kilkudziesięciu więźniów. Pół roku później, w czerwcu 1943 roku, stolarz Josel Pelc z Tyszowic i murarz z Chełma o imieniu Jasza wydostali się nocą przez otwór wycięty w obozowym ogrodzeniu. W odwecie Niemcy rozstrzelali dwudziestu więźniów. Zaostrzyli także środki bezpieczeństwa, stawiając miny wokół obozowego ogrodzenia oraz wykopując fosę między obozem I a zewnętrznym ogrodzeniem.
Jednym z najgłośniejszych wydarzeń w historii Sobiboru był bunt „leśnego komanda”. Doszło do niego 20 lipca 1943 roku, choć w źródłach wskazywane są także inne daty dzienne tego wydarzenia. Tego dnia czterdziestoosobowe Waldkommando, złożone z Żydów polskich i holenderskich, udało się jak zwykle do lasu. Na krótko przed przerwą obiadową więźniowie Szlomo Podchlebnik i Josef Kopf zostali wysłani po wodę do wsi Żłobek. Po drodze zabili eskortującego ich wachmana i uciekli. SS-Oberscharführer Werner Dubois, który tego dnia dowodził komandem, zaniepokojony długą nieobecnością nosiwodów wysłał na poszukiwania jednego z wachmanów. Wkrótce odnalazł on zwłoki kolegi. Dubois zaalarmował załogę obozu, a pozostałym członkom Waldkommando rozkazał położyć się na ziemi. Polscy Żydzi, którzy obawiali się, że zostaną rozstrzelani w odwecie za czyn kolegów, rzucili się jednak do ucieczki. Kilku z nich zabito w czasie pościgu, kilkunastu schwytano i rozstrzelano w obozie. Pościgowi wymknęło się sześciu uciekinierów, z których pięciu doczekało końca okupacji. Holenderscy Żydzi, którzy nie podjęli próby ucieczki, zostali oszczędzeni. Od tego momentu Niemcy nie pozwalali już polskim Żydom pracować poza terenem obozu.
Próbę zorganizowania zbiorowej ucieczki podjęli Żydzi przetrzymywani w obozie III. Usiłowali oni wykopać tunel pod obozowym ogrodzeniem. Według Chaima Powroźnika przystąpili do pracy w pierwszych miesiącach 1943 roku, lecz na początku kwietnia, gdy gotowe było już 30 metrów podkopu, zostali zadenuncjowani przez jednego z kapo. W rezultacie ucieczka nie doszła do skutku, a blisko 80 więźniów rozstrzelano. Inne źródła podają natomiast, że do dekonspiracji doszło we wrześniu 1943 roku. W obozie III miała wówczas miejsce masowa egzekucja, którą esesmani i wachmani tłumaczyli wykryciem próby ucieczki tamtejszych więźniów. Rozstrzelano wtedy nawet do 150 więźniów obozu III. Pozostałości tunelu odkryto podczas prac archeologicznych w 2013 roku.
Większość Żydów, którym udało się uciec z Sobiboru przed buntem w październiku 1943 roku, zginęła przed zakończeniem okupacji. Jicchak Arad twierdził, że nie ocalał żaden z nich. W rzeczywistości wyzwolenia doczekało pięciu więźniów, którzy zdołali uciec w czasie buntu „leśnego komanda” (jeden z nich zginął jednak z polskich rąk już w sierpniu 1944). Według Thomasa Blatta przeżyło także dwóch więźniów, którym udało się uciec przez ogrodzenie w czerwcu 1943 roku.

## Konspiracja i powstanie w październiku 1943 roku

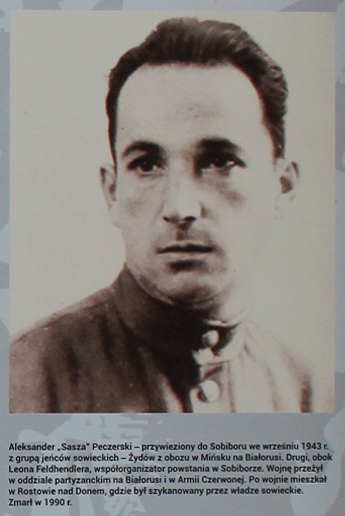
Aleksandr „Sasza” Pieczerski, przywódca powstania w Sobiborze

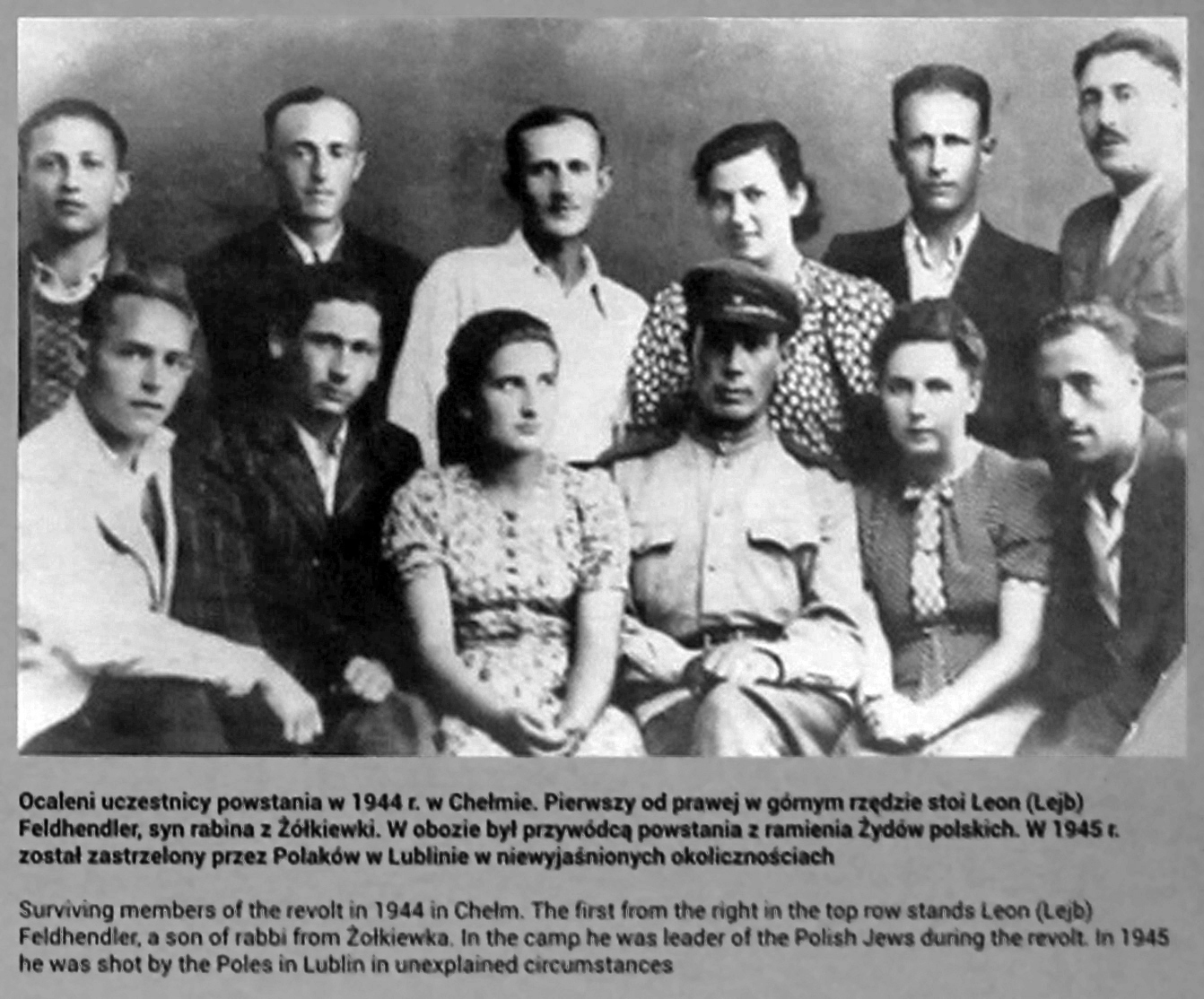
Grupa powstańców z Sobiboru sfotografowana po zakończeniu wojny. W górnym rzędzie, pierwszy z prawej, stoi Leon Feldhendler

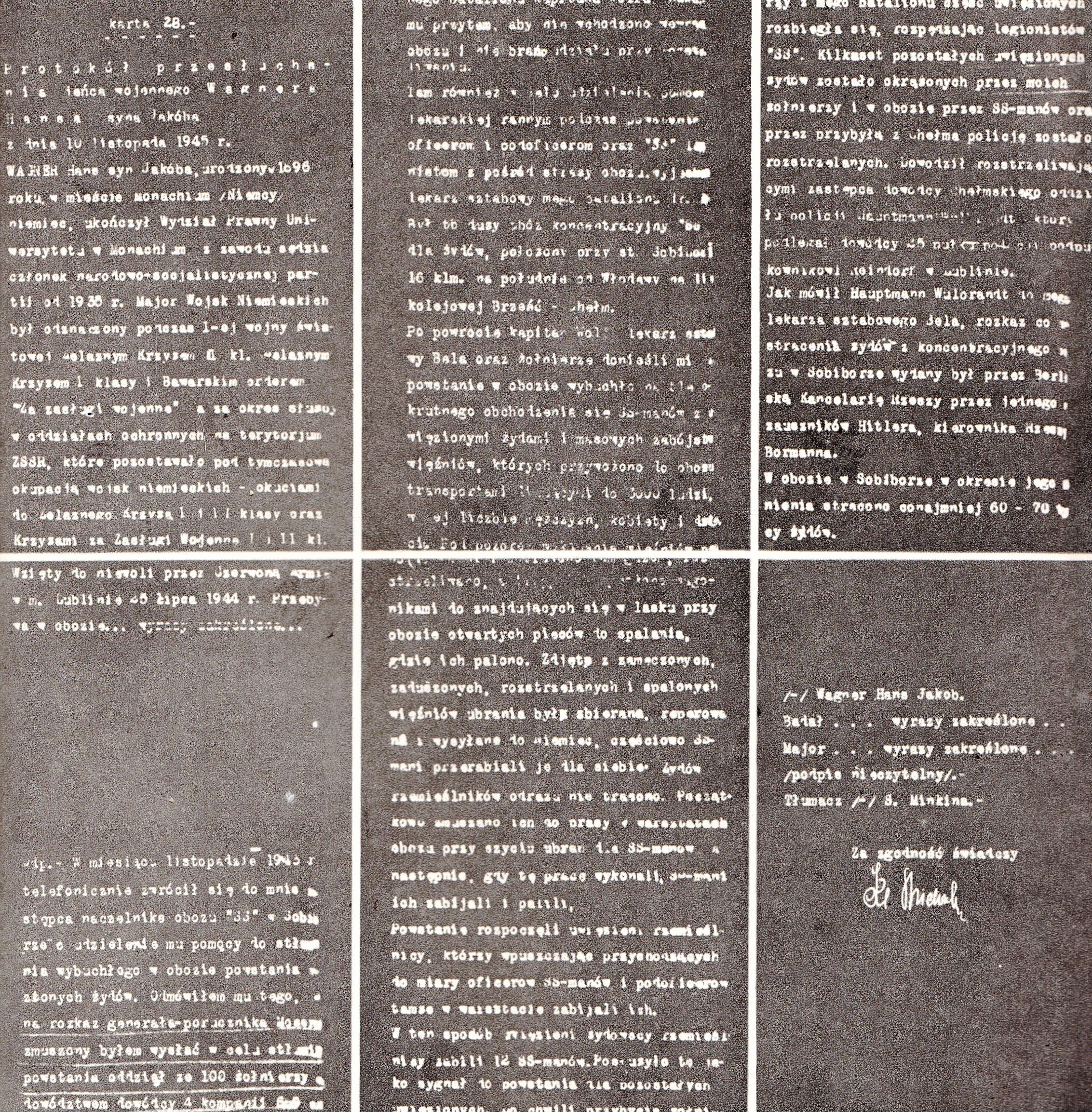
Protokół przesłuchania mjra Hansa Wagnera dotyczący działań żołnierzy 689. batalionu bezpieczeństwa w czasie powstania w Sobiborze

Prawdopodobnie myśl o zorganizowanym oporze zaczęła kiełkować wśród Arbeitsjuden na początku 1943 roku. Grupę inicjatywną tworzyło kilku polskich Żydów skupionych wokół Leona Feldhendlera, byłego przewodniczącego Judenratu w Żółkiewce. Przez długi czas ich działania nie wychodziły jednak poza zakres luźnych rozważań. Zorganizowany ruch oporu narodził się w Sobiborze dopiero na przełomie wiosny i lata 1943 roku. Wpływ miało na to kilka czynników. Najważniejszym było wymordowanie grupy Żydów przywiezionych ze zlikwidowanego obozu w Bełżcu. Wydarzenie to wywarło wstrząsające wrażenie, gdyż więźniowie Sobiboru mieli wszelkie powody, aby przypuszczać, że po zamknięciu obozu spotka ich ten sam los. Drugim czynnikiem było zmniejszenie liczby transportów, które wzbudziło wśród więźniów obawy, że wkrótce nastąpi likwidacja obozu. Rozpoczęcie budowy obozu IV (koniec lipca) również zaniepokoiło Arbeitsjuden, gdyż stanowiło wyraźny znak, że Sobibór wkrótce zmieni swoje przeznaczenie, co w konsekwencji mogło przesądzić o losie jego obecnych więźniów. Dotychczasowe doświadczenia wskazywały, że ucieczki indywidualne mają niewielką szansę powodzenia i w dodatku ściągają odwetowe represje na współwięźniów. Z tego powodu konspiratorzy uznali, że jedynym wyjściem jest zorganizowanie zbiorowej ucieczki.
Słabością obozowej konspiracji był fakt, że Feldhendler i jego towarzysze nie mieli doświadczenia wojskowego oraz odpowiednich kwalifikacji przywódczych. Ich działaniom nie sprzyjała również bariera językowa i wzajemna nieufność pomiędzy Żydami polskimi a Żydami pochodzącymi z innych państw. W pierwszym okresie działalności konspiracji rozważano różne warianty zbiorowej ucieczki: otrucie esesmanów przez konspiratorów zatrudnionych w niemieckiej kuchni lub ich bezszelestną likwidację przez młodocianych służących, obrzucenie granatami niemieckiego kasyna, wykopanie tunelu pod obozowym ogrodzeniem, wydostanie się z obozu przy pomocy przekupionych wachmanów, wykradzenie broni i mundurów z ukraińskich baraków i zaatakowanie straży, podpalenie magazynów odzieżowych i wykorzystanie powstałego w ten sposób chaosu do przeprowadzenia zbiorowej ucieczki. Żaden z tych planów nie został zrealizowany. Plan zbrojnego buntu opracował również nieznany z nazwiska holenderski Żyd – kapitan marynarki, rzekomo weteran Brygad Międzynarodowych. Zamierzał przy pomocy przewerbowanych wachmanów wykraść broń z obozowej zbrojowni, a następnie wywalczyć sobie i kolegom drogę na wolność. Nie wiadomo, czy działał w porozumieniu Feldhendlerem i jego grupą. Niemniej zanim przystąpiono do realizacji planu, kapitan został zadenuncjowany i po torturach zamordowany. Niemcy rozstrzelali także 71 holenderskich Żydów.
Punktem zwrotnym w dziejach obozowej konspiracji stało się przybycie transportu z Mińska, w którym znalazła się grupa jeńców wojennych – żołnierzy Armii Czerwonej narodowości żydowskiej (23 września). Niemal wszystkich nowo przybyłych natychmiast zagazowano, jednakże około 60 jeńców pozostawiono przy życiu i skierowano do pracy w obozie IV. Jednym z wyselekcjonowanych był por. Aleksandr „Sasza” Pieczerski. Dzięki swej odważnej i dumnej postawie stał się szybko liderem grupy jenieckiej. Zwrócił także na siebie uwagę Feldhendlera i jego towarzyszy. Do pierwszego spotkania obu mężczyzn doszło niespełna tydzień po przybyciu jeńców do Sobiboru. Feldhendler wtajemniczył porucznika w działania konspiratorów i zaproponował mu, aby przejął dowodzenie nad nimi. Mimo początkowych wahań Pieczerski zdecydował się zaufać nieznajomemu. Niedługo później powstał tzw. Podziemny Komitet, na którego czele stanął Pieczerski z Feldhendlerem jako zastępcą. Sowieccy jeńcy wnieśli do nowo powstałej organizacji doświadczenie wojskowe, a polscy Żydzi – znajomość topografii obozu i panujących w nim warunków. Miejscem spotkań konspiratorów był kobiecy barak w obozie I, który Pieczerski regularnie odwiedzał pod pretekstem spotkań ze swą przyjaciółką, niemiecką Żydówką znaną w obozie pod imieniem „Luka”.
Konspiratorzy byli zdecydowani nie zwlekać z wybuchem powstania. Zbliżała się bowiem zima, co groziło, że uciekinierzy będą mogli zostać łatwo wytropieni po śladach na śniegu. Nasilały się również pogłoski o rychłej likwidacji obozu. Ponadto do więźniów dotarły wieści, że pewna liczba Niemców, w tym komendant Franz Reichleitner i sierżant kwatermistrz Gustav Wagner, przebywa na urlopie. W szczególności nieobecność Wagnera, który uchodził za najokrutniejszego, a jednocześnie najbardziej przebiegłego i podejrzliwego esesmana w Sobiborze, mogła zdaniem wielu spiskowców przesądzić o sukcesie powstania. Opracowany przez Pieczerskiego plan przewidywał, że członkowie konspiracji pod różnymi pretekstami zwabią Niemców do warsztatów i magazynów w obozach I i II, a następnie zabiją ich po cichu. Kluczową rolę w likwidacji esesmanów mieli odegrać jeńcy wojenni, których zamierzano rozmieścić w newralgicznych punktach przy pomocy kapo należących do konspiracji. Następnie zamierzano zwołać niczego niespodziewających się więźniów na wieczorny apel, po czym wyprowadzić ich z obozu przez główną bramę lub alternatywnie przez wyłom w obozowym ogrodzeniu, wykonany nieopodal budynków załogi niemieckiej. Zakładano, że pozbawieni dowództwa i dysponujący niewielką ilością amunicji wachmani nie będą zbyt energicznie przeciwdziałać ucieczce. Pieczerski i Feldhendler postanowili, że ze względu na zbyt duże ryzyko nie będą podejmowali próby wtajemniczenia w spisek Żydów przetrzymywanych w obozie III.
Termin wybuchu powstania wyznaczono na 13 października 1943 roku. Tego dnia do Sobiboru niespodziewanie przybyła jednak grupa esesmanów z obozu pracy w Osowej, stąd przesunięto go na następny dzień. Pierwszy etap planu został zrealizowany z niemal całkowitym powodzeniem. Spiskowcom udało się w krótkim czasie zwabić do warsztatów i bezszelestnie zlikwidować dwunastu niemieckich esesmanów. Zabici zostali m.in. SS-Untersturmführer Johann Niemann (p.o. komendanta obozu), SS-Oberscharführer Siegfried Graetschus (dowódca straży) oraz SS-Oberscharführer Rudolf Beckmann (kierownik sortowni i obiektów gospodarczych w obozie II). Z rąk powstańców zginął również Iwan Klatt – najwyższy rangą wachman w Sobiborze. Około godziny 17:00 więźniów zgromadzono na wieczornym apelu, lecz z powodu splotu kilku okoliczności spiskowcom nie udało się w sposób niebudzący podejrzeń doprowadzić tłumu pod główną bramę. SS-Oberscharführer Karl Frenzel, który zdołał uniknąć śmierci z rąk konspiratorów oraz wachmani ustawieni na posterunkach wartowniczych otworzyli ogień do Żydów, co zmusiło nielicznych uzbrojonych powstańców do podjęcia otwartej walki. Pieczerski szybko stracił kontrolę nad przebiegiem wydarzeń, a tłum więźniów rzucił się do chaotycznej ucieczki przez obozowe ogrodzenie. Od 41 do 158 lub nawet 230–270 Żydów zginęło na polu minowym oraz od kul esesmanów i wachmanów. Około trzystu zdołało jednak zbiec do pobliskiego lasu. Od 150 do 285 Żydów – w tym wszyscy więźniowie obozu III – nie podjęło próby ucieczki lub zostało schwytanych na terenie obozu. Rozstrzelano ich następnego dnia.
Dopiero rankiem 15 października Niemcy byli w stanie zorganizować zakrojony na szeroką skalę pościg. Zachowane niemieckie dokumenty informują, że do 22 października schwytano i zamordowano 107 Żydów. Blisko dwie trzecie uciekinierów zdołało wymknąć się obławie, wielu z nich zginęło jednak przed zakończeniem okupacji. Z obliczeń Marka Bema wynika, że wojnę przeżyło co najmniej 61 uciekinierów z Sobiboru, w tym 57 uczestników powstania. Thomas Blatt podawał, że ocalało 62 więźniów, w tym 53 uczestników powstania. Według Jules’a Schelvisa wyzwolenia doczekało 47 więźniów, w tym 42 uczestników powstania. Teresa Prekerowa szacowała liczbę ocalałych na 30–40 osób, a Jicchak Arad na około 50–70 osób. Wśród tych, którym udało się przeżyć, było osiem kobiet oraz obaj przywódcy powstania – Pieczerski i Feldhendler.
Obawa przed powtórzeniem buntów takich jak w Treblince, a w szczególności w Sobiborze, była przyczyną, dla których Niemcy zdecydowali się przeprowadzić akcję „Dożynki”, czyli wymordować blisko 42 tys. Żydów przetrzymywanych w obozie koncentracyjnym na Majdanku oraz w obozach pracy w Trawnikach i Poniatowej.

## Likwidacja obozu

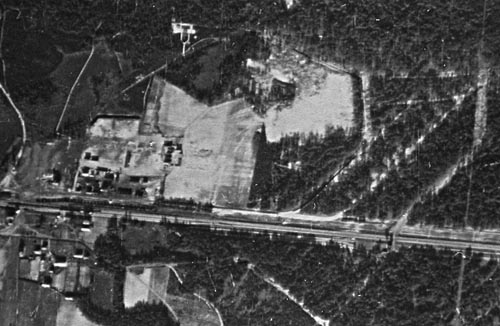
Zdjęcie lotnicze terenu poobozowego z 1944 roku

Niewielkie zniszczenia powstałe w czasie październikowego powstania zostały szybko naprawione. Straty wśród niemieckiego personelu uzupełniono poprzez przeniesienie do Sobiboru grupy esesmanów z likwidowanego w tym czasie ośrodka zagłady w Treblince. Niemniej bunt więźniów przesądził o dalszym losie obozu. Reichsführer-SS Heinrich Himmler zrezygnował z pomysłu przekształcenia Sobiboru w miejsce magazynowania i naprawy zdobycznej broni sowieckiej, postanawiając w zamian zlikwidować obóz i zatrzeć wszelkie ślady po jego istnieniu. Nad wykonaniem tego rozkazu czuwał SS-Hauptsturmführer Gottlieb Hering, uprzednio komendant obozu zagłady w Bełżcu i obozu pracy w Poniatowej.
Ze względu na fakt, że ujętych na terenie obozu więźniów zamordowano dzień po powstaniu, do prac likwidacyjnych wykorzystano grupę około 200 Żydów, których przywieziono ze zlikwidowanego obozu w Treblince. Pierwszy transport, liczący pięć wagonów, przybył 20 października. Kolejny transport z więźniami Treblinki, liczący już tylko jeden wagon, dotarł 4 listopada. Wśród nowo przybyłych więźniów był Karl Blau, austriacki Żyd, który uprzednio pełnił w Treblince funkcję Oberkapo.
Więźniowie przez kilka tygodni pracowali przy załadunku mienia przechowywanego w obozowych magazynach oraz przy wywózce broni i amunicji magazynowanych w obozie IV. Ich zadaniem była również rozbiórka budynków, ogrodzeń i wieżyczek strażniczych, demontaż wszelkich urządzeń oraz zacieranie śladów ludobójstwa. Franz Suchomel, esesman przeniesiony z Treblinki do Sobiboru, zeznał po wojnie, że Żydzi musieli pracować w takim tempie i byli tak źle traktowani, że częste były przypadki samobójstw. W międzyczasie saperzy Wehrmachtu rozbroili rozstawione wokół obozu miny. W miejscach, gdzie pogrzebano prochy ofiar, zasadzono młode drzewka. Pod koniec listopada lub na początku grudnia, gdy najważniejsze prace były już zakończone, wszyscy żydowscy więźniowie zostali rozstrzelani. Egzekucja miała miejsce na terenie byłego obozu III lub w pobliskim lesie. Nadzorowali ją Gustav Wagner i Karl Frenzel.
W połowie grudnia obóz był już całkowicie zlikwidowany. Pozostał po nim jedynie odremontowany budynek nadleśnictwa oraz kilka baraków zajmowanych wcześniej przez wachmanów. W styczniu 1944 roku rozlokowano tam oddział Baudienstu oraz jego niemieckich i ukraińskich nadzorców.

## Reakcje

### Ludność
Niemcy dokładali wysiłków, aby zachować w tajemnicy prawdziwe przeznaczenie obozu. Miejscową ludność informowano, że pełni on funkcję obozu pracy lub obozu przejściowego. Jednocześnie pod groźbą śmierci zakazano zbliżać się do ośrodka zagłady, zaglądać za jego ogrodzenie, czy też w jakikolwiek sposób się nim interesować. Prawdopodobnie jednak już latem 1942 roku mieszkańcy okolicznych wsi uzmysłowili sobie, co naprawdę dzieje się w Sobiborze. W okolicy czuć było bowiem fetor rozkładu i palonych zwłok; docierał on nawet do odległego o 35 kilometrów Chełma. Zaobserwowano, że mimo ciągłego napływu transportów żaden Żyd nie opuszcza „obozu przejściowego”, a odjeżdżające z Sobiboru pociągi przewożą tylko zrabowaną odzież i przedmioty. Informacje o dokonywanych w Sobiborze zbrodniach docierały także za pośrednictwem wachmanów z obozowej załogi. Budziły one grozę wśród polskiej ludności. Rolnicy byli zmuszeni dostarczać podwody, które Niemcy wykorzystywali następnie do transportu Żydów z najbliższych miejscowości i obozów pracy. Niemniej część miejscowych Polaków nawiązała relacje handlowe i towarzyskie z wachmanami. Ci ostatni po służbie rozchodzili się po okolicy, wydając zagrabione pieniądze i kosztowności na żywność, alkohol i usługi prostytutek. W niektórych gospodarstwach dla strażników urządzano libacje i potańcówki. W okolicach Sobiboru działały nawet specjalnie zorganizowane grupy handlowców i spekulantów, które dostarczały wachmanom alkohol i inne poszukiwane przez nich towary.
Dokonywane w Sobiborze ludobójstwo przez długi czas stanowiło tajemnicę dla ludności żydowskiej. Pierwsze pogłoski dotarły do najbliższego miasta, czyli Włodawy. Wiosną 1942 roku do tamtejszego getta przedostało się dwóch uciekinierów, którzy pracowali przy budowie obozu i byli świadkami eksperymentalnych prób gazowania ludzi. Ich ostrzeżenia spotkały się jednak z niedowierzaniem. Zaufał im jedynie przebywający we Włodawie chasydzki cadyk z Radzynia, Szlomo Szmuel Lajner. Miał on nakazać, aby wiadomości o Sobiborze zostały szeroko rozpowszechnione, zarządzić trzydniowy post, a także polecić pięćdziesięciu chasydom, aby uciekli do lasu i podjęli walkę z okupantem. Niemniej jeszcze na początku 1943 roku niewielu Żydów wiedziało o istnieniu obozu. Pod tym względem nie były wyjątkiem nawet getta i obozy na Lubelszczyźnie. Informacje o nim docierały co najwyżej do najbliższych miejscowości, w dodatku tylko do części zamieszkałych tam Żydów.
Mimo iż w okupowanej Polsce za wszelką pomoc Żydom groziła kara śmierci, niektórzy uciekinierzy z Sobiboru byli na różne sposoby wspierani przez Polaków. Wśród polskiej ludności znaleźli schronienie m.in. Leon Feldhendler, Kurt Ticho oraz Filip i Symcha Białowiczowie. Za pomoc udzieloną uciekinierom medalem „Sprawiedliwy wśród Narodów Świata” odznaczeni zostali czterej członkowie rodziny Marcyniuków, małżeństwo Mazurków oraz małżeństwo Psujków. Niemniej z zeznań i relacji ocalałych więźniów wyłania się generalnie negatywny obraz stosunku polskiej ludności do uciekinierów z obozu. Na tej podstawie Jicchak Arad doszedł do wniosku, że polscy chłopi w przeważającej większości nie tylko nie wspomagali zbiegłych Żydów, lecz motywowani chciwością i antysemityzmem wydawali ich w ręce Niemców lub rabowali i mordowali na własną rękę. Jeszcze większą wrogość okazywać miała ludność ukraińska, która zamieszkiwała tereny na wschód od Sobiboru. Arad oceniał ponadto, że zagrożeniem dla uciekinierów byli nie tylko Niemcy i polscy chłopi, lecz także partyzanci Armii Krajowej oraz członkowie „prawicowych i faszystowskich odłamów polskiego podziemia”. Według Jules’a Schelvisa do momentu nadejścia Armii Czerwonej co najmniej 22 uczestników październikowego powstania zostało zabitych przez Polaków lub Ukraińców. Marek Bem liczbę uciekinierów zabitych z rąk innych niż niemieckie szacował na 56 osób.
Teresa Prekerowa przeanalizowawszy 26 żydowskich relacji, zwracała uwagę, że większość negatywnych ocen nie odnosiła się konkretnych przypadków, lecz polegała na sądach ogólnych. Ponadto tylko część ocalałych pisała o swoich kontaktach z ludnością polską. Trudno jest więc oszacować rzeczywistą skalę negatywnych zjawisk. Prekerowa przypuszczała również, że rzekomymi partyzantami napadającymi na uciekinierów z Sobiboru mogli być podszywający się pod członków ruchu oporu pospolici bandyci, a fakt, że we wspomnieniach wydanych wiele lat po wojnie uciekinierzy często nie powtarzali oskarżeń pod adresem AK, które pojawiły się w zeznaniach złożonych zaraz po wyzwoleniu, może sugerować, że owe oskarżenia były efektem presji propagandy stalinowskiej.

### Ruch oporu i rządy sojusznicze
Spośród trzech obozów zagłady akcji „Reinhardt”, rozpoznanie Sobiboru przysporzyło Polskiemu Państwu Podziemnemu największych trudności. Było to spowodowane jego peryferyjnym położeniem, a także stosunkowo niewielką liczbą przyjmowanych transportów i niewielką liczbą udanych ucieczek. Nie bez znaczenia był również fakt, że w 1942 roku wywiad Armii Krajowej koncentrował swe wysiłki na rozpoznaniu obozów w Bełżcu i Treblince. Pierwsze informacje na temat Sobiboru pojawiają się w dokumentach Polskiego Państwa Podziemnego na przełomie wiosny i lata 1942 roku. W raporcie sytuacyjnym departamentu spraw wewnętrznych Delegatury Rządu na Kraj za okres od 15 listopada 1941 r. do 1 czerwca 1942 r. znalazła się informacja o „budowie dużego krematorium w Chełmie”, co prawdopodobnie było nieprecyzyjnym nawiązaniem do budowy obozu w Sobiborze. Jeszcze w czerwcu 1942 roku Polska Podziemna dysponowała wyłącznie fragmentarycznymi informacjami o tym obozie. W numerze 22 wewnętrznego biuletynu AK „Informacja Bieżąca” z 16 czerwca donoszono o wstrzymaniu działalności obozu w Bełżcu, który „zastąpić ma podobno […] nowy obóz budowany pod Chełmem”. Pierwsze wiadomości o dokonywanym w Sobiborze ludobójstwie podała dopiero „Informacja Bieżąca” nr 27 z 27 lipca 1942 roku. Oceniono wówczas, że jest to główny obok Bełżca obóz straceń na Lubelszczyźnie. Nieco wcześniej informacje o Sobiborze uzyskał polski rząd na uchodźstwie. 1 lipca 1942 roku na łamach wydawanego przez polskie Ministerstwo Informacji anglojęzycznego periodyku „Polish Fortnightly Review” opublikowano artykuł o masowych mordach na Żydach, opracowany na podstawie nieodnalezionego do dziś raportu pt. Destrukcja ludności żydowskiej. W artykule podano m.in. niezbyt ścisłe informacje o wymordowaniu większości Żydów z Lublina w „Sobiborze niedaleko Włodawy”. Pisano też o fetorze rozkładających się zwłok, który utrzymywał się wokół obozu, oraz o masowych egzekucjach „za pomocą gazu, karabinów maszynowych, a nawet bagnetów”, dokonywanych jakoby przez litewskich kolaborantów.
Obserwację obozu prowadzili członkowie lokalnych struktur AK. Zdobywali oni informacje m.in. od pijanych Niemców i wachmanów, a także zbierali kartki i listy, które wyrzucali przewożeni do obozu Żydzi. Raporty lokalnych komórek AK trafiały do sztabu Okręgu Lublin AK, a stamtąd do Warszawy. Niemniej w dokumentach AK i Delegatury z drugiej połowy 1942 roku można odnaleźć tylko nieliczne wzmianki na temat Sobiboru. Dotyczyły one głównie rozbudowy obozu oraz wznowienia akcji eksterminacyjnej w ostatnich dniach grudnia. Zabrakło natomiast jakichkolwiek konkretnych informacji na temat kierowanych do Sobiboru transportów. Wzrost zainteresowania wywiadu AK obozem sobiborskim nastąpił w 1943 roku. Odnotowano wtedy fakt kierowania do Sobiboru transportów z Francji, Holandii i ZSRR oraz z „gett szczątkowych” w Izbicy i Włodawie, kremację zwłok wydobytych z masowych mogił, a także niemieckie przygotowania do likwidacji obozu. W raportach Polskiego Państwa Podziemnego odnotowano ponadto bunt żydowskich więźniów w październiku 1943 roku. Informowała o nim również konspiracyjna prasa różnej proweniencji. Wywiad AK nie zdołał natomiast zdobyć bliższych informacji na temat topografii obozu, jego załogi, żydowskich komand roboczych, czy stosowanych w Sobiborze technik eksterminacji. Nie podjęto także prób oszacowania liczby ofiar.
Działająca w getcie warszawskim grupa Oneg Szabat już w maju i czerwcu 1942 roku uzyskała pierwsze informacje na temat obozu sobiborskiego. Ich źródłem były m.in. łączniczki konspiracyjnego Droru, Frumka Płotnicka i Chawka Folman, które na początku czerwca podróżowały po gettach we wschodniej części dystryktu lubelskiego i były świadkami trwających tam „wysiedleń” do Sobiboru. W Archiwum Ringelbluma zachowało się kilkanaście dokumentów odnoszących się bezpośrednio lub pośrednio do obozu sobiborskiego. Tylko nieliczne informacje przeniknęły jednak do ludności żydowskiej i innych organizacji żydowskiego ruchu oporu. Nawet w wydawanym przez konspiracyjny Bund czasopiśmie „Ojf der Wach” („Na Straży”) wspominano jedynie o bliżej nieokreślonym obozie zagłady „w okolicach Pińska”.
Obóz znany był sowieckim partyzantom, którzy operowali na terenach na wschód od Bugu. Do jednego z oddziałów dołączył nawet wachman, który zdezerterował z Sobiboru. Wiosną 1943 roku informacje o eksterminowaniu holenderskich Żydów w Sobiborze uzyskał emigracyjny rząd holenderski, który jednak nie zdecydował się na ich szersze rozpowszechnienie. Wzmianki o ośrodku zagłady w Sobiborze znalazły się także w raportach brytyjskiego i amerykańskiego wywiadu. W alianckich i neutralnych stolicach informacje o zagładzie Żydów przyjmowano jednak z niedowierzaniem. Nie zostały odpowiednio nagłośnione i nie spowodowały poważniejszej reakcji. Bezskuteczne okazały się wysiłki polskiego rządu, aby nakłonić aliantów do podjęcia działań na rzecz ratowania Żydów, w tym przeprowadzenia akcji odwetowych wobec niemieckiej ludności cywilnej.
Niemcy obawiali się ataku partyzantów na Sobibór. Pewnej nocy latem 1943 roku w obozie wszczęto alarm, a wszystkich Żydów zgromadzono pod silną strażą na placu apelowym. Prawdopodobnie wydarzenie to miało związek z akcją bojową oddziału lotnego AK „Nadbużanka”, wymierzoną w siedzibę niemieckiego przedsiębiorstwa, które prowadziło budowę kolejki wąskotorowej na odcinku Sobibór–Wytyczno. W polskim raporcie akcję tę opisano błędnie jako atak na „biuro przedsiębiorstwa, które budowało obóz śmierci w Sobiborze”. Komendant Obwodu Włodawa AK, mjr Romuald Kompf ps. „Rokicz”, twierdził, że Armia Krajowa przygotowywała atak na obóz zagłady, lecz akcji nie zdążono przeprowadzić przed październikowym powstaniem więźniów.

## Dzieje powojenne

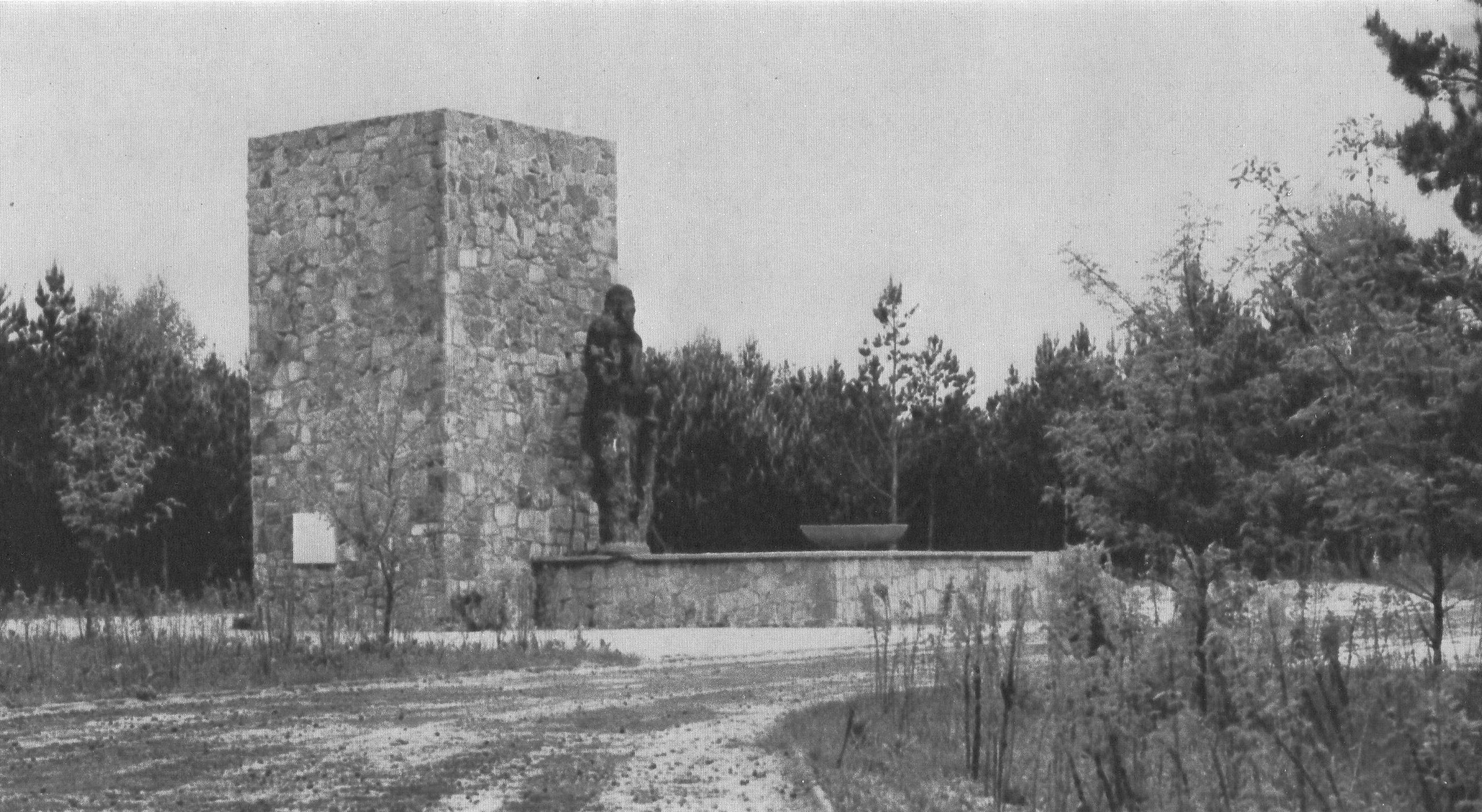
Upamiętnienie obozu zagłady w Sobiborze, zdjęcie z lat 70.

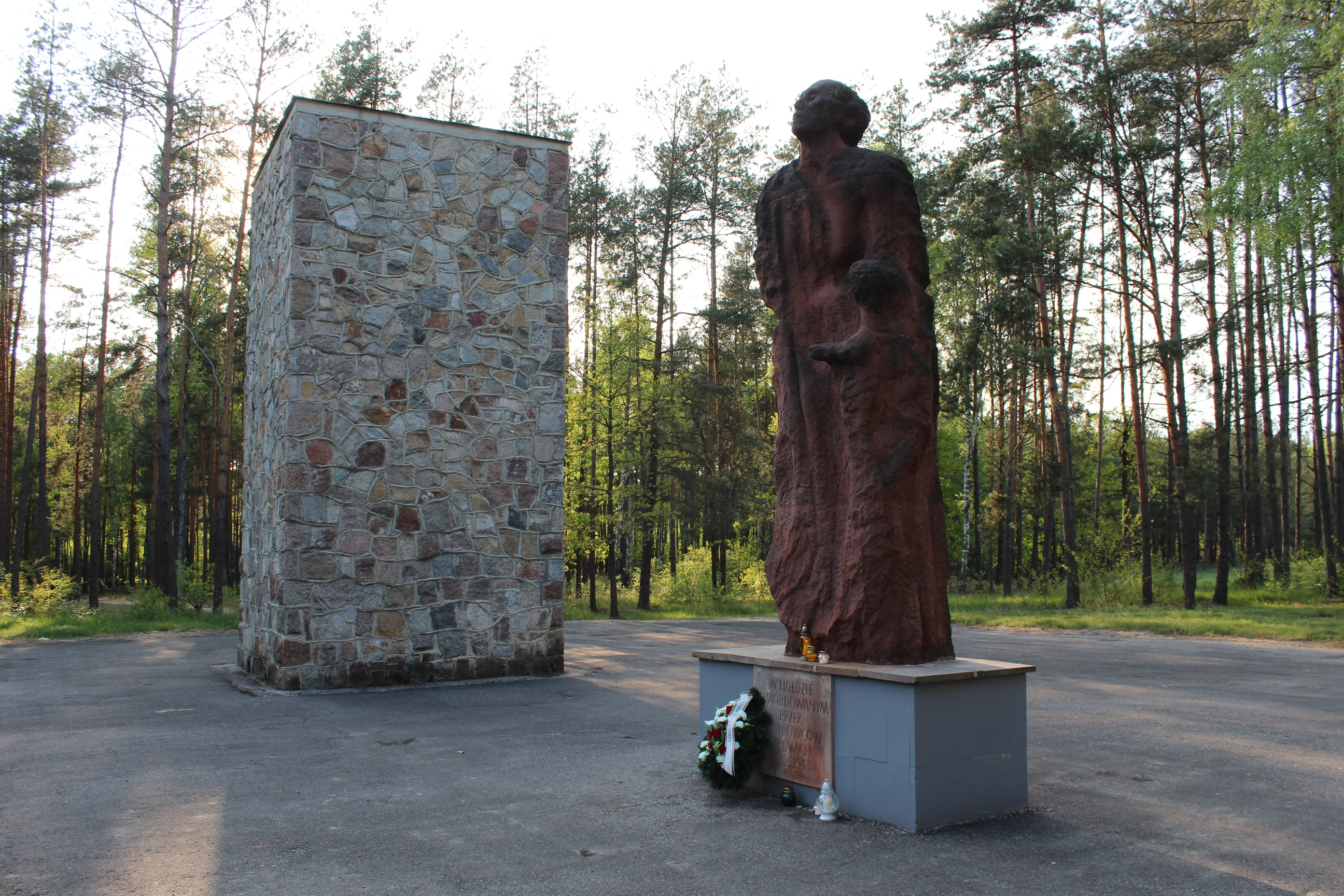
Rzeźba przedstawiająca matkę z dzieckiem oraz obelisk, które w 1965 roku wzniesiono w miejscu prawdopodobnej lokalizacji komór gazowych

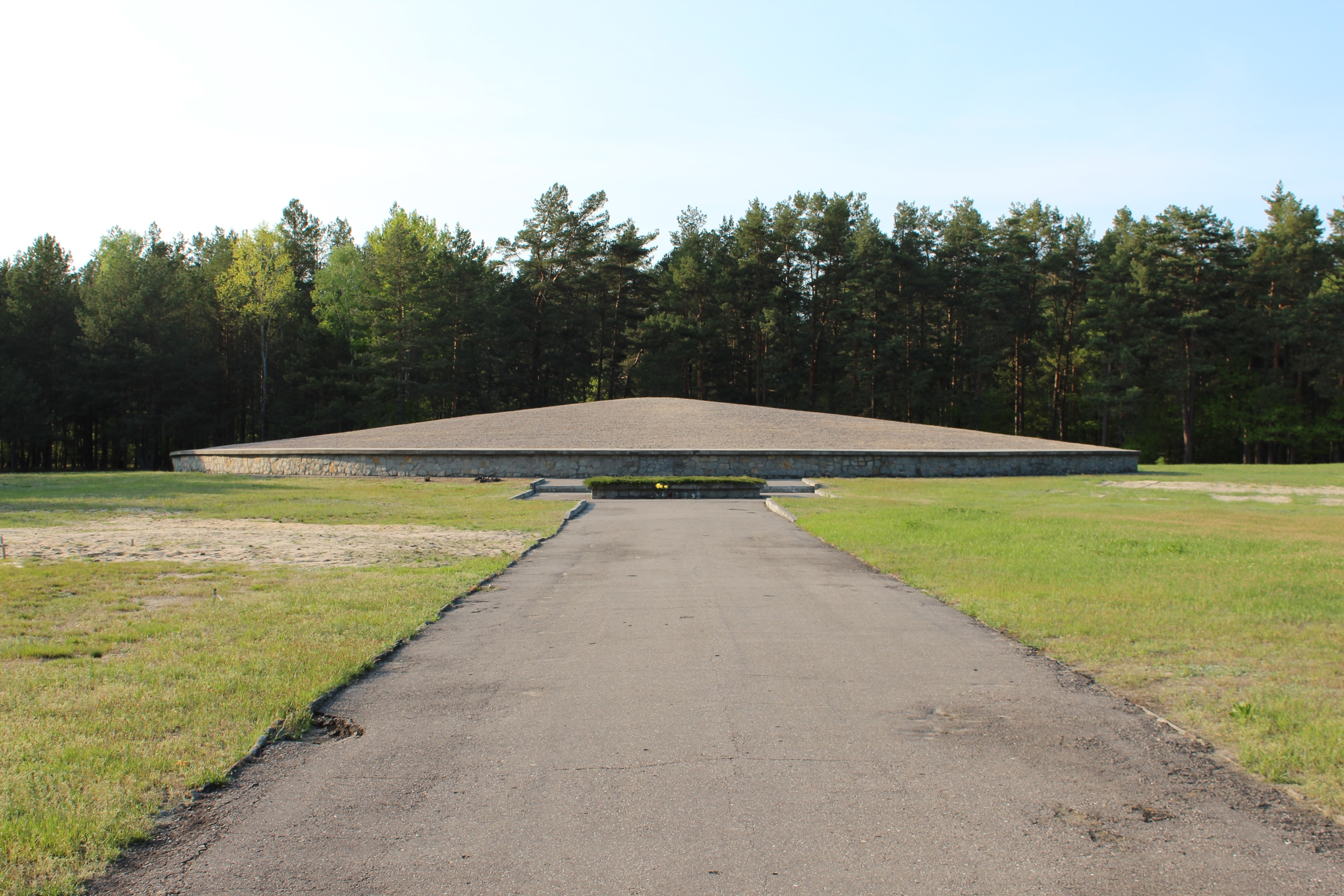
Kopiec-mauzoleum

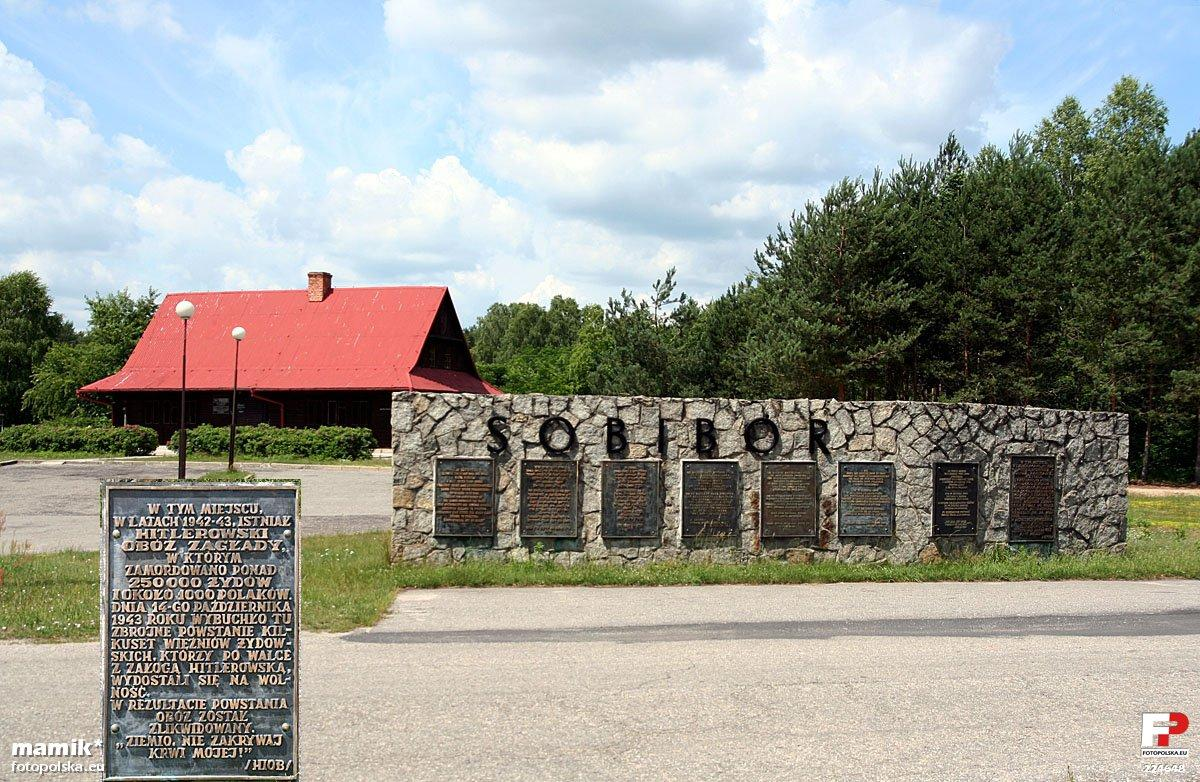
Tablice informacyjne przy wjeździe na teren obozu

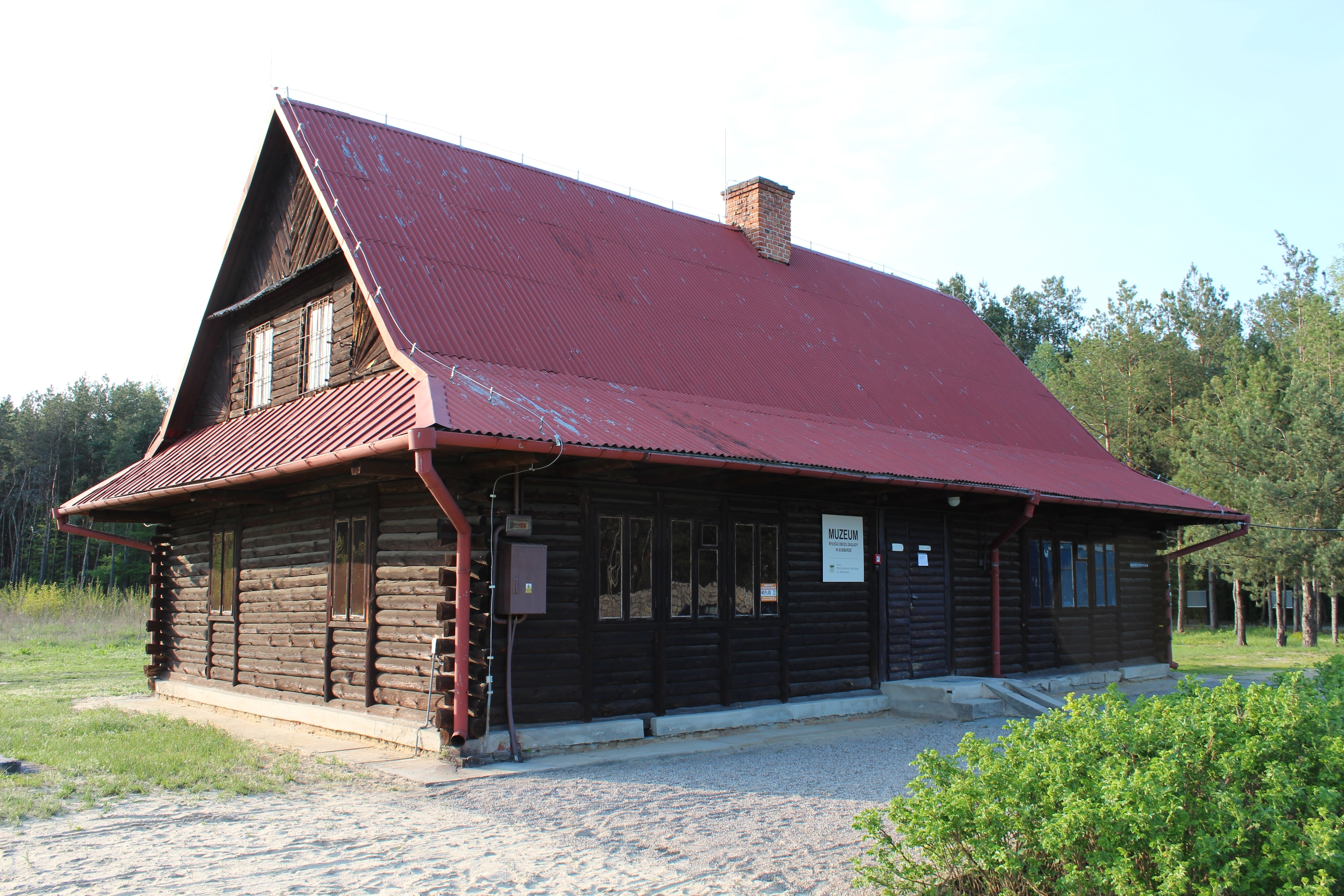
Budynek, w którym w latach 1993–2017 mieściło się Muzeum Byłego Obozu Zagłady w Sobiborze

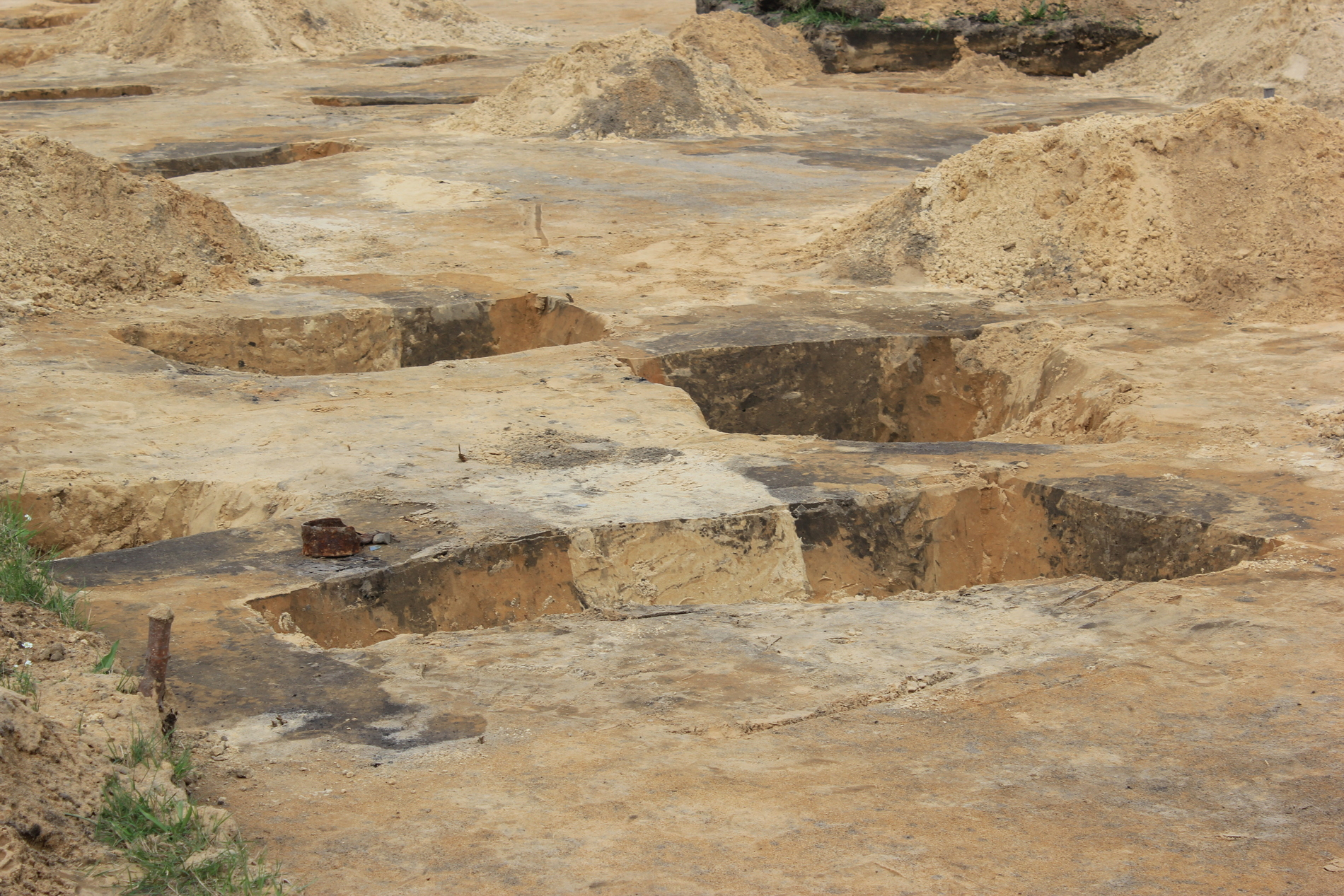
Prace archeologiczne na terenie poobozowym (2014)

Niemcy zostali wyparci z okolic Sobiboru w lipcu 1944 roku. W tym okresie jedynymi zachowanymi budynkami poobozowymi były siedziba nadleśnictwa oraz kilka baraków, w których uprzednio mieszkali wachmani. W latach 1944–1947 dawna obozowa rampa oraz wspomniane budynki były wykorzystywane przez władze komunistyczne jako punkt etapowy dla ludności ukraińskiej wysiedlanej ze wschodniej części Lubelszczyzny. Wysiedleńcy, którzy często przez wiele dni musieli oczekiwać w Sobiborze na podstawienie pociągów, w poszukiwaniu drewna opałowego rozebrali wszystkie baraki.
4 października 1945 roku prokuratura w Lublinie, działając na wniosek Głównej Komisji Badania Zbrodni Niemieckich w Polsce, rozpoczęła śledztwo w sprawie zbrodni popełnionych w Sobiborze. Prowadzili je prokurator Kazimierz Schnierstein oraz sędzia okręgowy śledczy Sergiusz Urban. W ramach śledztwa przesłuchano pewną liczbę ocalałych więźniów oraz innych świadków, zabezpieczono niemieckie zdjęcia pozostawione w zakładach fotograficznych w Chełmie i Rejowcu, dokonano oględzin terenu poobozowego. Śledztwo zostało zakończone w październiku 1946 roku. Raport podsumowujący jego rezultaty, opracowany przez sędziego Zbigniewa Łukaszkiewicza, został w 1947 roku opublikowany na łamach „Biuletynu Głównej Komisji Badania Zbrodni Niemieckich w Polsce”. Była to pierwsza polska publikacja o charakterze opracowania analitycznego poświęcona obozowi sobiborskiemu.
W pierwszych latach powojennych miejsce kaźni dziesiątek tysięcy Żydów było systematycznie profanowane i dewastowane. Sprawcami były „hieny cmentarne”, które rozkopywały teren poobozowy w poszukiwaniu złota i kosztowności. Genezy tego zjawiska należy szukać w ostatnim okresie okupacji niemieckiej, kiedy to „poszukiwaczami skarbów” byli kwaterujący w Sobiborze junacy z Baudienstu oraz nadzorujący ich ukraińscy strażnicy. W późniejszym okresie procederem tym parała się miejscowa ludność i przyjezdni z innych regionów. Naocznymi świadkami działalności „hien” byli śledczy, którzy w latach 1945–1946 badali pozostałości byłego obozu. W sporządzonej przez nich dokumentacji zachowały się m.in. informacje o rozkopywaniu masowych grobów oraz kościach i szczątkach ludzkich zalegających teren poobozowy. Wydobyte z ziemi kości ofiar były zwożone przez „hieny” na pobliskie bagna i „płukane” w poszukiwaniu złota; fakt ten potwierdziły przeprowadzone tam badania archeologiczne.
Przez kilkanaście lat teren byłego obozu zagłady pozostawał niestrzeżony i niezagospodarowany. Władze Polski Ludowej nie podejmowały poważniejszych działań, aby zapobiec profanacji. Informacje na temat działalności „hien” nie przenikały także do opinii publicznej. Instytucje żydowskie, które skupiły swe wysiłki na upamiętnieniu i zabezpieczeniu obozu zagłady w Treblince, nie podjęły analogicznych działań w odniesieniu do byłych obozów zagłady na Lubelszczyźnie. Pod koniec lat 50. Powiatowa Rada Narodowa we Włodawie zaproponowała, aby wznieść w Sobiborze chociażby skromny pomnik, jednakże inicjatywa ta została odgórnie zablokowana. Z inicjatywy miejscowych leśników ogrodzono jedynie miejsce, w którym znajdowały się masowe groby (1960). W tym samym roku pod zarzutem rozkopywania terenu poobozowego zatrzymano czternastu mieszkańców wsi Żłobek. Trzynastu z nich Sąd Wojewódzki w Lublinie skazał później na kary od sześciu miesięcy do półtora roku pozbawienia wolności, jednakże w przypadku jedenastu skazanych Sąd Najwyższy zawiesił wykonanie kary, a wyroki dwóch pozostałych zmniejszył do sześciu miesięcy więzienia.
Upamiętnienie ofiar Sobiboru nastąpiło dopiero w połowie lat 60. 27 czerwca 1965 roku w miejscu, w którym najprawdopodobniej znajdowały się komory gazowe, odsłonięto rzeźbę figuralną autorstwa Mieczysława Weltera, przedstawiającą zrozpaczoną matkę z dzieckiem na ręku. Obok figury stanął obelisk w formie kamiennego sześcianu, symbolizujący budynek z komorami gazowymi.  Nieopodal usypano także kopiec-mauzoleum autorstwa Romualda Dylewskiego, będącego jednocześnie autorem całej koncepcji zagospodarowania miejsca pamięci. Przed wejściem na teren obozu umieszczono mur z napisem „Sobibór”, na którym zawieszono cztery kamienne tablice inskrypcyjne. Widniejący na nich napis odzwierciedlał założenia ówczesnej polityki historycznej PRL, pozostawiając zwiedzających w przekonaniu, że Sobibór był miejscem kaźni przedstawicieli kilku narodowości – w tym przede wszystkim jeńców sowieckich. Rozważano stworzenie w Sobiborze punktu informacyjnego w postaci kiosku z publikacjami, ostatecznie plany te jednak zarzucono, najprawdopodobniej na skutek wydarzeń marcowych 1968 roku.
Upamiętnienie byłego obozu nie zatrzymało procederu „poszukiwania skarbów”. Wykopy pozostawione przez „hieny” miał okazję zaobserwować m.in. Claude Lanzmann, który latem 1978 roku kręcił w Sobiborze sceny do swego filmu Shoah. W tym samym roku milicja zatrzymała na gorącym uczynku dwoje „kopaczy”; oboje skazano rok później odpowiednio na trzy lata więzienia oraz dwa lata więzienia w zawieszeniu na dwa. Kolejne cztery osoby przyłapane na rozkopywaniu terenu poobozowego zostały zatrzymane w 1985 roku, wszystkim wymierzono kary dwóch lat więzienia.
Sobibór był ostatnim obozem zagłady upamiętnionym na ziemiach polskich. W okresie Polski Ludowej pozostawał – wedle słów Roberta Kuwałka – „jednym z kolejnych zapomnianych miejsc Holokaustu”. Pod koniec lat 60. polska historiografia straciła zainteresowanie obozem, co było spowodowane m.in. emigracją wielu historyków pochodzenia żydowskiego oraz klimatem politycznym, który nie sprzyjał badaniom na Zagładą Żydów. Historycy Adam Rutkowski i Józef Marszałek, którzy niezależnie od siebie podjęli próbę stworzenia monografii Sobiboru, nie zdołali opublikować swoich prac. W rezultacie obóz sobiborski został skutecznie wymazany z pamięci historycznej Polaków. Podczas badania, którego wyniki opublikowano w 2010 roku, na pytanie o zabytki lub miejsca na terenie Polski, które zasługują na upamiętnienie jako miejsca zagłady ludności żydowskiej, tylko 1,9% respondentów wskazało Sobibór.
W latach 1944–1993 poza granicami Polski publikowane były artykuły prasowe na temat Sobiboru, wydawano wspomnienia więźniów, obóz był także obiektem zainteresowania historiografii. Niemniej pierwszą monografią poświęconą wyłącznie obozowi sobiborskiemu była wydana w 1993 roku publikacja Vernietigingskamp Sobibor autorstwa Jules’a Schelvisa (holenderskiego Żyda ocalałego z Sobiboru).
14 października 1993 roku, w 50. rocznicę buntu więźniów, otwarto Muzeum Byłego Hitlerowskiego Obozu Zagłady w Sobiborze. Ulokowano je w budynku należącym uprzednio do przedszkola Sobibór Stacja Kolejowa. Jednocześnie staraniem Thomasa Blatta, ocalałego więźnia i badacza Sobiboru, zmieniono treść tablic informacyjnych znajdujących się przy wjeździe na teren poobozowy. W 2003 roku na terenie byłego obozu powstała „Aleja Pamięci”, przy której ułożono kamienie upamiętniające osoby zamordowane w Sobiborze lub określone grupy ofiar. Muzeum w Sobiborze stanowiło początkowo filię Muzeum Pojezierza Łęczyńsko-Włodawskiego we Włodawie. W 2012 roku przekształcono je w oddział Państwowego Muzeum na Majdanku. Muzeum objęło jedynie cześć byłego obozu zagłady (9,82 ha). W 2014 roku obozowa rampa nadal była wykorzystywana w celach gospodarczych, część terenów poobozowych należała do Nadleśnictwa Sobibór, a na terenach byłego „obozu przedniego” i obozu I znajdowały się prywatne posesje. W miejscu kapliczki obok której znajdował się pierwszy „lazaret” stoi rzymskokatolicka kaplica Wniebowzięcia Najświętszej Marii Panny, wzniesiona w latach 1983–1985. Jej budowa spotkała się z protestami środowisk żydowskich (m.in. Szymona Wiesenthala).
Podczas sezonów badawczych w latach: 2000, 2001, 2004, 2007–2014 na terenie byłego obozu zagłady prowadzone były prace archeologiczne. Pozwoliły one między innymi w znacznej mierze odtworzyć topografię obozu oraz odnaleźć doły, w których zakopano prochy ofiar.
We wrześniu 2008 roku rządy Polski, Holandii, Izraela i Słowacji podjęły wspólną inicjatywę, której celem jest utworzenie w Sobiborze muzeum – miejsca pamięci. Jego koncepcja architektoniczno-artystyczna została przyjęta w 2013 roku. Podczas pierwszej fazy prac zabezpieczono pozostałości masowych grobów, pokrywając je warstwami geowłókniny oraz kruszywa z białego marmuru. W 2017 roku wzniesiono natomiast budynek w stanie surowym, który docelowo miał mieścić nową siedzibę muzeum oraz budynek gospodarczy. Zakończenie inwestycji i otwarcie nowej wystawy stałej muzeum odbyło się 29 października 2020 roku.

## Odpowiedzialność sprawców
Do 2017 roku historykom udało się ustalić nazwiska 86 esesmanów oraz 128 wachmanów, którzy pełnili służbę w Sobiborze. Tylko nieliczni zostali pociągnięci do odpowiedzialności karnej. Spośród zidentyfikowanych niemieckich esesmanów dwudziestu siedmiu zginęło lub zmarło w czasie wojny lub też wkrótce po jej zakończeniu. Dwunastu zostało zabitych przez więźniów w czasie powstania w październiku 1943 roku. Wśród tych, którzy zmarli lub zginęli w innych okolicznościach, znaleźli się m.in. Anton Getzinger (zginął w drugiej połowie 1943 z powodu nieostrożnego posługiwania się bronią), Herbert Floß (zabity przez zbuntowanych wachmanów w październiku 1943), Franz Reichleitner (zabity przez włoskich partyzantów w styczniu 1944), Christian Wirth (zabity przez jugosłowiańskich partyzantów w maju 1944), Kurt Richter (zabity przez włoskich partyzantów w sierpniu 1944), Richard Thomalla (rozstrzelany przez NKWD w maju 1945), Karl Steubl (popełnił samobójstwo we wrześniu 1945), Gottlieb Hering (zmarł w październiku 1945), Paul Bredow (zginął w wypadku w grudniu 1945).
Wielu członków obozowej załogi zaginęło lub z różnych przyczyn uniknęło postawienia przed sądem. W gronie tym znaleźli się m.in. Hermann Michel, Lorenz Hackenholt, Walter Nowak i Paul Groth.
Pierwsze procesy członków załogi Sobiboru, związane bezpośrednio z ich służbą w tym obozie, miały miejsce na początku lat 50. 8 maja 1950 roku sąd w Berlinie-Moabicie skazał Ericha Bauera na karę śmierci. Wejście w życie nowej niemieckiej konstytucji, która znosiła karę główną, spowodowało jednak, że karę zmieniono na dożywotnie pozbawienie wolności. Z kolei 25 sierpnia 1950 roku sąd we Frankfurcie nad Menem skazał Huberta Gomerskiego na karę dożywotniego więzienia. Sądzony w tym samym procesie Johann Klier został uniewinniony. Oba procesy przeszły bez większego echa.
Najważniejszy proces przeciwko członkom załogi Sobiboru toczył się od 6 września 1965 roku do 20 grudnia 1966 roku przed sądem w zachodnioniemieckim Hagen. Na ławie oskarżonych zasiadło wówczas dwunastu byłych esesmanów. Jeden z nich – Karl Frenzel – otrzymał karę dożywotniego pozbawienia wolności. Pięciu otrzymało wyroki więzienia w wysokości od trzech do ośmiu lat, pięciu uniewinniono. Dwunasty oskarżony, Kurt Bolender, popełnił samobójstwo przed zakończeniem procesu.
Pewna liczba wachmanów z Sobiboru została osądzona w ZSRR. Jeden z procesów toczył się w Kijowie w latach 1962–1963. Na ławie oskarżonych zasiadło wówczas jedenastu byłych Trawniki-Männer, spośród których dziesięciu skazano na karę śmierci, a jednego na karę 15 lat więzienia. Kolejne procesy miały miejsce w 1965 roku. Pierwszy z nich również toczył się w Kijowie i zakończył się skazaniem na karę śmierci trzech byłych strażników z Bełżca i Sobiboru. Drugi toczył się w Krasnodarze, gdzie na ławie oskarżonych zasiadło sześciu byłych wachmanów. Wszystkich skazano na karę śmierci.
Franz Stangl zbiegł po wojnie do Włoch, a następnie do Syrii, skąd w 1951 roku wyemigrował do Brazylii. W 1967 roku został aresztowany i ekstradowany do Niemiec Zachodnich. W 1970 roku sąd w Düsseldorfie uznał go winnym zamordowania 900 tys. osób i skazał na karę dożywotniego pozbawienia wolności. Wyrok ten odnosił się wyłącznie do zbrodni popełnionych przez Stangla w obozie zagłady w Treblince, gdyż z przyczyn proceduralnych jego działalność w Sobiborze została wyłączona z postępowania prokuratorskiego.
Gustav Wagner – uważany za najokrutniejszego członka załogi Sobiboru – wraz ze Stanglem zbiegł do Włoch, a następnie do Syrii. Stamtąd w 1950 roku wyemigrował do Brazylii. W 1978 roku został odnaleziony przez „łowcę nazistów”, Szymona Wiesenthala. Wnioski o jego ekstradycję złożyły rządy PRL, RFN, Austrii i Izraela, jednakże z różnych przyczyn wszystkie zostały odrzucone przez brazylijskie władze. 3 października 1980 roku Wagner został znaleziony martwy w swoim domu. Za oficjalną przyczynę jego śmierci uznano samobójstwo, aczkolwiek wiele wskazuje, że w jego śmierć mogły być zamieszane osoby trzecie.
W 1975 roku Michael Hanusiak, ukraiński imigrant powiązany ze środowiskami lewicowymi, opublikował listę z nazwiskami 70 ukraińskich zbrodniarzy wojennych, którzy mieli jakoby przebywać na terytorium Stanów Zjednoczonych. Znalazło się na niej nazwisko Iwana (Johna) Demianiuka, którego zidentyfikowano jako jednego z wachmanów z Sobiboru. Podczas śledztwa kilku ocalałych z Holocaustu rozpoznało jednak w Demianiuku „Iwana Groźnego” – słynnego z okrucieństwa strażnika, który obsługiwał komory gazowe w obozie w Treblince. W 1986 roku Stany Zjednoczone pozbawiły Demianiuka obywatelstwa i deportowały go do Izraela. W kwietniu 1988 roku sąd w Jerozolimie skazał go na karę śmierci. Wkrótce ujawniono jednak dowody wskazujące, że „Groźnym” był w rzeczywistości niejaki Iwan Marczenko. W rezultacie w 1993 roku izraelski Sąd Najwyższy uniewinnił Demianiuka, a niedługo później uzyskał on zgodę na powrót do USA. W 2009 roku został jednak ponownie deportowany, tym razem do Niemiec. Dwa lata później sąd w Monachium skazał go na karę pięciu lat więzienia za współudział w zamordowaniu 29 060 Żydów, których zgładzono w Sobiborze w okresie, gdy pełnił tam służbę. Demianiuk zmarł w marcu 2012 roku, przed zakończeniem postępowania apelacyjnego.

## W kulturze
Obóz zagłady w Sobiborze, a w szczególności bunt jego więźniów w październiku 1943 roku, zostały ukazane w brytyjskim filmie telewizyjnym Ucieczka z Sobiboru (ang. Escape from Sobibor) z 1987 roku. W filmie, którego reżyserem był Jack Gold, główne role zagrali Rutger Hauer, Alan Arkin i Joanna Pacuła.
O powstaniu więźniów Sobiboru opowiada również rosyjski film Sobibór z 2018 roku. W filmie, którego reżyserem był Konstantin Chabienski, zagrali m.in. sam Chabienski, Christopher Lambert, Felice Jankell, Wolfgang Cerny i Michalina Olszańska.
W obozie zagłady w Sobiborze toczy się akcja włoskiej powieści Dziewczynka z Sobiboru (wł. La bambina e il nazista) autorstwa Franco Forte i Scilli Bonfiglioli (wyd. 2020).